# Venedig

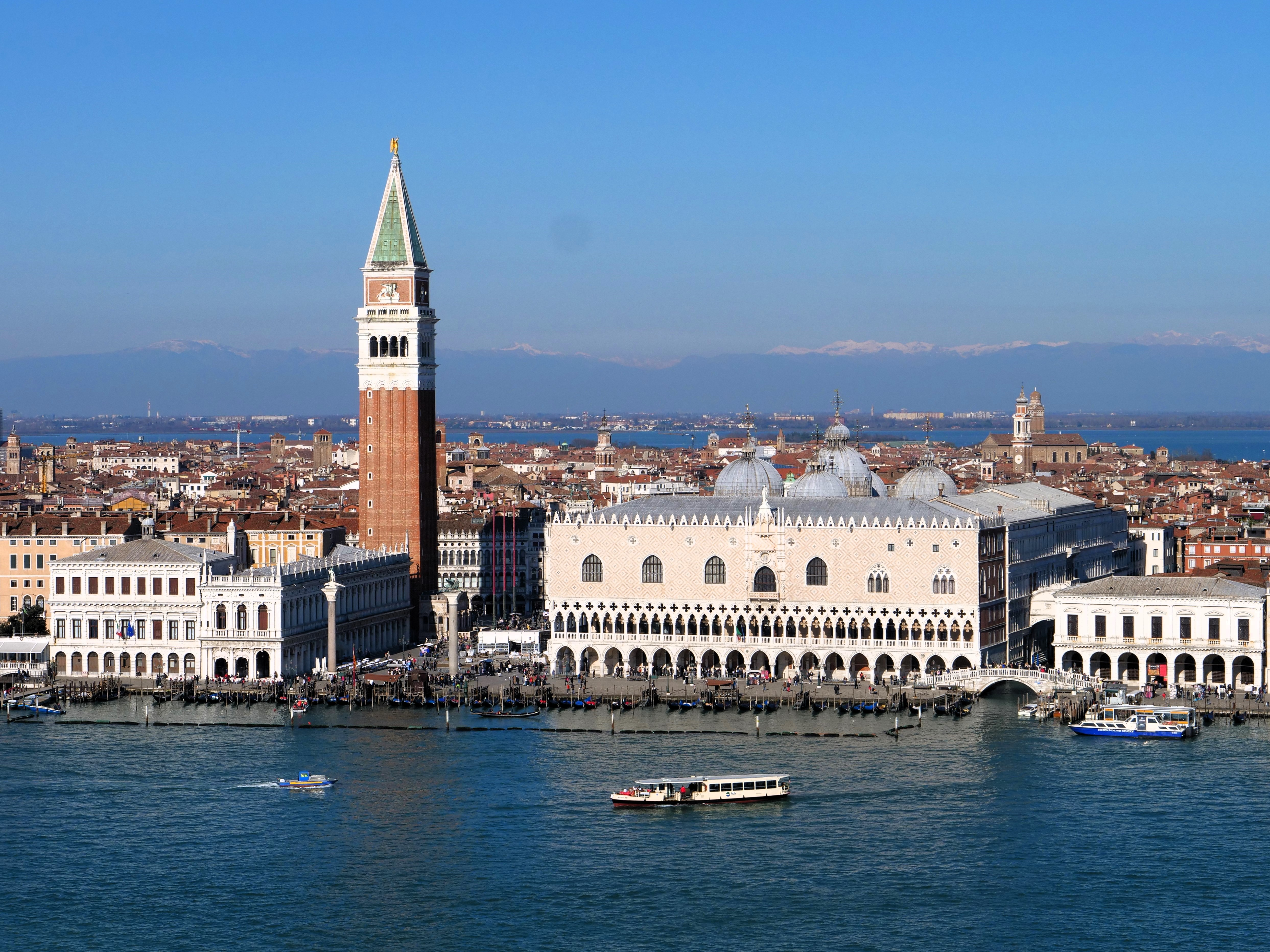
Venedigs Zentrum – Blick von San Giorgio Maggiore

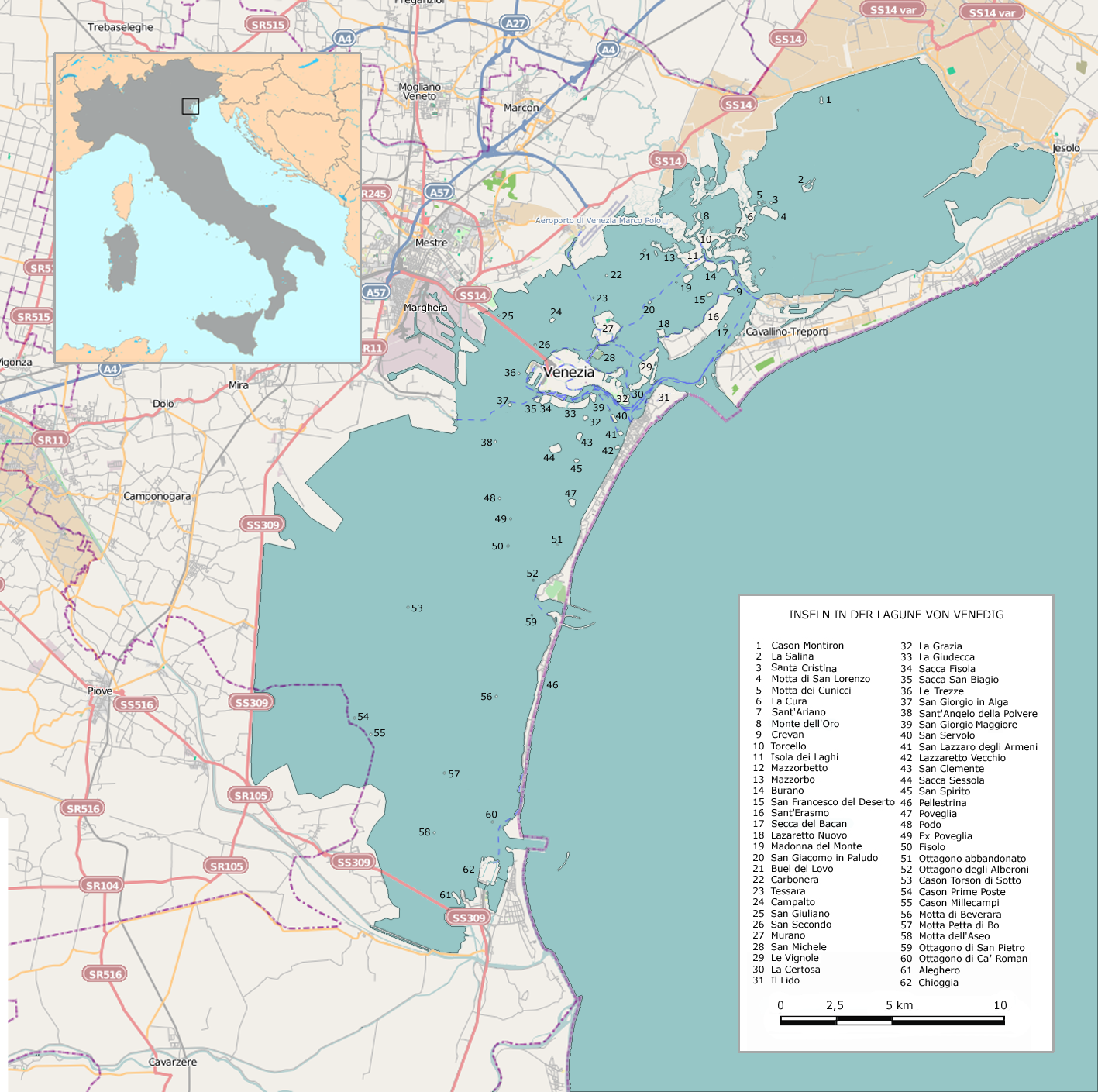
Karte der Lagune von Venedig

Venedig (italienisch Venezia [veˈnɛʦːi̯a], venezianisch Venesia [veˈnɛsja]) ist eine Stadt im Nordosten Italiens. Sie ist Hauptstadt der Region Venetien und der Metropolitanstadt Venedig. Venedig trägt den Beinamen La Serenissima („Die Durchlauchtigste“). Das historische Zentrum (centro storico) liegt auf 127 Inseln in der Lagune von Venedig.
Die Gesamtfläche Venedigs beträgt 414,6 km², davon entfallen 257,7 km² auf Wasserflächen. Am 31. Dezember 2024 zählte die Stadt 249.466 Einwohner, davon 179.794 in den Stadtteilen auf dem Festland, 52.996 im historischen Zentrum und 27.730 innerhalb der Lagune. Die Lagune erstreckt sich über etwa 550 km² zwischen den Mündungen der Flüsse Etsch im Süden und Piave im Norden in die Adria.
Venedig war bis 1797 Hauptstadt der Republik Venedig und mit über 180.000 Einwohnern eine der größten europäischen Städte. Bis ins 16. Jahrhundert war es eine der bedeutendsten Handelsstädte, über die der überwiegende Teil des Handels zwischen Westeuropa und dem östlichen Mittelmeer abgewickelt wurde. Venedig unterhielt die meisten Handels- und Kriegsschiffe. Zum Staatsoberhaupt wurde der jeweilige Doge in einem komplizierten Wahlverfahren zunächst durch die Volksversammlung, dann durch den städtischen Adel gewählt. Letzterer monopolisierte die höheren Ämter und profitierte vom Handel mit Luxuswaren, Gewürzen, Salz und Weizen, während der Rest der Bevölkerung weitgehend vom Fernhandel ausgeschlossen blieb. Venedig entwickelte sich zum größten Finanzzentrum und dominierte ein Kolonialreich, das von Oberitalien bis Kreta und zeitweise bis nach Zypern reichte. Nach französischer und österreichischer Herrschaft zwischen 1798 und 1866 wurde Venedig ein Teil Italiens. 1917 wurde Marghera und 1926 im Zuge des faschistischen Projektes zur Bildung eines „Groß-Venedigs“ der Ort Mestre sowie der größte Teil der auf dem Festland liegenden Stadtteile eingemeindet. Der jüdische Anteil der Bevölkerung wurde während des Zweiten Weltkriegs von den Deutschen, die Italien ab 1943 besetzt hatten, deportiert, wobei 200 jüdische Personen ermordet wurden. Bis 1950 wuchs die Zahl der Einwohner des historischen Zentrums durch Kriegsflüchtlinge auf rund 185.000 an. In den Jahren 1965 bis 1970 erreichte die Gesamtstadt mit knapp 370.000 Einwohnern die höchste Bevölkerungszahl. Seitdem ist diese um rund 120.000 zurückgegangen.
Venedig und seine Lagune stehen seit 1987 auf der UNESCO-Liste des Weltkulturerbes. Beide inspirierten viele Künstler und Venedig wurde zu einer Touristenattraktion. Seit dem 20. Jahrhundert ist die wirtschaftliche Struktur der Altstadt einseitig auf den Tourismus ausgerichtet, während sich die industrielle Tätigkeit vor allem um Mestre und Marghera auf dem westlich gelegenen Festland konzentriert.

## Geografie

### Geologie

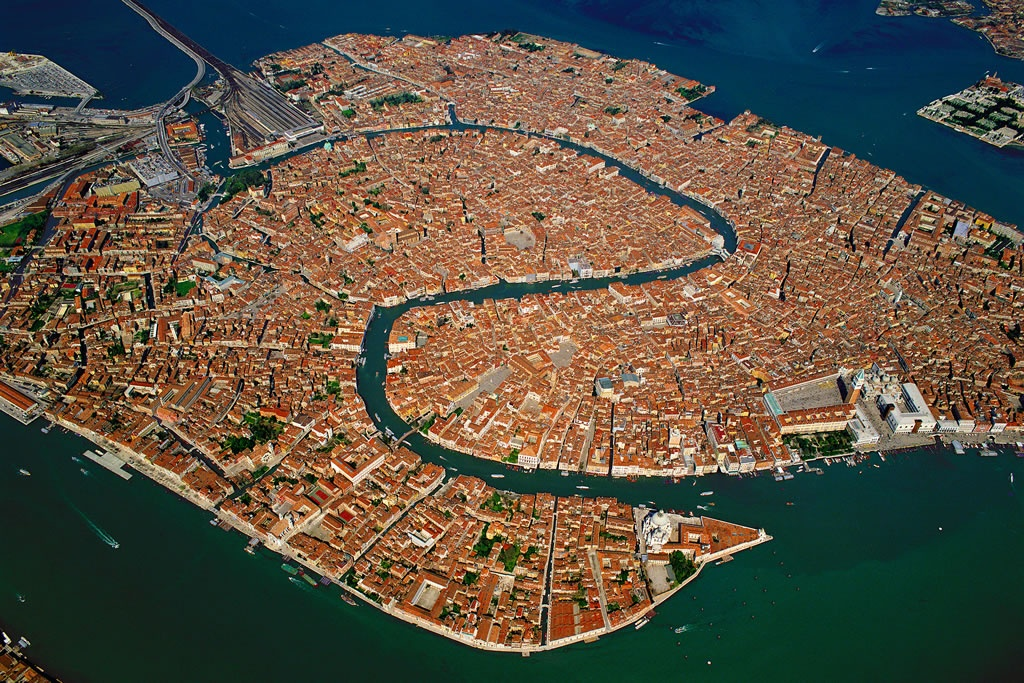
Luftbild von Venedigs Historischem Zentrum, dem Centro Storico

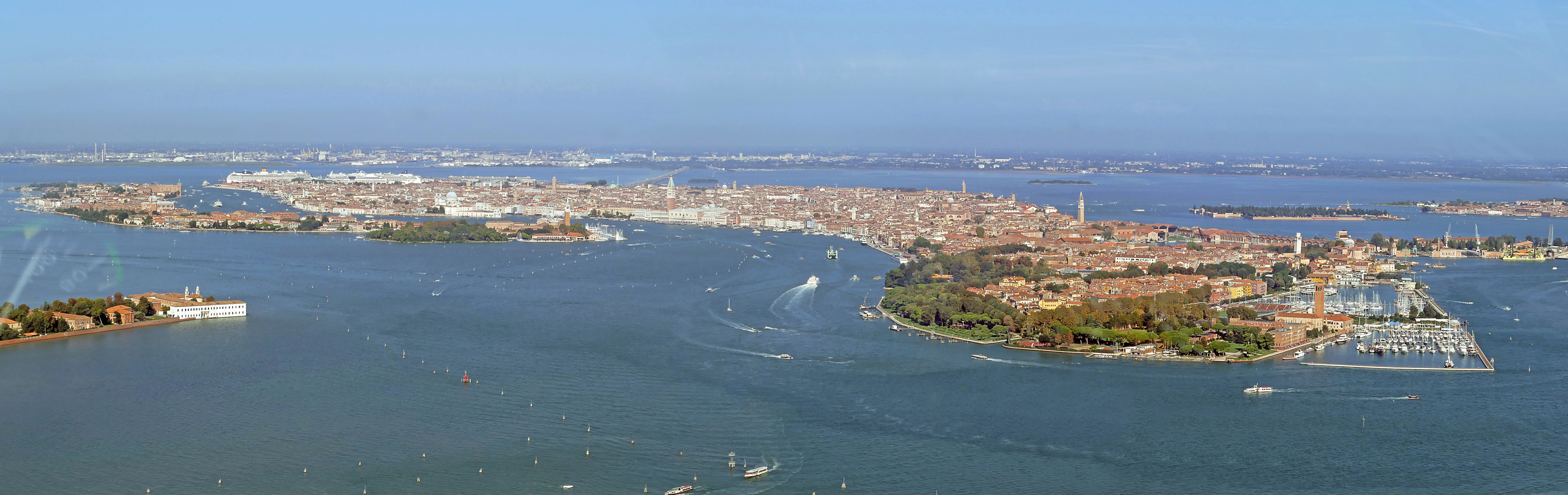
Panorama-Luftbild des historischen Zentrums von Venedig, aufgenommen in Ost-West-Richtung.

Die Siedlungen, aus denen Venedig entstand, liegen auf Schwemmland, das nacheiszeitliche Flüsse hervorbrachten. Die in deren Mündungsgebiet entstandene Lagune umfasst eine Fläche von etwa 550 km² und wird von ungefähr 60 km langen Sandbänken gegen die Adria abgegrenzt. Nur etwa drei Prozent dieser Fläche bedecken Inseln, der Rest besteht aus Watt- und Marschland, den Barene, die über 90 km² umfassen, dann aus etwa 92 km² Fischfanggründen, den Valli da pesca. Die Barene werden von natürlichen Kanälen durchzogen, die man Ghebi nennt. Um 1900 umfassten die Barene mehr als 250 km². Im Gegensatz zu den häufig überschwemmten Barene tragen die Velme, Untiefen, nur geringe Vegetation, weil sie nur bei sehr tiefem Wasserstand auftauchen.
Die Lagune entstand ab etwa 4000 v. Chr. durch Ablagerungen des Brenta und anderer Flüsse und Bäche Oberitaliens. Diese Flusssedimente überdecken eine jungpleistozäne Grundschicht aus Lehm und Sand, die zwischen 5 und 20 m dick ist. Während der letzten Kaltzeit lag der Meeresspiegel etwa 120 m unter dem Niveau des Jahres 2012, stieg jedoch bis um 5000 v. Chr. um 110 m an. Seither steigt der Wasserspiegel unter starken Schwankungen langsam weiter.
Venedig lag um 400 n. Chr. noch immer etwa 1,9 m unter dem Meeresspiegel des Jahres 1897. Ab dem Hochmittelalter war die Lagune tiefgreifenden Veränderungen, wie der Umleitung von Zuflüssen ausgesetzt, um den Wasserstand zu regeln und Verlandungen zu vermeiden. Seit dem frühen 20. Jahrhundert wurden zahlreiche Kanäle vertieft und verbreitert, was erheblich mehr Salzwasser in die Lagune führt und die Strömungsgeschwindigkeiten erhöht.

### Klima
Die Stadt liegt in der gemäßigten Klimazone. Die durchschnittliche Jahrestemperatur beträgt 13,5 °C. Die wärmsten Monate sind Juli und August mit durchschnittlich 23,1 bzw. 22,6 °C, der kälteste Monat ist der Januar mit 3,0 °C. Die durchschnittliche Tageshöchsttemperatur beträgt im Juli und August 27 °C.
Die Lagune von Venedig wird durch das maritime Klima der nördlichen Adria geprägt. Dadurch erklären sich die Niederschlagsspitzen im Verlauf des einsetzenden Spätsommers, da sich zu diesem Zeitpunkt das Kontinentalklima vom osteuropäischen Festland, insbesondere den Karpaten (Bora-Winde) und dem folgend durch die Umkehrung der Wetterlage von der Südseite der mitteleuropäischen Alpen auswirkt.
Der durchschnittliche Jahresniederschlag liegt bei 770 mm. Der meiste Niederschlag fällt im November mit durchschnittlich 86, der geringste im Januar mit durchschnittlich 53 mm.
|                       | Jan  | Feb | Mär  | Apr  | Mai  | Jun  | Jul  | Aug  | Sep  | Okt  | Nov  | Dez |   |      |
| Mittl. Tagesmax. (°C) | 5,8  | 8,2 | 12,0 | 16,3 | 21,2 | 24,8 | 27,5 | 27,0 | 23,6 | 18,1 | 11,5 | 6,7 | ⌀ | 16,9 |
| Mittl. Tagesmin. (°C) | −0,9 | 0,7 | 3,8  | 7,9  | 12,3 | 15,9 | 17,8 | 17,3 | 14,2 | 9,4  | 4,2  | 0,0 | ⌀ | 8,6  |
|                       |      |     |      |      |      |      |      |      |      |      |      |     |   |      |
| Niederschlag (mm)     | 37   | 48  | 61   | 78   | 65   | 69   | 52   | 69   | 59   | 77   | 94   | 61  | Σ | 770  |
|                       |      |     |      |      |      |      |      |      |      |      |      |     |   |      |
| Sonnenstunden (h/d)   | 2,6  | 3,8 | 4,6  | 5,8  | 7,4  | 8,1  | 9,3  | 8,3  | 6,6  | 4,9  | 2,9  | 2,5 | ⌀ | 5,6  |
|                       |      |     |      |      |      |      |      |      |      |      |      |     |   |      |
| Regentage (d)         | 7    | 6   | 7    | 8    | 8    | 9    | 6    | 7    | 5    | 6    | 8    | 6   | Σ | 83   |
|                       |      |     |      |      |      |      |      |      |      |      |      |     |   |      |
| Wassertemperatur (°C) | 9    | 8   | 10   | 13   | 17   | 21   | 23   | 24   | 21   | 18   | 14   | 11  | ⌀ | 15,8 |
|                       |      |     |      |      |      |      |      |      |      |      |      |     |   |      |
| Luftfeuchtigkeit (%)  | 81   | 78  | 77   | 77   | 77   | 74   | 73   | 74   | 76   | 78   | 82   | 84  | ⌀ | 77,6 |

| −0,9 |

| 0,7 |

| 3,8 |

| 7,9 |

| 12,3 |

| 15,9 |

| 17,8 |

| 17,3 |

| 14,2 |

| 9,4 |

| 4,2 |

| 0,0 |

| −0,9 |

| 0,7 |

| 3,8 |

| 7,9 |

| 12,3 |

| 15,9 |

| 17,8 |

| 17,3 |

| 14,2 |

| 9,4 |

| 4,2 |

| 0,0 |

### Flora und Fauna

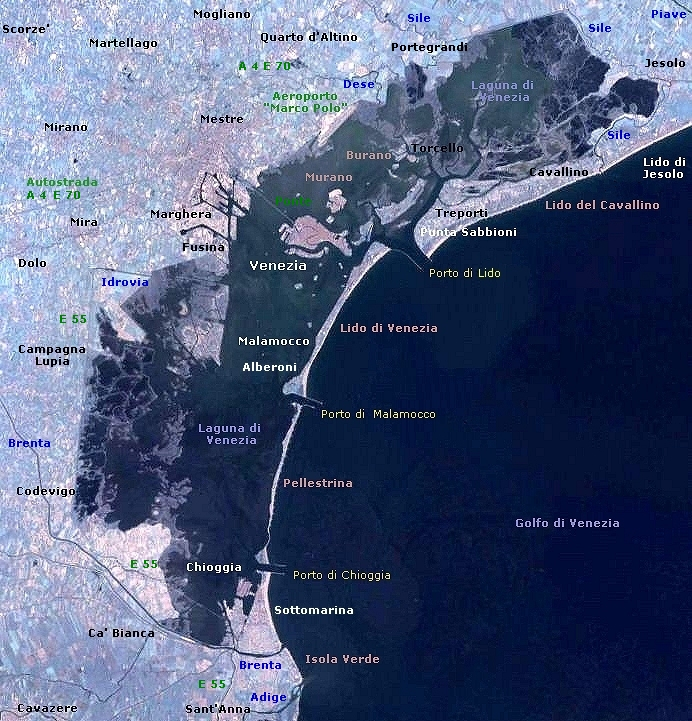
Satellitenbild der Lagune von Venedig

Der nördliche Teil der 550 km² großen Lagune enthält vorwiegend Süßwasser und wird vom Gezeitenwechsel, der etwa 418 km² erreicht, kaum berührt. Er heißt daher Laguna morta (tote Lagune). Die Salzwasserlagune, deren Wasserstand mit Ebbe und Flut sinkt und steigt und die von Meerwasser stärker durchspült wird, heißt hingegen Laguna viva (lebende Lagune).

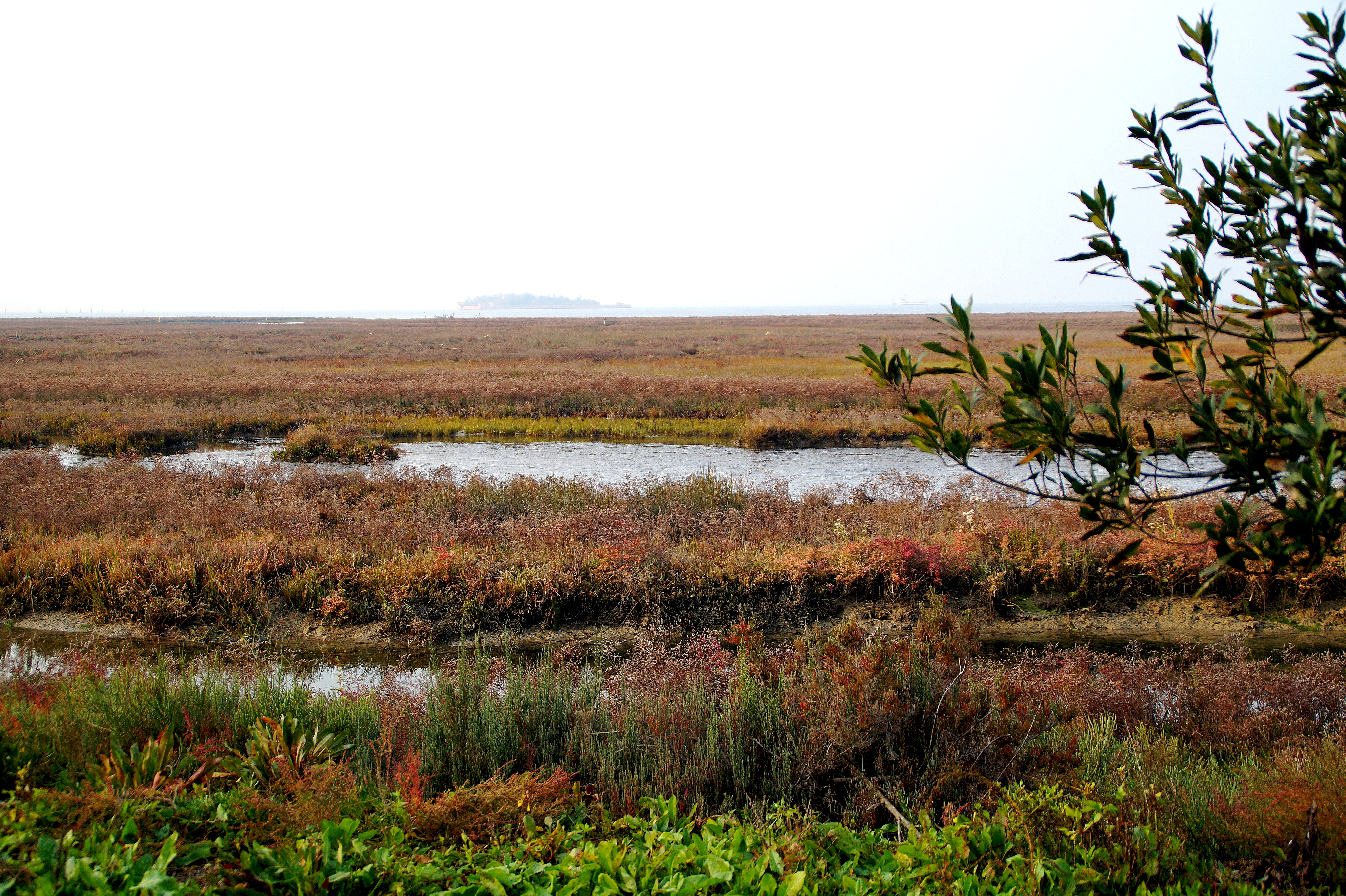
Barena

Die Barene bieten einen günstigen Lebensraum für eine Vielzahl von Arten, doch wurden sie stark verkleinert. Bedeckten sie um 1900 noch 20 % der Lagunenfläche, so waren es 1930 nur noch 13 %, inzwischen sind es nur noch 47,5 km². Als in den 1960er Jahren ein weiteres Industriegebiet erschlossen werden sollte, wurden die Casse di colmata, wie diese genannt wurden, jeder wirtschaftlichen Nutzung entzogen, um sie zu einem Industriegebiet auszubauen. Dort wurden große Mengen an Schlamm und Beton eingebracht, so dass neue Inseln entstanden, die durchschnittlich 2 m über das Wasser ragten. Doch geriet das Projekt nach der katastrophalen Überschwemmung vom 4. November 1966 in die Kritik, wurde 1969 gestoppt und 1973 endgültig beendet. Inzwischen sind diese Gebiete von größter Bedeutung für Zugvögel geworden, ihr Kern umfasst eine Fläche von 11,54 km². Der World Wide Fund For Nature erklärte das Gebiet zu einem der wichtigsten Schutzgebiete für Zugvögel in Europa, wozu auch die Fischgründe zählen.
Flora und Fauna der venezianischen Gewässer sind von großem Artenreichtum geprägt. Daher werden hier Aal, Meeräsche, Wolfsbarsch, Goldbrasse und viele andere Fischarten auf dem Markt angeboten. Sie kommen aus den Fischgründen der Lagune, wo auch Vögel, Säugetiere und Reptilien leben.
Über 60 Vogelarten brüten allein in der Lagune. An ortsfesten Vögeln findet man Stockente, Rohrweihe, Teichralle, Blässhuhn, Seeregenpfeifer, Fluss-Seeschwalbe, Beutelmeise, aber auch Purpurreiher, Nachtreiher, Rotschenkel und Haubentaucher. Zudem überwintern hier Haubentaucher und Schwarzhalstaucher, Silberreiher und verschiedene Entenvögel. Mehr als die Hälfte der Alpenstrandläufer, die in Italien überwintern, tun dies in der Lagune.
An Säugetieren finden sich die Zwergmaus, die Wasserspitzmaus, dann Iltis, Steinmarder, Große Wühlmaus, Mauswiesel, aber auch Braunbrustigel. Ebenso leben hier die Gelbgrüne Zornnatter, die Ringelnatter und die Würfelnatter. Hinzu kommen zahlreiche Insekten- und Spinnenarten.
An Pflanzen finden sich zahlreiche Arten aus den Gattungen von Queller, Strandflieder und Salzschwaden. Die Vegetation unterhalb des Wasserspiegels wird von zwei Gemeinschaften der Samenpflanzen gebildet, die für die Entenvögel von großer Bedeutung sind, nämlich dem zu den Seegräsern zählenden Zwerg-Seegras und der zu den Salden zählenden Meeres-Salde, die sich vor allem in Gebieten geringerer Salzkonzentration auf stabilem Untergrund findet. Zudem findet sich Schilfrohr, Rohrkolben, insbesondere die Art Breitblättriger Rohrkolben. Die meisten dieser Arten leben in den Fischgründen, nicht in der offenen Lagune, denn die Sümpfe (paludi) wurden weitgehend zerstört. Seit einigen Jahren wird über die teilweise Öffnung der Valli diskutiert, um die dort vorhandenen Arten wieder außerhalb der Fischgründe auszubreiten.
Von den ursprünglichen Wäldern verblieben nur der Park der Villa Matter in Mestre und der 230 ha große Wald von Carpenedo. Dort finden sich vor allem Hainbuche und Stieleiche. Inzwischen ist Mestre von Wäldern umringt, unter ihnen der Bosco dell’Osellino, der Bosco di Campalto und die Boschi Ottolenghi. 1984 hatte sich die Bevölkerung gegen den Bau eines Krankenhauses direkt gegenüber dem Carpenedowald gewandt und sukzessive die Ausdehnung der Wälder durchgesetzt. Zudem wird die riesige Müllhalde zwischen Mestre und der Lagune, die eine Fläche von 7 km² umfasst, in einen Park, den Parco San Giuliano umgewandelt. Hinzu kommt der Parco Albanese zwischen Mestre und Carpenedo, der 33 ha umfasst.

### Ausdehnung, Lage und Verwaltungsstruktur

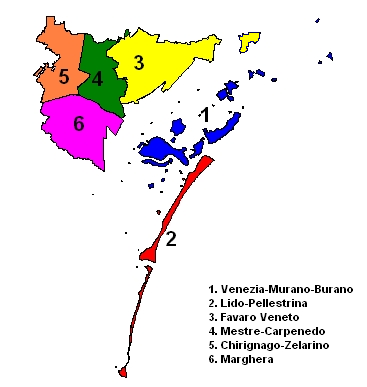
Stadtbezirke der Gesamtstadt Venedig

Venedig ist die Hauptstadt der Metropolitanstadt Venedig, die am 1. Januar 2015 aus der Provinz Venedig hervorging. Die Stadt Venedig umfasst das historische Zentrum mit 646,80 Hektar Fläche auf 127 Inseln (Liste der Altstadtinseln von Venedig) sowie den größten Teil der Lagune von Venedig mit ihren über 60 Inseln (1). Hinzu kommen die langgestreckten Inseln Lido und Pellestrina (2), die die Lagune von der Adria abgrenzen, ferner die auf dem Festland gelegenen Stadtteile Favaro Veneto (3), Mestre (4), Chirignago und Zelarino (5) sowie Marghera (6).
Die Stadt ist seit 2005 in sechs Bezirke oder Municipalità eingeteilt. Die Municipalità Venezia-Murano-Burano (1) ist weiter gefasst als das historische Zentrum, also das, was im Deutschen vielfach Altstadt genannt wird. Diese ist wiederum in sechs Sestieri untergliedert, von denen jeweils drei links und rechts des Canal Grande liegen, der die Altstadt in Form eines breiten Fragezeichens von West nach Ost durchfließt. In Fließrichtung rechts, annähernd westlich und südlich des Canal Grande liegen die drei Sestieri San Polo, Dorsoduro, zu dem auch die Inseln der am Südrand der Altstadt gelegenen Giudecca gehören, und Santa Croce. Auf der linken, im Allgemeinen östlichen und nördlichen Seite des Canal Grande liegen die Sestieri San Marco, zu dem auch die Insel San Giorgio Maggiore gehört, Cannaregio und Castello. Traditionell wurden die Sestieri links und rechts des Kanals aus dem Blickwinkel des Dogenpalasts bezeichnet, das heißt, die aus dieser Perspektive diesseits des Kanals gelegenen Sestieri wurden mit citra (diesseits) bezeichnet, die jenseits dieser Hauptwasserstraße mit ultra. Neben den sechs Sestieri der Altstadt umfasst der Bezirk den mittleren und den nördlichen Teil der Lagune mit zahlreichen Inseln, zu deren wichtigsten die Glasbläserinsel Murano, das nordöstliche Insel-Trio Burano, Mazzorbo und Torcello sowie die Gemüseinseln Sant’Erasmo und Vignole gehören.
Die Municipalità Lido-Pellestrina nimmt hingegen den südlichen Teil der Lagune mit der von Chioggia bis Jesolo reichenden Nehrung ein, die die Lagune zur Adria hin abschließt. Die beiden schmalen, langen Sandbänke erstrecken sich über mehr als 20 km südwärts von Venedig. Der nördlichere Lido di Venezia entwickelte sich im 19. Jahrhundert zum mondänen Seebad mit luxuriösen Hotels und einem Spielcasino; Pellestrina lebt dagegen überwiegend von Fischfang und Muschelfischerei. Das am Südrand der Lagune gelegene Chioggia gehört nicht zu Venedig.
Neben diesen beiden insularen Municipalità bestehen vier weitere auf dem Festland. Der Bezirk  Mestre-Carpenedo beherbergt über ein Drittel (34,59 %) der Gesamtbevölkerung der Stadt Venedig und weist die größte Bevölkerungsdichte aller Stadtbezirke auf. Versuche, das 1926 eingemeindete Mestre aus der Gemeinde Venedig wieder auszugliedern, scheiterten in fünf Referenden. Nach 2003 (48 % für die Teilung) scheiterte ein erneutes Referendum am 1. Dezember 2019. Die Wahlbeteiligung war dabei mit 21 Prozent außerordentlich niedrig, die Lega und Fünf-Sterne-Bewegung hatten das Referendum initiiert. Der Industriestadtbezirk Marghera liegt ebenfalls auf dem Festland und ist durch die petrochemische Industrie geprägt. Der Bezirk Favaro Veneto liegt nordöstlich von Mestre und schließt den Flughafen Marco Polo ein. Die Municipalità Chirignago-Zelarino umfasst die auf dem Festland gelegenen Stadtteile Chirignago, Cipressina, Zelarino, Trivignano und Gazzera, die westlichen Vororte, und hat als einzige venezianische Municipalità keinen Zugang zur Lagune.

## Struktur der Altstadt
Die Altstadt von Venedig setzt sich aus 127 Inseln zusammen, zwischen denen sich unterschiedlich breite Kanäle hindurchziehen. Zu vielen dieser Inseln gehört ein Platz als Kommunikations-, Verkehrs- und Handelszentrum, an dem eine Gemeindekirche steht. Jedoch haben Veränderungen ab dem frühen 19. Jahrhundert diese Struktur überlagert, wie etwa der Bau der breiten Strada Nova oder der Via Eugenia (inzwischen: Via Garibaldi).

### Funktionszuweisungen

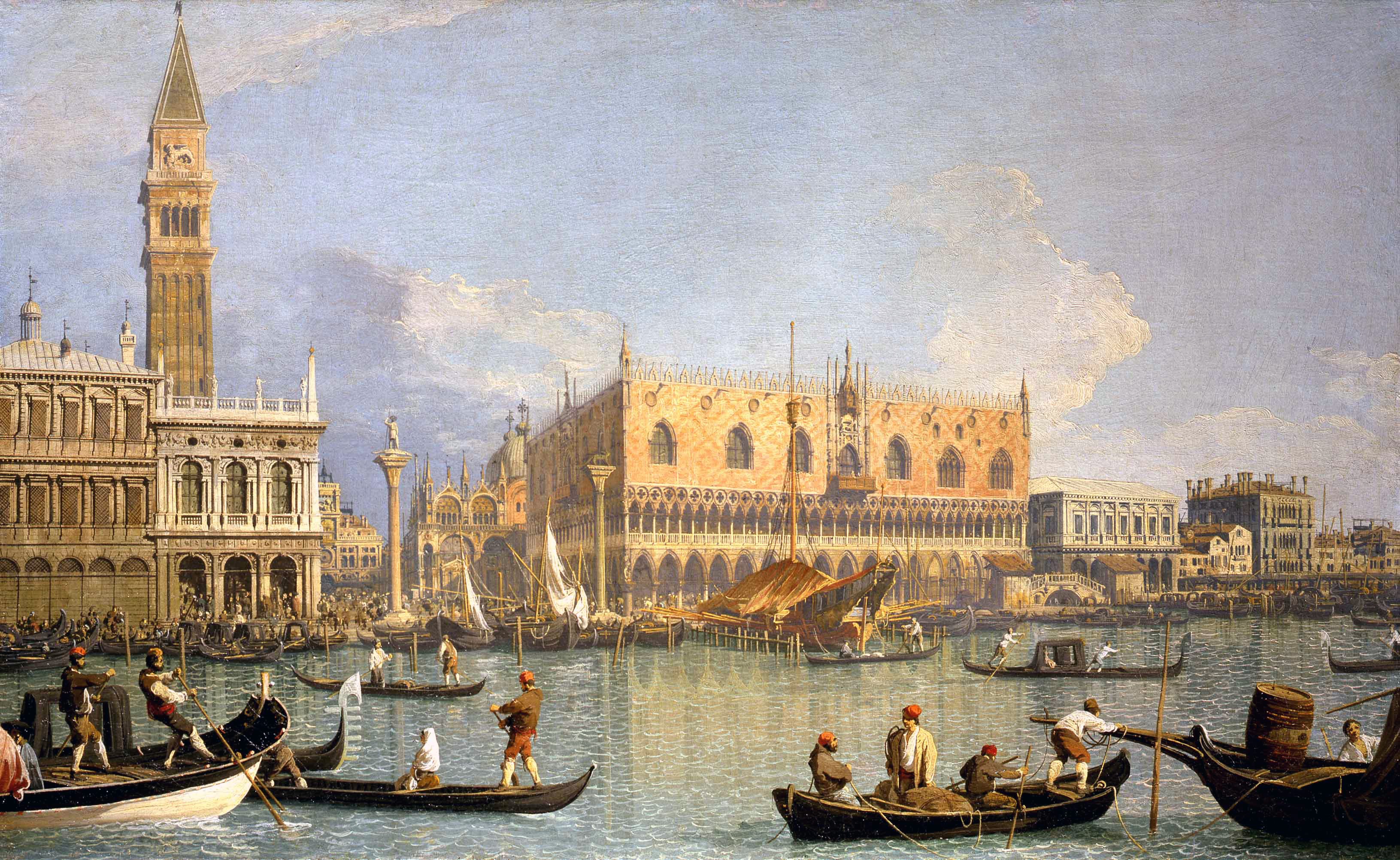
Von links: Zecca, Markusturm, Biblioteca Nazionale Marciana, Piazzetta und Dogenpalast

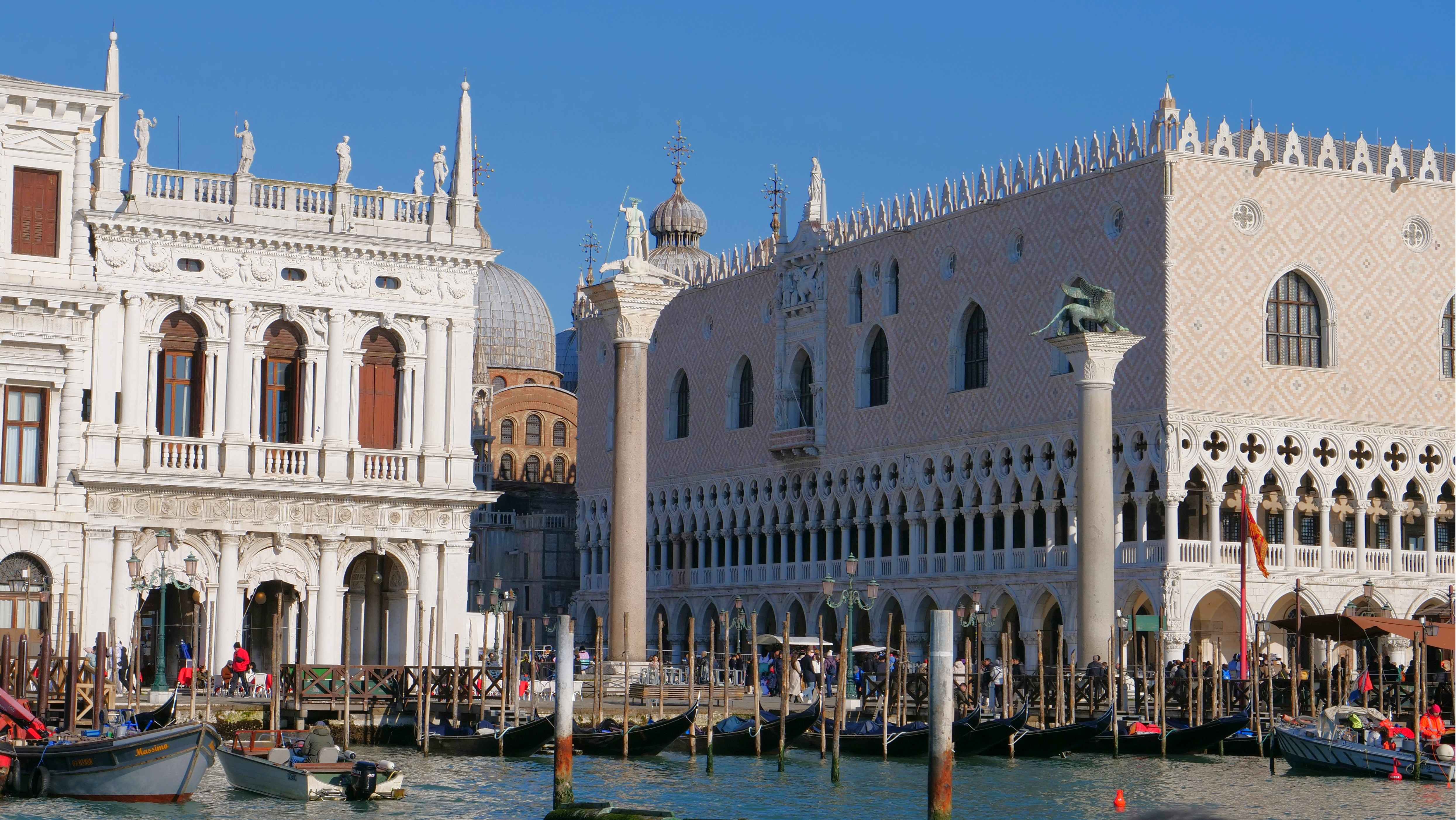
Im Jahr 2025: Biblioteca Marciana, granitene Monolithsäulen mit aufgesetzten Skulpturen des Heiligen Theodor (li.) und des Markuslöwen nahe dem Dogenpalast

Neben dieser Grundstruktur weisen einige Bezirke aufgrund verschiedener historischer Funktionen stark abweichende Strukturen auf, so um den Markusplatz das ehemalige Macht- und Repräsentationszentrum der Stadt. Der mit einer Abmessung von 175 m Länge und bis zu 82 m Breite größte Platz der Stadt ist von den angrenzenden staatlichen Gebäuden geprägt, insbesondere vom Dogenpalast und den Prokuratien. Hinzu kommen Bibliotheken und Museen, die Markuskirche und der Campanile, aber auch vier große Cafés. Auf der anderen Seite des Canal Grande ist der Campo San Polo der größte Platz.
Mehr Fläche als der Markusplatz weist im Osten das Arsenal auf, in dem der für Venedig wichtige Schiffbau angesiedelt war und das militärisches Sperrgebiet ist. Seine Umgebung weist typische Kennzeichen eines Industrieviertels auf, in diesem Bezirk waren zeitweise über 10.000 Arbeiter beschäftigt. Die dortige Schiffsproduktion erinnert „in ihren Prinzipien der Normierung und Systematisierung an industrielle Fließbandproduktion“. Rund um das Arsenal lebten die Arbeiter in dieser größten Fabrik des Mittelalters, die „arsenalotti“.
Seit Mitte des 19. Jahrhunderts ist der Westen der Stadt am stärksten von der Anbindung an das Festland gekennzeichnet. Dort mündet die große Brücke zum Festland, der Ponte della Libertà, die 1931 als Straßenbrücke neben der 1841 bis 1846 fertiggestellten Eisenbahnbrücke entstand. An ihrem Kopf dehnt sich der Bahnhof aus, am Ende des Ponte della Libertà befinden sich ein Parkhaus und ein Bushalteplatz am Piazzale Roma. Weiter südostwärts endet ein Gleis bei der Stazione Marittima, von der der Eisenbahn-Güterverkehr an den kleinen Hafen angebunden ist. Zudem wurde mit Tronchetto eine über 18 ha große, künstliche Parkinsel aufgeschüttet.
An der Südseite der Stadt erstrecken sich die Zattere von der besagten Stazione Marittima im Westen bis zum Canal Grande, dann weiter ostwärts die Riva degli Schiavoni vom Dogenpalast bis zum Gelände der Biennale. Diese Südseite wird als Flaniermeile genutzt. Ähnliches gilt für die gegenüberliegende Nordseite der Giudecca, die fast als einzige noch industrielle Strukturen aufweist, wie die Stucky-Mühle. Dieses Bauwerk entstand 1895 nach den Plänen des Architekten Ernst Wullekopf aus Hannover.

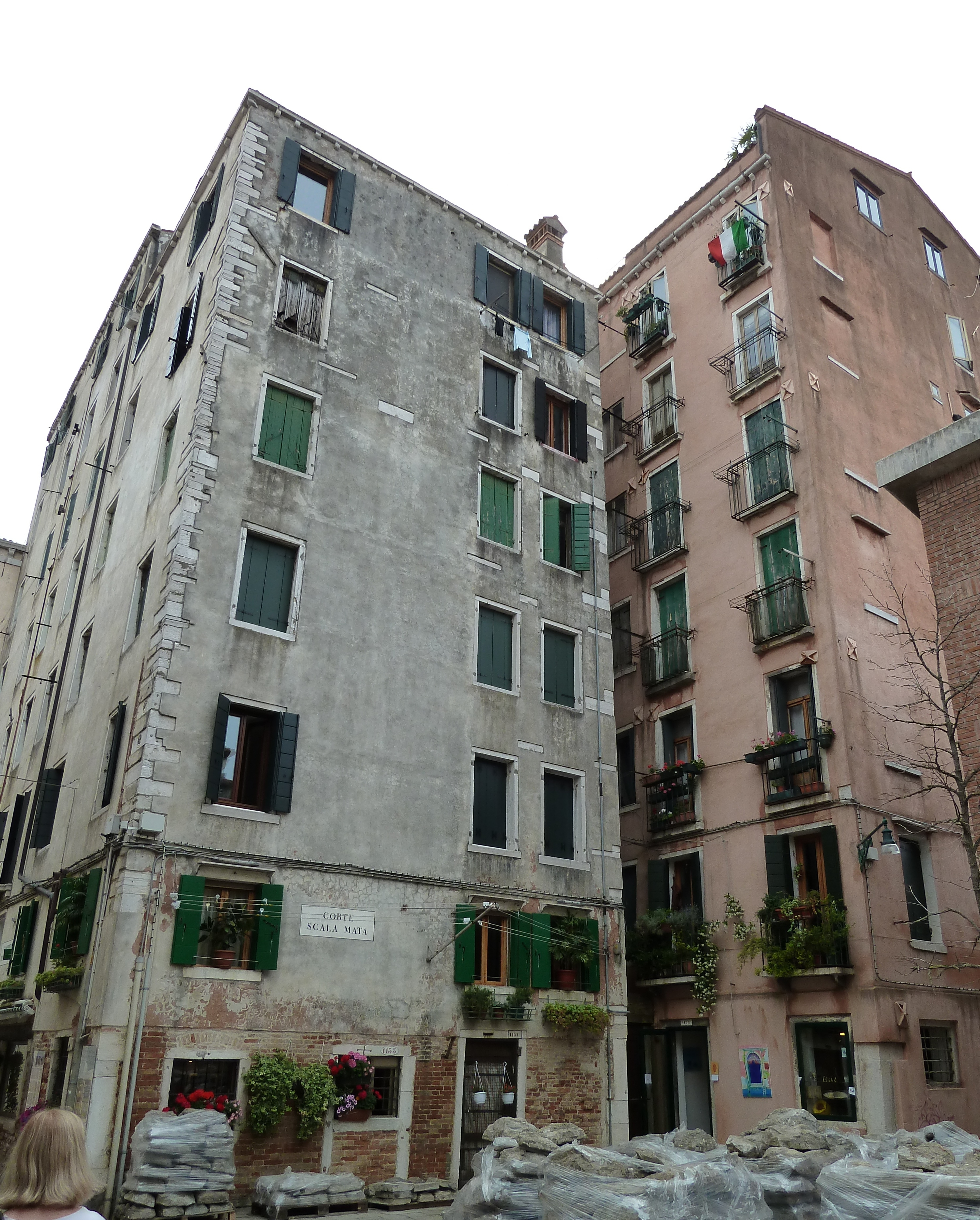
Beengtes Wohnen im Ghetto

In vielen Quartieren ist die stärker gemischte Sozialstruktur erhalten, doch haben sich manche von ihnen zu Armenvierteln entwickelt, wie etwa Sacca Fisola. Das Gebiet um das Arsenal bis zur Via Garibaldi kann eher als typisches Arbeiterviertel angesehen werden. Zwar siedelte die Serenissima vielfach die Angehörigen verschiedener Nationen in eigenen Straßenzügen an, wie oftmals an den Namen der Gassen abzulesen ist (Calle dei Greci usw.), doch ist von dieser Einteilung nur noch wenig zu spüren. Einzig das Ghetto, das Quartier, in dem von 1516 bis zum frühen 19. Jahrhundert die Juden der Stadt lebten, weist eine eigene Struktur und Bauweise der Häuser auf. Alle venezianischen Juden wurden gezwungen, nach „Nationen“ geteilt, dort zu leben. Neben ihnen wirkte die Kommune über die zuständigen Amtsinhaber, die Cattaveri, auf die lokalen Verhältnisse ein, aber auch die christlichen Besitzer der Häuser und Brunnen, bei denen die Juden zur Miete lebten – wie es im Dekret vom 29. März 1516 ausdrücklich heißt, sollten die Vormieter ihre Häuser verlassen und die neuen Mieter einen um ein Drittel erhöhten Mietzins zahlen. So entstanden bald Häuser mit bis zu acht Stockwerken mit häufig sehr niedrigen Decken. Zudem waren die Wohnverhältnisse insgesamt sehr beengt – 1552 lebten auf einem Gebiet von etwa drei Hektar 900 Bewohner, 1611 waren es 5500 – bald musste das Ghetto ausgeweitet werden. Ab 1633 entstand neben dem Ghetto novo und dem Ghetto vecchio das Ghetto novissimo (also das neue, alte und neueste Ghetto).
Straßenzüge mit gleichen Funktionen wurden zwar hier und da bereits im Spätmittelalter durchgesetzt, wie etwa im Bereich des Rialtomarkts und um die Carampane, das ehemalige Viertel der Prostituierten, um das Arsenal und den Dogenpalast, doch ließ sich dies mit der insularen Struktur nur schwer vereinbaren.
Die Dominanz des Wasserverkehrs wird am Canal Grande augenfällig, der nur stückweise von Fußgängern erreichbar ist. Dies ist vor allem um die Rialtobrücke möglich, das ehemalige kommerzielle Zentrum der Stadt. Am Kanal ballen sich stattdessen seit dem Spätmittelalter die repräsentativen Palastbauten des Stadtadels, die Palazzi oder Case (Häuser) (daher etwa Bezeichnungen wie Ca’ Foscari). Diese Case waren im Besitz vielköpfiger Familien gleichen Namens wie etwa der Contarini, die jedoch in mehrere Dutzend Zweige zerfielen, die nur wenig miteinander zu tun hatten. Daher werden ihre Paläste nicht nur mit Ca’ Contarini, sondern näher mit dem Namen der zugehörigen Kirchengemeinde bezeichnet, manchmal auch dem Namen späterer Besitzer oder auffälliger Eigenheiten. So kommen Namen zustande wie Palazzo Barbarigo della Terrazza (er weist eine große Terrasse auf) oder der Palazzo Grimani di San Luca, der im 16. Jahrhundert in der Gemeinde des heiligen Lukas entstand.

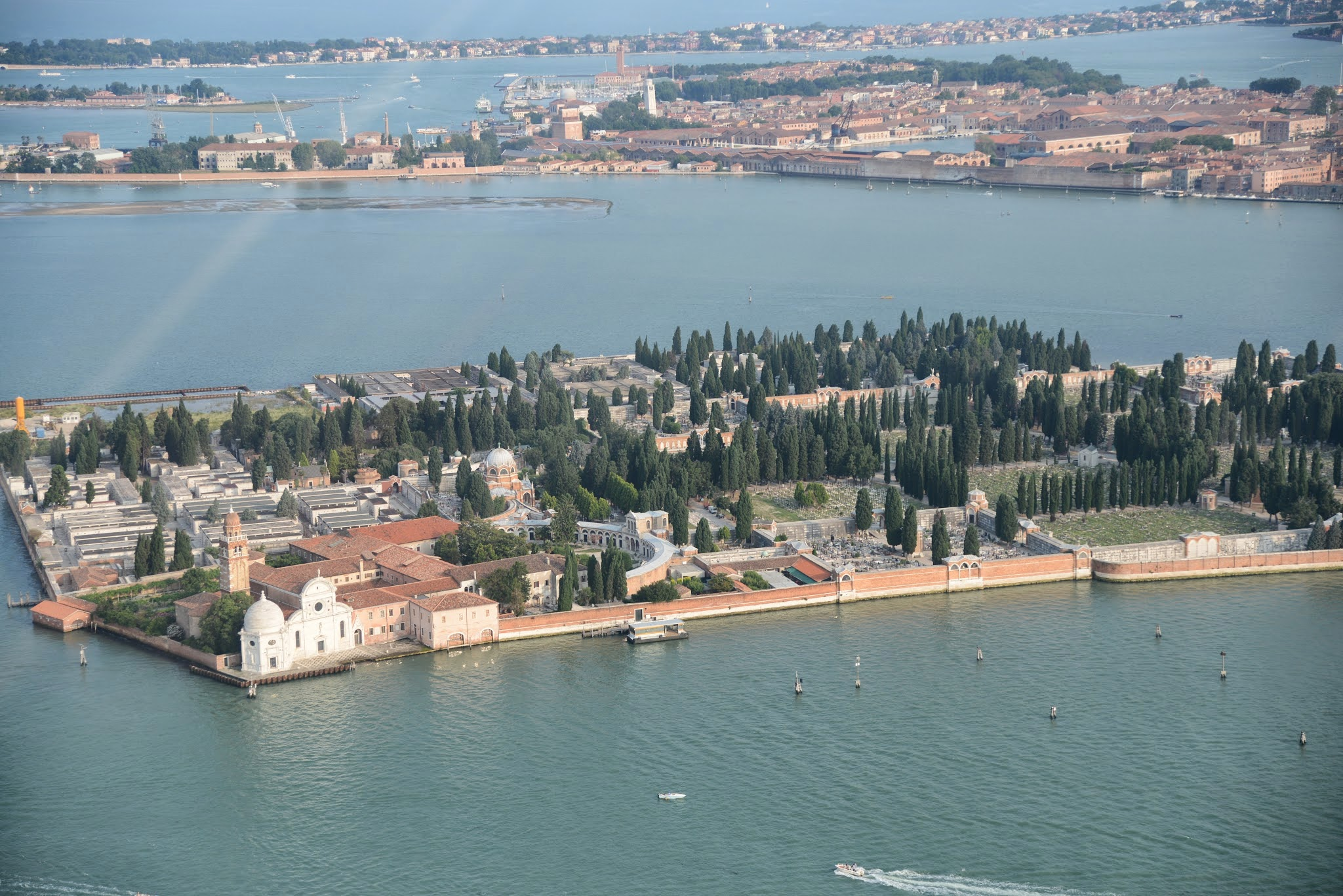
Friedhofsinsel San Michele

Rund um diesen Kernbereich der Stadt liegen zahlreiche Inseln, denen bereits im Mittelalter verschiedene Aufgaben zugewiesen wurden: eine Friedhofsinsel (San Michele), eine für die Glasbläser (Murano) oder eine für die Gemüseproduktion (Sant’Erasmo), andere dienten der militärischen Sicherung der Lagune oder der Unterbringung von Kranken oder der Einhaltung der Quarantänevorschriften (wie Lazzaretto Vecchio und Nuovo).

### Hausbau
Die Orte der Lagune wurden auf Millionen von Holzpfählen errichtet, die man in den Untergrund rammte. Man hatte früh entdeckt, dass sich unter der Schlammablagerung fester Lehmboden befand, der Caranto (spätlat. caris ‚Fels‘) und dass sich auf Pfählen, die man in diese Schicht hineinrammte, Gebäude errichten ließen. Auf dieser ersten Ebene ruhte der so genannte Zattaron, eine Art Ponton aus zwei Schichten von Lärchenbohlen, die mit Backsteinen befestigt wurden. Auf den Zattaron stützen sich die Grundmauern und schließlich das oberirdische Mauerwerk. Die Bauten selbst wurden, um Gewicht zu sparen, aus leichten, hohlen Tonziegeln erbaut, den mattoni.
Viele Gebäude sind trotz erkennbarer Bemühungen in schlechtem Zustand. Gründe dafür liegen zum einen im Anstieg des Wasserspiegels, der in den meisten Gebäuden das unterste Geschoss unbewohnbar macht. Zum anderen wurden seit dem Ende der Republik Venedig die Pflegemaßnahmen an Bauten und Kanälen vernachlässigt. Die durch Ebbe und Flut der Adria ausgelösten Strömungen in der Lagune wurde zusätzlich verstärkt durch das Ausbaggern tiefer Fahrrinnen für die Überseeschiffe, die den Hafen von Marghera ansteuern, so dass Fundamente unterspült wurden. Schließlich sind Wohnungen in der Altstadt erheblich teurer als auf dem Festland und daher vielfach unbewohnt.

### Straßen, Gassen und Plätze

Piazzetta San Marco

Die Venezianer unterscheiden die Fußwege und Plätze sehr sorgsam. Die Hauptstraßen Rughe (vom französischen Rue) und die Salizade, die ersten, ab der zweiten Hälfte des 13. Jahrhunderts mit Pflaster bedeckten Gassen, sind in ihrer Anzahl begrenzt. Calle werden die engeren Straßen genannt und Fondamenta heißen die Straßen längs der Kanäle, die auch als Fundament für die Bauten dienen. Lista ist das Stück Weg in der Nähe der wichtigen Paläste und der Botschaften, die eine besondere Immunität genossen. Mercerie sind die Straßen mit den Geschäften (merce = Ware), die Rive (Ufer) verlaufen längs der Seitenkanäle. Ein Rio terà ist ein zugeschütteter Kanal, ein Ramo (Zweig) eine kurze Straße, die von einer Calle oder einem Campiello abzweigt, einem kleinen Platz. Ein Campo ist ein Platz, an dem eine Kirche steht, ein größerer Freiraum, der früher Gemüsegarten oder Weideland für Pferde war. Campiello ist ein von Häusern umgebener Platz, auf den die Calli münden, Corti sind die Innenhöfe der Häuser. Paludo erinnert daran, dass diese Gegend früher versumpft war, anstelle der Pissine befanden sich Teiche, wo man baden und fischen konnte. Der Sotoportego geht unter den Häusern hindurch (Portego wird der Saal im ersten Geschoss genannt, der Weg führt also unter diesem Saal hindurch) und verbindet Calli, Campielli und Corti.
Die Plätze (Campi) und Plätzchen (Campielli) unterscheidet man von der Piazza, mit der die Piazza di San Marco, der Markusplatz, gemeint ist, auch wenn es eine Piazza di Rialto gab. So wie Piazza den Markusplatz meint, so bezeichnet die Piazzetta den Platz vor dem Dogenpalast, der den Markusplatz mit dem Molo, dem Anlegeufer an der Lagune, verbindet. Die Piazzetta dei Leoncini ist der Teil des Markusplatzes nördlich des Markusdoms, benannt nach den beiden dort aufgestellten Löwenfiguren. Der Platz mit dem Busbahnhof heißt hingegen Piazzale Roma. Es existiert nur eine einzige Strada, die Strada Nova, sowie eine einzige Via, die Via Garibaldi/Via Giuseppe Garibaldi.

### Kanäle und Brücken

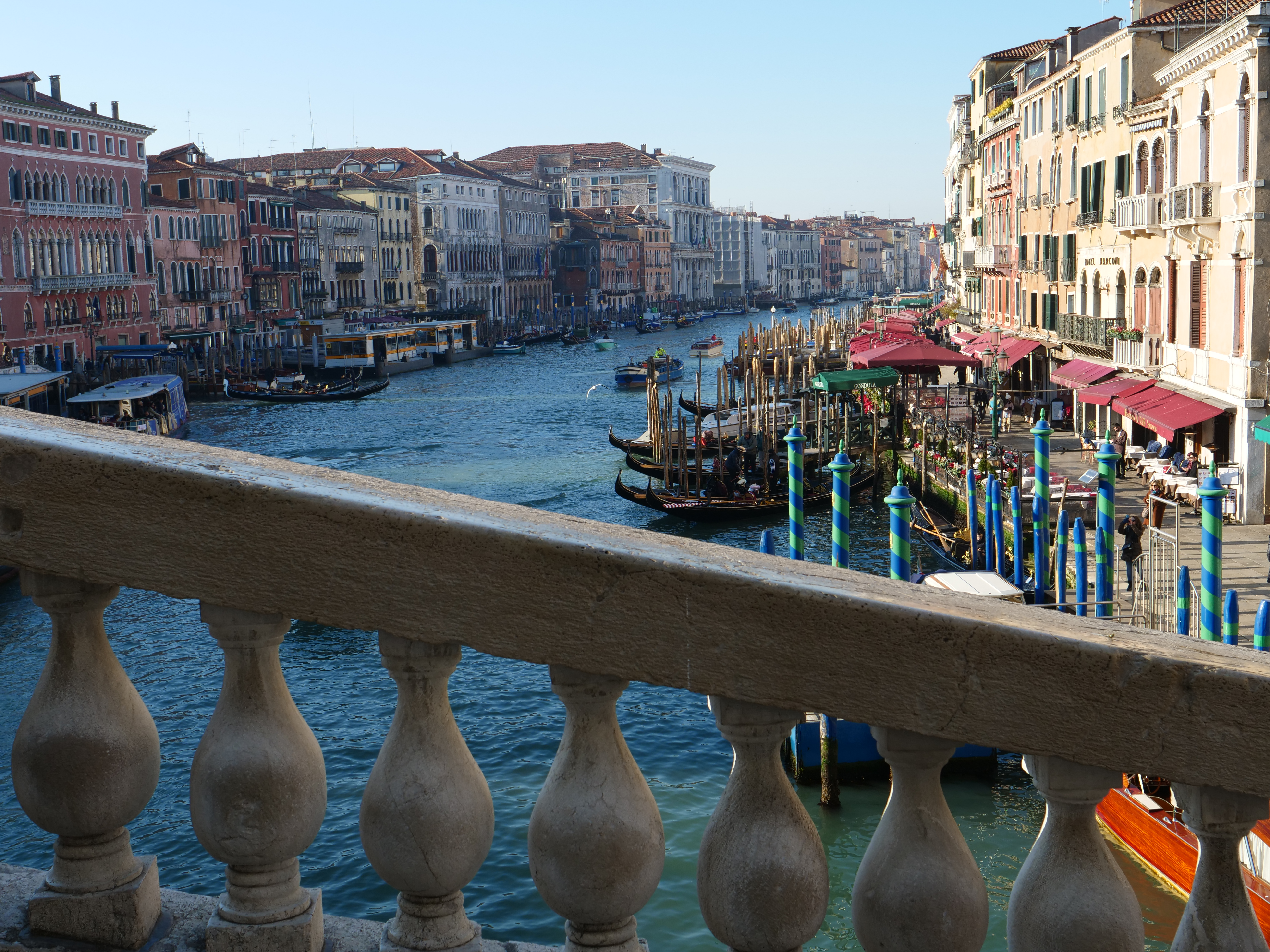
Blick von der Rialtobrücke auf den Canal Grande

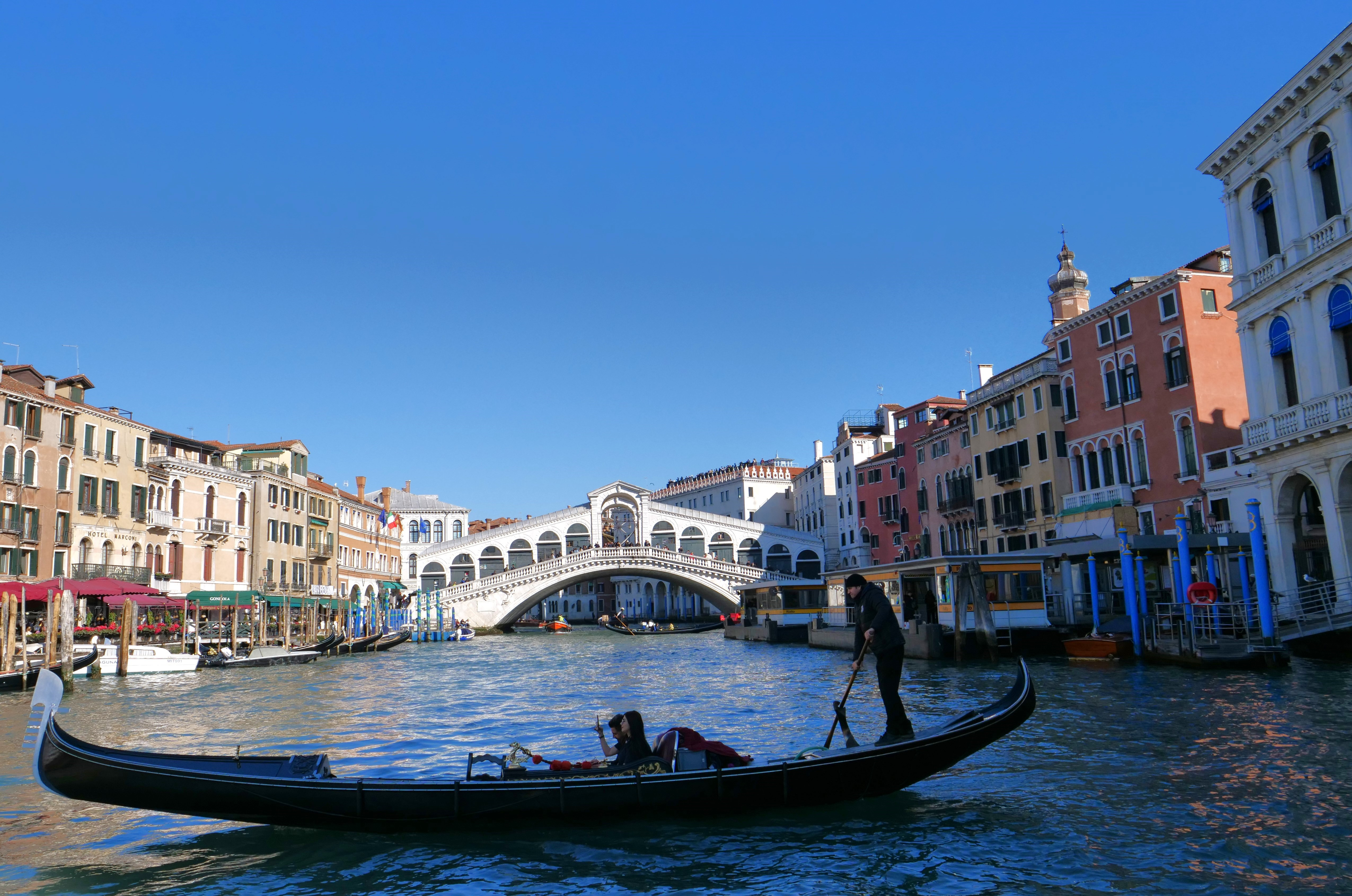
Rialtobrücke und Gondelverkehr

Venedig besitzt ungefähr 175 Kanäle mit einer Gesamtlänge von rund 38 km. Die Hauptverkehrsader ist der Canal Grande, dazu kommen viele Wasserwege außerhalb des historischen Zentrums. Der Gezeitenunterschied betrug früher 60 cm. Durch ein System von Wasserregulationen wurde eine ständige Zirkulation gewährleistet, die die Stadt und das Wasser reinigte. Die Kanäle waren ursprünglich auf etwa 1,85 m Tiefe ausgelegt. Ab dem ausgehenden 18. Jahrhundert wurden sie bis in die 1990er Jahre allerdings nicht mehr gereinigt. Zudem wurden seit dem 18. Jahrhundert zahlreiche Kanäle zugeschüttet oder stillgelegt, was sich vielfach an der Bezeichnung „rio terà“ ablesen lässt. So ist etwa die breite Via Garibaldi durch Zuschüttung eines Kanals entstanden, 1776 wurde der Rio de le carampane zugeschüttet. Dort befindet sich ein kleiner Platz.

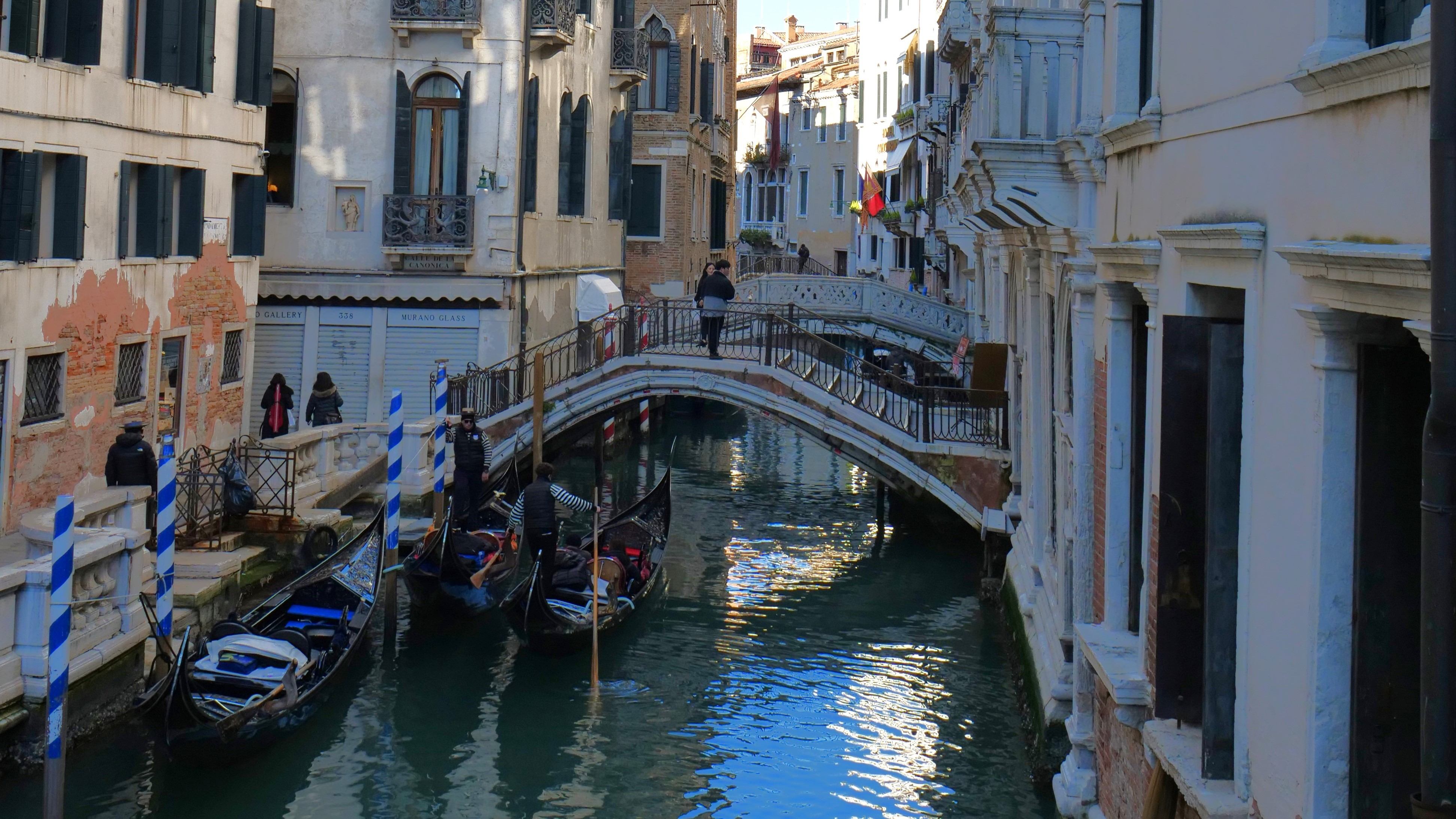
Die Ponte Cappello über den Rio di Palazzo oder di Canonica, dahinter die Ponte dei Consorzi

In der Stadt gibt es 398 Brücken. Bis etwa 1480 waren sie überwiegend aus Holz, später wurden sie durch Steinbrücken ersetzt. Inzwischen sind nur noch zwei von ihnen ohne Geländer, eine davon ist die Teufelsbrücke (Ponte del Diavolo) auf der Insel Torcello, die andere ist die Ponte Chiodo und erschließt ein Privathaus in Cannaregio (3750). Viele waren sehr flach gebaut, um sie auch für Pferde und Karren begehbar beziehungsweise befahrbar zu machen. Die Rialtobrücke war bis Mitte des 19. Jahrhunderts die einzige Brücke über den Canal Grande. Inzwischen sind drei weitere hinzugekommen, nämlich der Ponte degli Scalzi in Bahnhofsnähe, der 1932 eine eiserne Vorgängerbrücke von 1856 ersetzte, und der Ponte dell’Accademia beim namensgebenden Kulturinstitut, der ab 1854 entstand und 1933 ersetzt wurde. Eine vierte Brücke, der Ponte della Costituzione wurde 2008 eingeweiht. Diese Brücke verbindet den Piazzale Roma mit dem Uferstreifen (Fondamenta S. Lucia) östlich des Bahnhofs Santa Lucia.

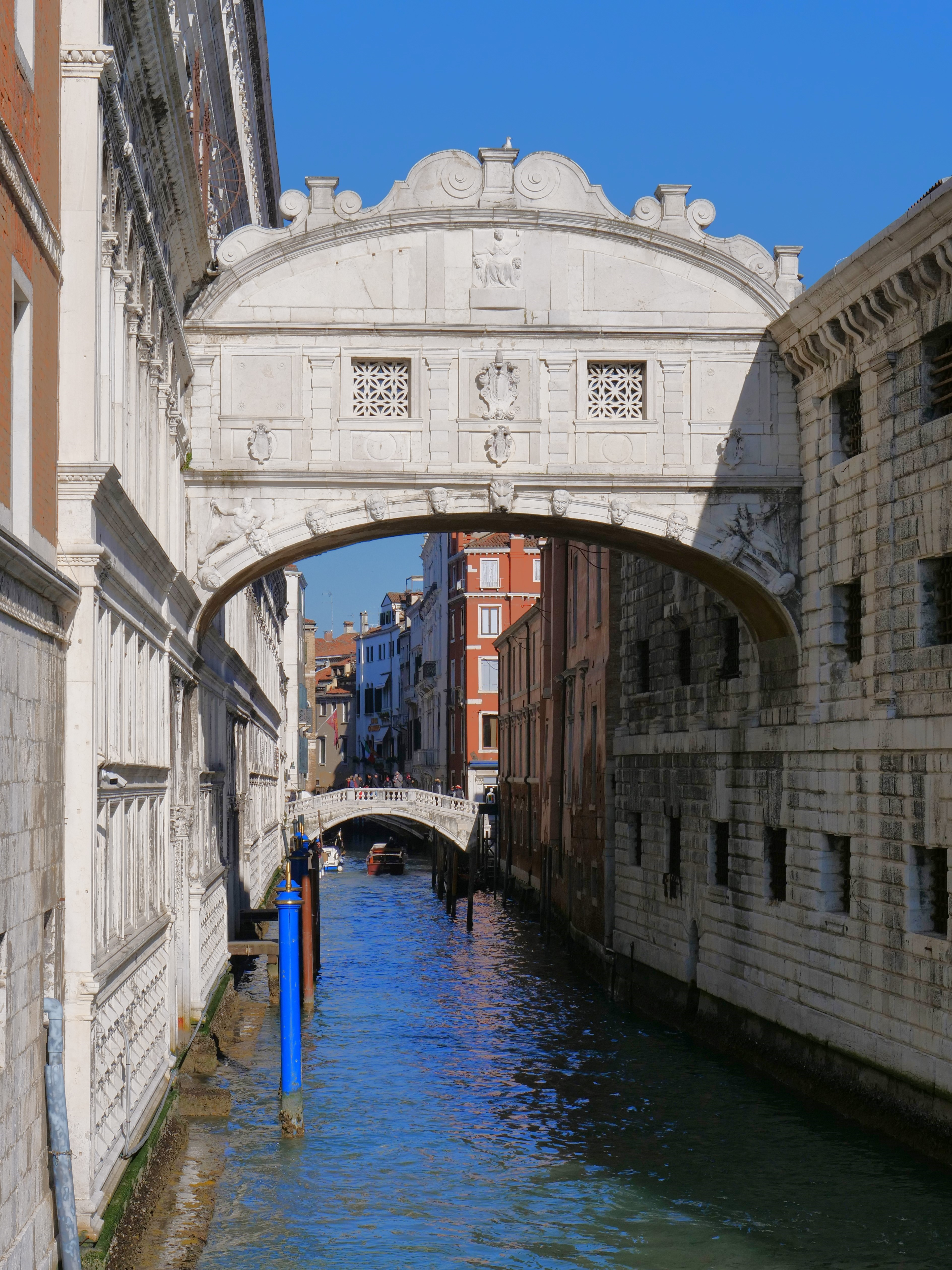
Seufzerbrücke und dahinter die Ponte della Canonica

Eine der bekanntesten Brücken, die Seufzerbrücke (Ponte dei Sospiri), verbindet die ehemaligen Staatsgefängnisse im Erdgeschoss, die so genannten Pozzi, mit dem Dogenpalast. Die Strohbrücke (Ponte della Paglia), die den Rio di Palazzo am Dogenpalast überspannt, heißt so, weil dort die mit Stroh beladenen Boote anlegten. Andere Brücken heißen nach dem überspannten Rio, einem nahe gelegenen Palast oder einer Kirche, häufig nach einem Heiligen. Der Name Ponte storto, der in Venedig wohl zehnmal vorkommt, weist auf eine Brücke hin, die einen Rio schräg überquert.
Eine Besonderheit stellt die jedes Jahr am 21. November geschlagene Brücke über den Canal Grande dar, die die Kirchen Santa Maria del Giglio und Santa Maria della Salute verbindet. Auf ihr findet eine Prozession zum Dank für die Erlösung von der Pest von 1630/1631 statt. Vergleichbares findet am Samstag vor dem dritten Sonntag des Juli mit dem Brückenschlag über den Canale della Giudecca zur Kirche Il Redentore statt. Mit dieser Festa del Redentore bringt man seinen Dank für die Errettung von der Pest von 1575/1576 zum Ausdruck.
Das mit Abstand längste Brückenpaar bildet die einzigen trockenen Verbindungen vom Festland zur Inselwelt des Centro Storico: 1841 bis 1846 wurde die Eisenbahnbrücke (Ponte Vecchio, Alte Brücke, Ponte della Ferrovia) erbaut, die den Bahnhof von Mestre mit dem Bahnhof Santa Lucia (im Sestiere Cannaregio) im Centro Storico verbindet. Sie ist 3605 m lang. Sie ist elektrifiziert und weist etwa in der Mitte an ihrer Nordostseite eine Insel mit Bäumen auf. Die erst 1931 bis 1933 errichtete großteils ganz nahe (südwestlich) parallel laufende Straßenbrücke wurde nach dem Zweiten Weltkrieg in Freiheitsbrücke (Ponte della Libertà) umbenannt, im Gedenken an die Befreiung vom Faschismus. Sie ist 3623 Meter lang, verbindet Mestre mit Cannaregio und Santa Croce und ruht auf 222 steinernen Bögen. (Die Gesamtlänge von 3850 m laut Structurae inkludiert die Rechtskurve bis Santa Croce.)

## Strukturen der Festlandsstädte
Die flächenmäßig deutlich größeren Städte des Festlands wirken erheblich jünger als die lagunaren Orte, wenn auch Mestre, Chirignago, Gazzera, Asseggiano, Carpenedo, Zelarino oder Favaro eigene historische Zentren aufweisen. Sie sind allerdings vielfach von industriellen Strukturen und Siedlungs- und Bauformen des 20. Jahrhunderts überlagert. Ihre Ausdehnung erfolgte meist entlang Verkehrswegen, wie etwa der Eisenbahnlinien und Ausfallstraßen, aber auch in der Umgebung von Großkliniken und Unternehmensansiedlungen, so dass eine als „konfus“ bezeichnete Struktur entstand. Dabei entstand ein ausgesprochen uneinheitliches Stadtbild, das zudem von Verkehrsströmen und Lärm, etwa des Flughafens, stark betroffen ist. Daher sollen Stadtumgehungen geschaffen werden, um die Ortszentren zu entlasten.
Trotz der vielfach unsystematischen urbanen Strukturen weisen die Festlandsstädte, die bis in die Antike und das Frühmittelalter zurückreichen, zentrale städtische Elemente auf, die für italienische Städte konstitutiv sind. So bestehen etwa zentrale Plätze und Rathäuser. Zentrum Mestres ist die Piazza Ferretto nahe dem Fluss Marzenego, die einstige Festungsstadt ist in den Straßenverläufen noch zu erkennen. Marghera hingegen lag unmittelbar am Rande der Lagune, so dass es ähnliche Wasserwegenetze aufwies wie die Inseln, was auch für Favaro gilt. Dort entstand ebenfalls ein 1873 errichteter Palazzo municipale, ein Rathaus, an der Piazza Pastrello. Ähnlich wie Mestre war Chirignago eine selbstständige Gemeinde (1798 bis 1927) und wurde zur Zeit der Faschisten zu Groß-Venedig eingemeindet. Im Zweiten Weltkrieg wurde der Ort jedoch weitgehend zerstört, vor allem durch die Bombardierungen vom 6. Oktober 1943 und vom 28. März 1944.

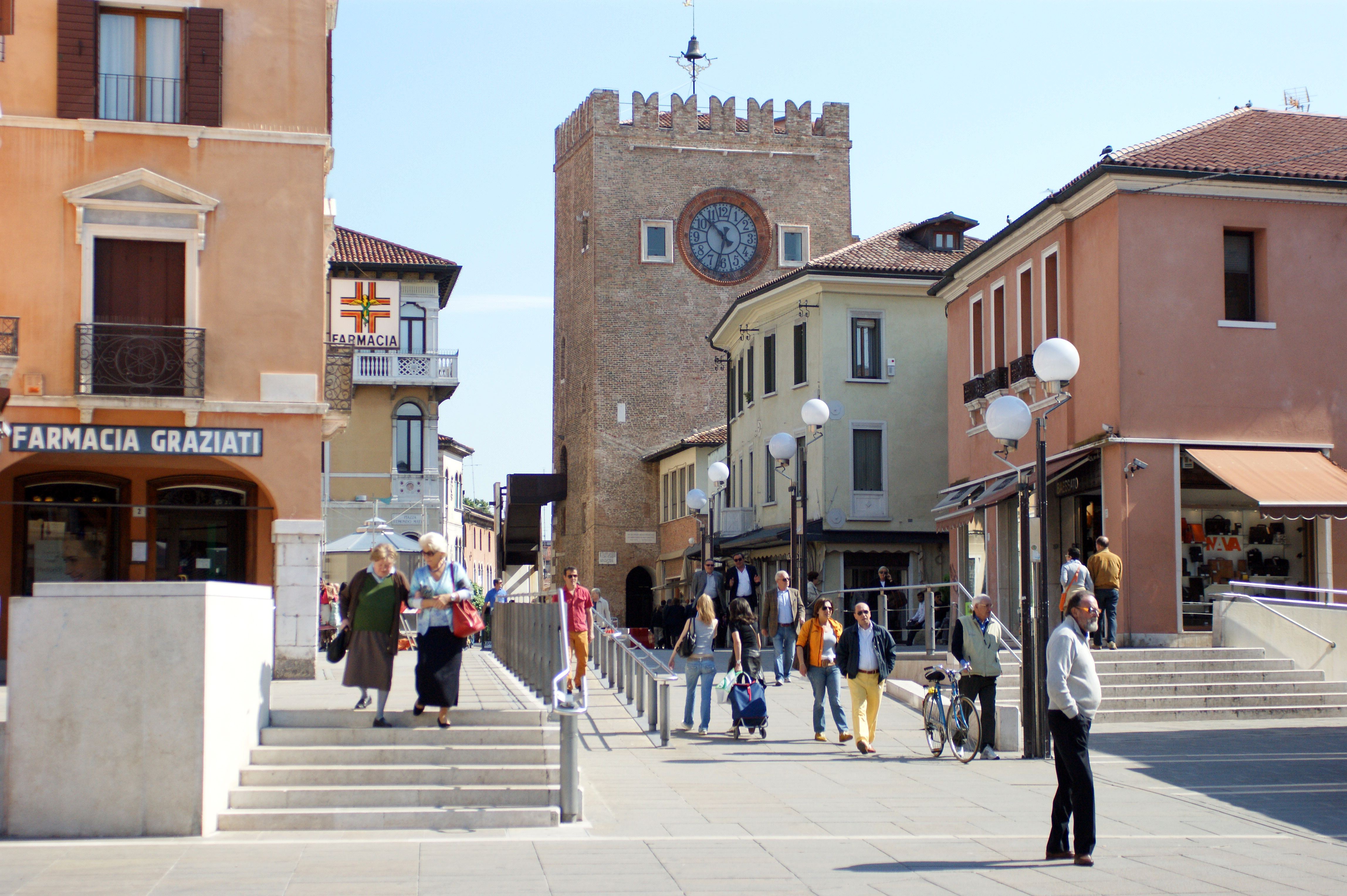
Glockenturm in Mestre, Festungsturm aus dem Jahr 1108
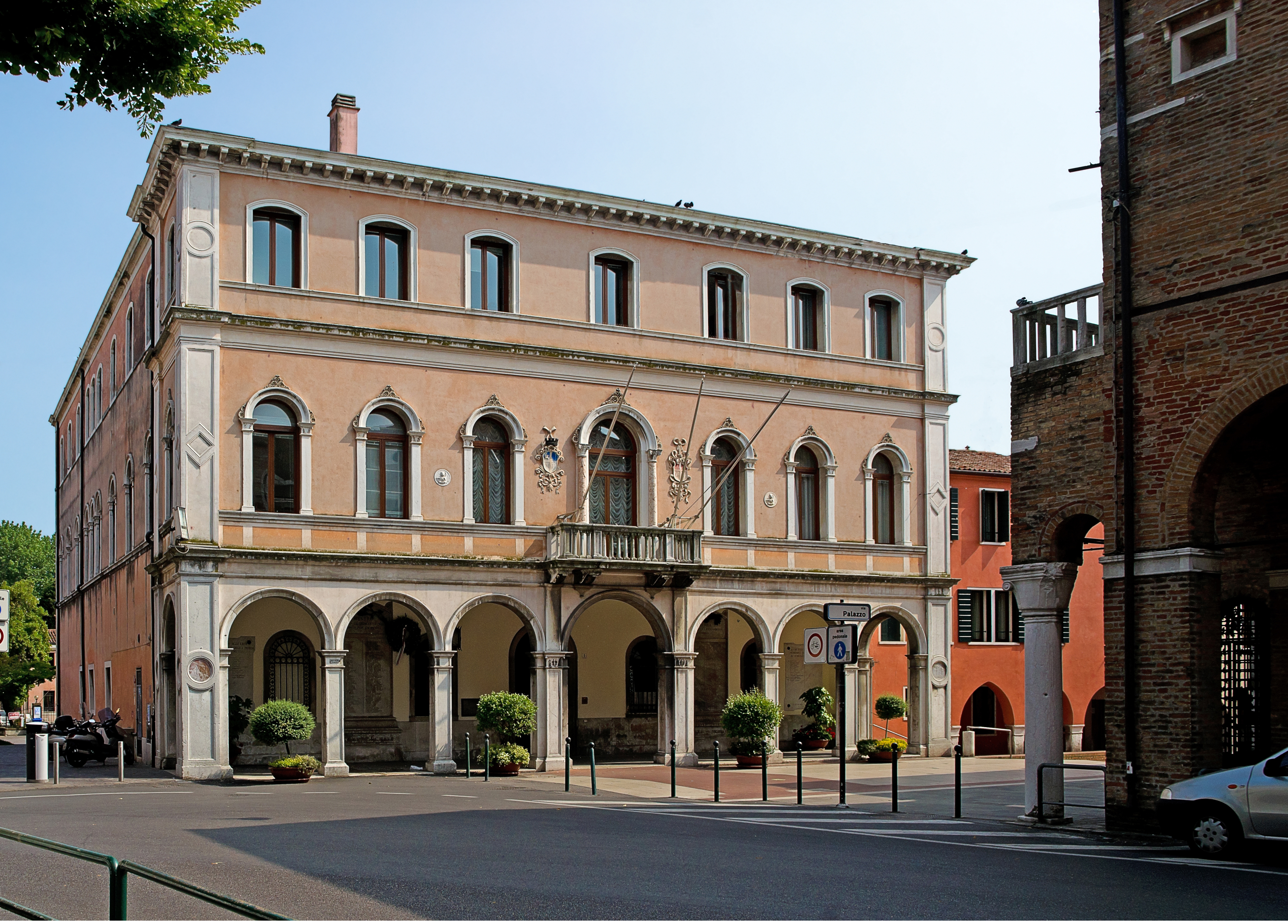
Das Rathaus von Mestre
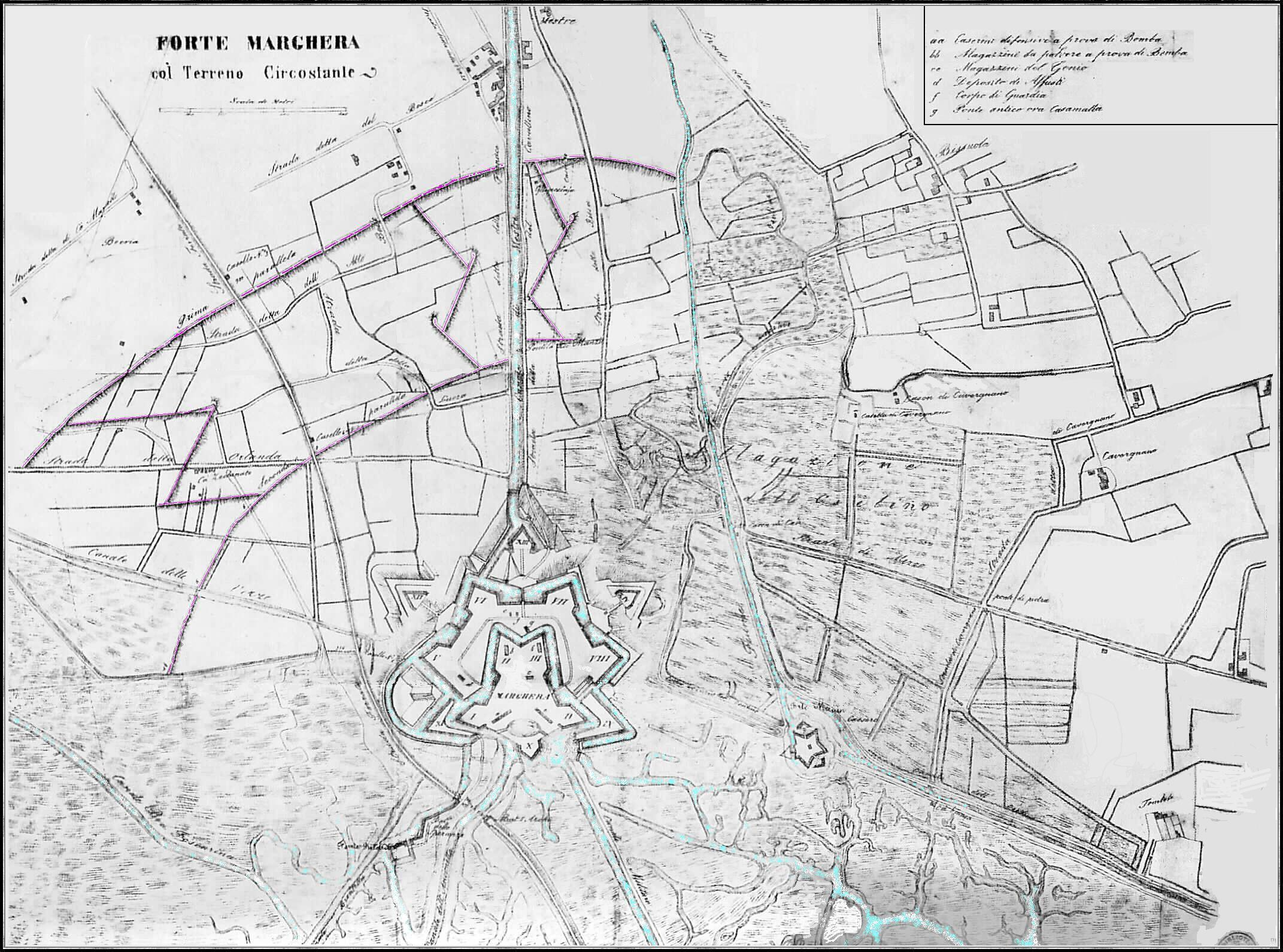
Plan der österreichischen Festung Marghera, 1848
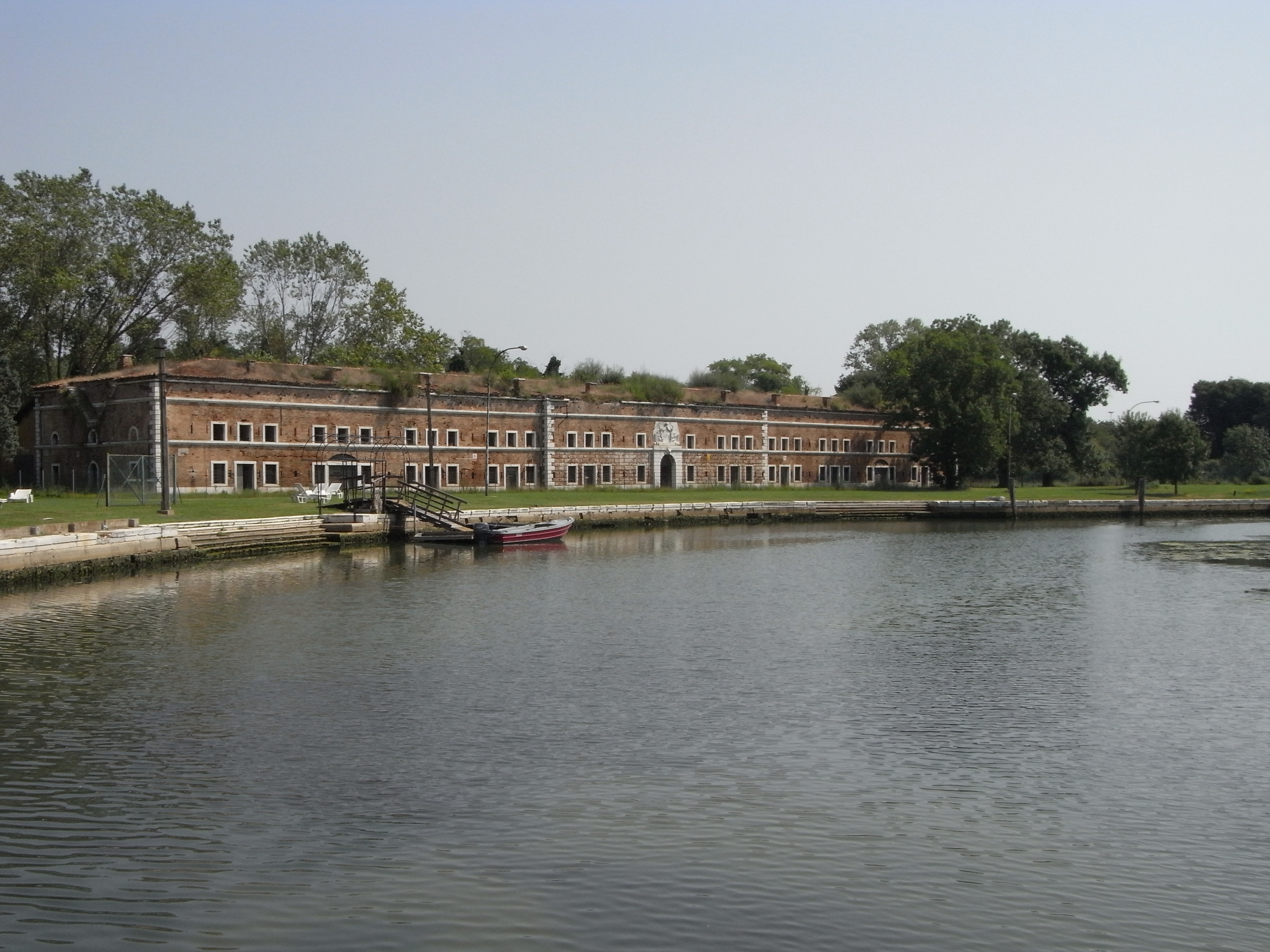
Gebäude der Festung Marghera
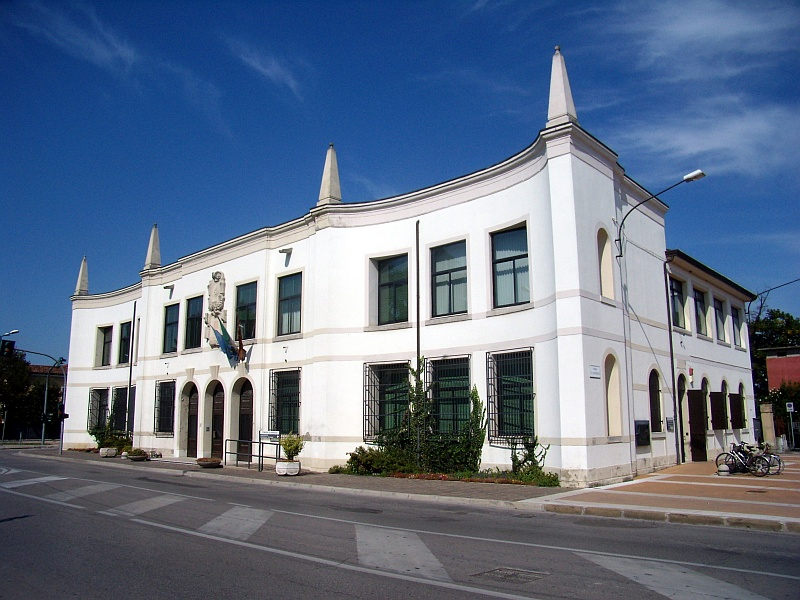
Rathaus von Chirignago

## Geschichte

### Frühe Besiedlung

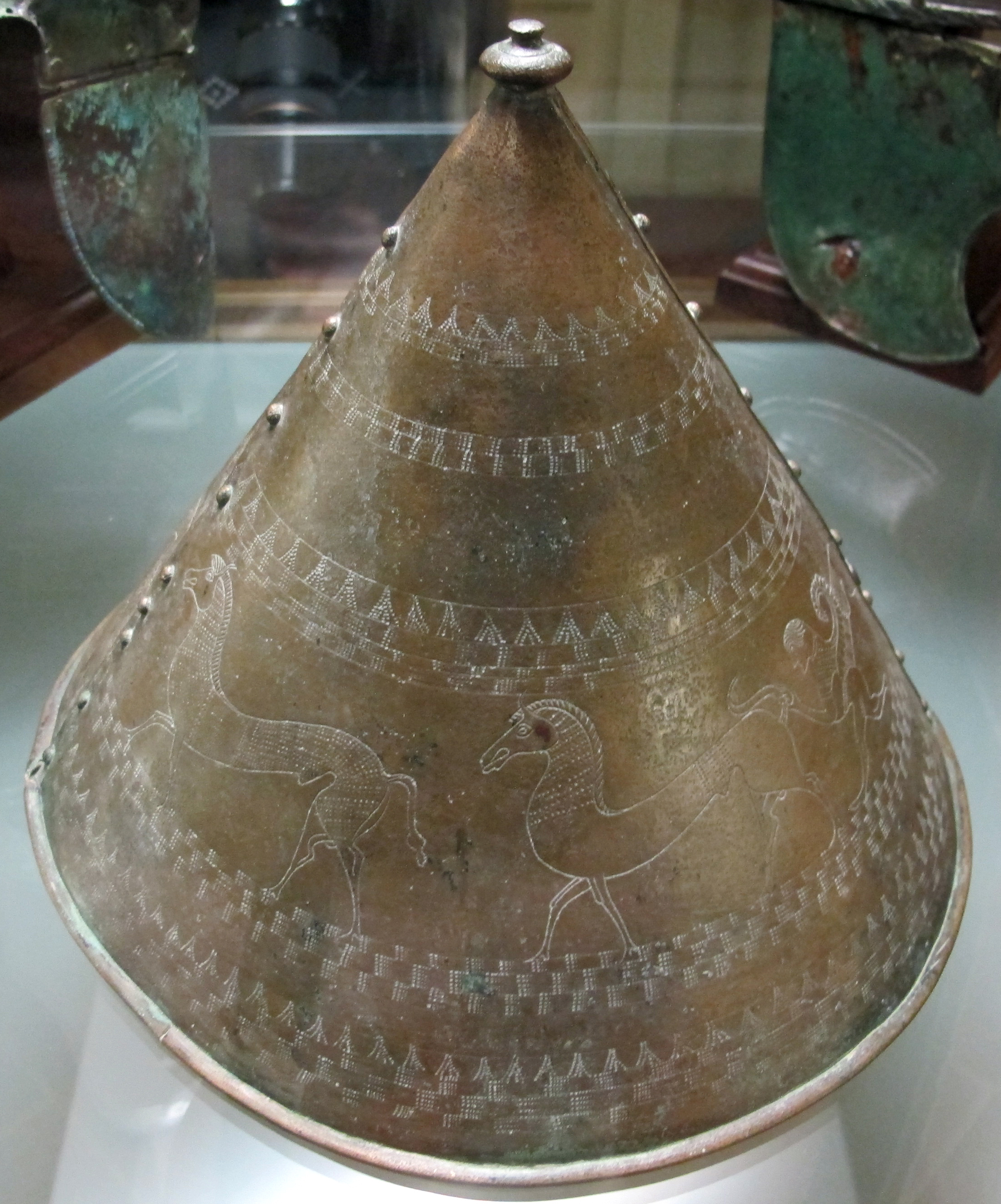
Venetischer Helm aus Oppeano (5. Jahrhundert v. Chr.), Museo archeologico nazionale di Firenze

Zu den frühen Siedlern auf den Inseln der Lagune, deren Spuren sich bis in etruskische Zeit zurückverfolgen lassen, inzwischen sogar bis ins Neolithikum, kamen während der Völkerwanderung Flüchtlinge aus Oberitalien. Die hier ansässigen Veneter waren Namensgeber der Region Venetia.

### Byzantinischer Außenposten
Ostgoten, Langobarden und Franken besetzten Italien, doch etwa ab 540 blieben die Orte in der Lagune der westlichste Außenposten des Byzantinischen Reichs. Sie entwickelten eine eigene Herrschaftsstruktur mit Tribunen und, der Legende nach ab 697, einem Dogen an der Spitze. 811 wurde die Residenz des Dogen nach Rialto verlegt. Diese Verlagerung fiel in eine Zeit, als sich Byzanz und das Frankenreich unter Karl dem Großen um die rechtmäßige Nachfolge der römischen Kaiser stritten. Dieser Gegensatz führte zu Parteibildungen und Machtkämpfen innerhalb der Stadt, denen auch einige Dogen zum Opfer fielen. Zugleich strebten die mächtigsten Familien die Alleinherrschaft mit Hilfe des Dogenamts an, wogegen sich die übrigen Familien verbündeten. So verhinderten sie eine Dynastiebildung und der Kern der komplizierten Verfassung Venedigs nahm Gestalt an. Alle männlichen Erwachsenen der adligen Familien hatten Sitz und Stimme im Großen Rat. Zugleich waren Überwachungsgremien mit fast unbeschränkter Vollmacht, wie der Rat der Zehn oder der Senat von erheblicher Bedeutung. Die mächtigsten Familien beherrschten die Politik und den gewinnträchtigen Fernhandel. Geschicktes Lavieren zwischen den Großmächten verschaffte Venedig günstige Handelsverträge, die ihm fast eine Monopolstellung im Handel zwischen Westeuropa und Byzanz eintrugen. Zugleich baute es schon früh seine Beziehungen zu den muslimischen Herrschern aus.

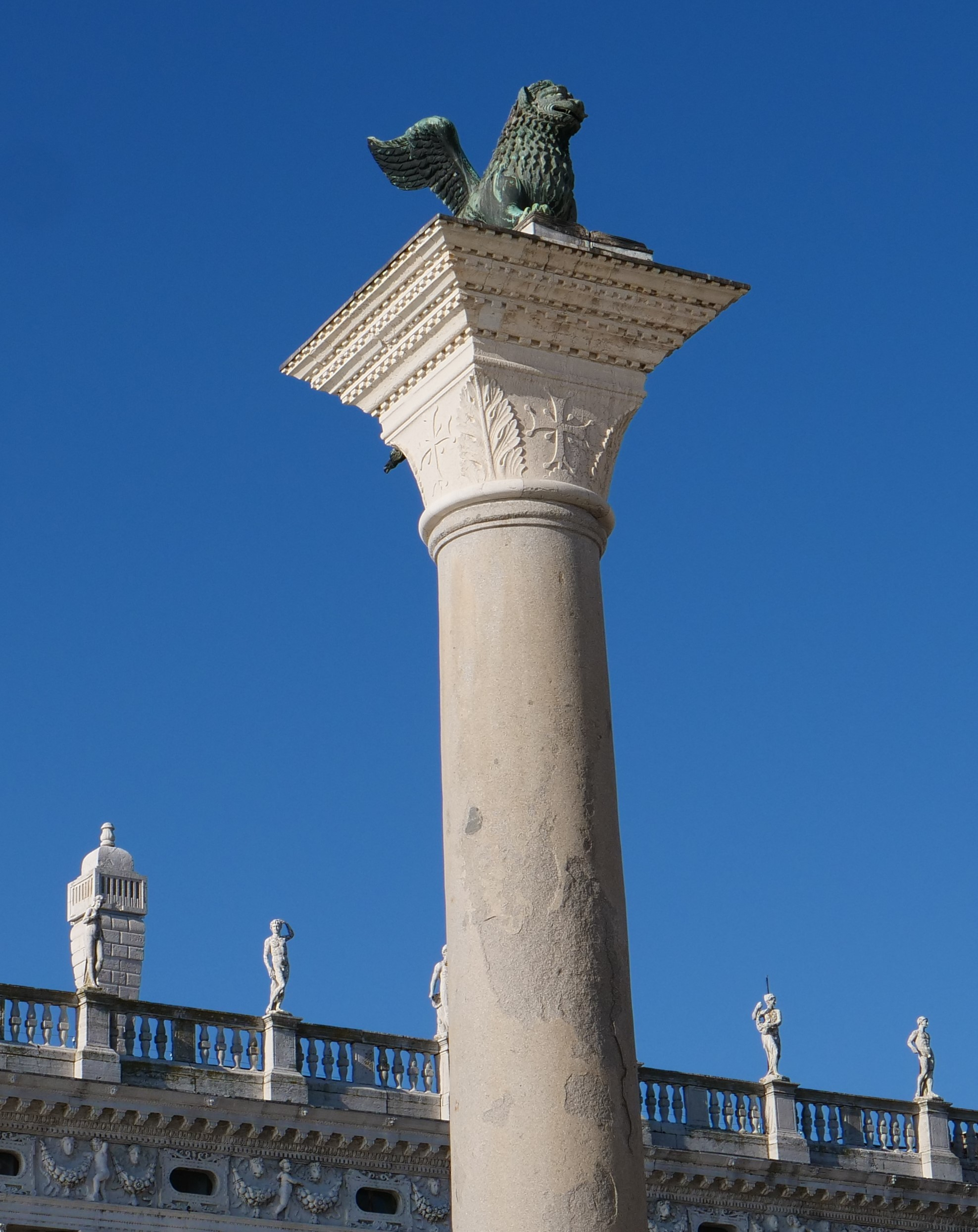
Markuslöwe vor Biblioteca Nazionale Marciana

Nach der Eroberung Ägyptens durch die Araber brachten zwei venezianische Kaufleute 828 die Gebeine des Evangelisten Markus unter Schweinefleisch verborgen aus Alexandria nach Venedig. Sie hatten die alexandrinischen Mönche, in deren Obhut sich die Reliquien befanden, von den Gefahren für den religiösen Schatz durch die Moslems überzeugen können. Zu Ehren des Evangelisten und als würdiger Ort für seine Reliquien entstand der Markusdom. Die beiden Säulen auf der Piazzetta tragen die Figur des heiligen Theodor und den geflügelten Löwen, das Symbol für den Evangelisten Markus, der Theodor als Schutzpatron verdrängte. Der Markuslöwe wurde zum Wappen und Hoheitszeichen Venedigs, allgegenwärtig sowohl in der Stadt wie in allen von Venedig beherrschten Gebieten.
Eine wichtige Quelle für den Reichtum der Lagunenstadt war das Salzmonopol, das von größter Bedeutung für die Konservierung von Fleisch und Fisch war. Außerdem spielte Venedig eine entscheidende Rolle beim Import des Grundnahrungsmittels Getreide (überwiegend Weizen, dann Hirse, später auch Mais), so dass die Versorgung Oberitaliens bis in die Frühe Neuzeit von ihren Vorratsspeichern abhing – ein häufig genutztes Mittel politischer Erpressung. Wichtige Waren und Luxusgüter aus Asien und Afrika wie Seide, Pelze, Elfenbein, Gewürze, Färbemittel und Parfüme wurden über die levantinischen und nordafrikanischen Häfen umgeschlagen. Über Venedig wurde im Gegenzug der Handel mit Waren aus West- und Nordeuropa abgewickelt – wie Gold, Silber, Bernstein, Wolle, Holz, Zinn und Eisen, aber auch geschliffene Juwelen, Glaswaren, Arzneimittel und Sklaven.
Zur Sicherung des Seehandels baute Venedig seit 1104 eine Schiffswerft, das Arsenal, das mehrmals erweitert wurde. Die hier gebauten Flotten begleiteten die regelmäßigen Kauffahrerkonvois und waren zugleich ein Mittel, die Piraterie einzudämmen und das Kolonialreich, zunächst in der Adria, auszudehnen. Schon im Verlauf des 8. Jahrhunderts machte sich Venedig zunehmend von Byzanz unabhängig, wenn auch 806 bis 810 die byzantinische Flotte mehrfach in Venedig lag, um die Stadt gegen die Franken zu verteidigen. 815 erkannten sich die beiden Kaiserreiche formal an. Auch leistete Venedig 828 einer Aufforderung Konstantinopels Folge, gegen die Araber vor Sizilien Unterstützung zu leisten, erneut etwa zwei Jahre später. Kaiser Lothar I. stattete Venedig 840 mit zahlreichen Rechten aus, was einer Bestätigung seiner Unabhängigkeit gleichkam. Weitere souveräne Verträge mit den Königen von Italien folgten, wie 888 mit Berengar I., 891 mit Wido von Spoleto, 924 mit Rudolf von Burgund und 927 mit Hugo I. von der Provence. Anfang des 10. Jahrhunderts erscheint Venedig letztmals als Teil des Byzantinischen Reichs in einer byzantinischen Quelle. Zwischen 842 und 846 drangen jedoch Slawen bis Caorle vor, 875 Sarazenen bis Grado; Angriffe der Ungarn, die 900 bis in die Lagune eindrangen, zwangen Venedig, die Inseln von Rialto mit Mauern zu umgeben. Eine Kette schützte die Einfahrt zum Canal Grande.

### Aufstieg zur Großmacht

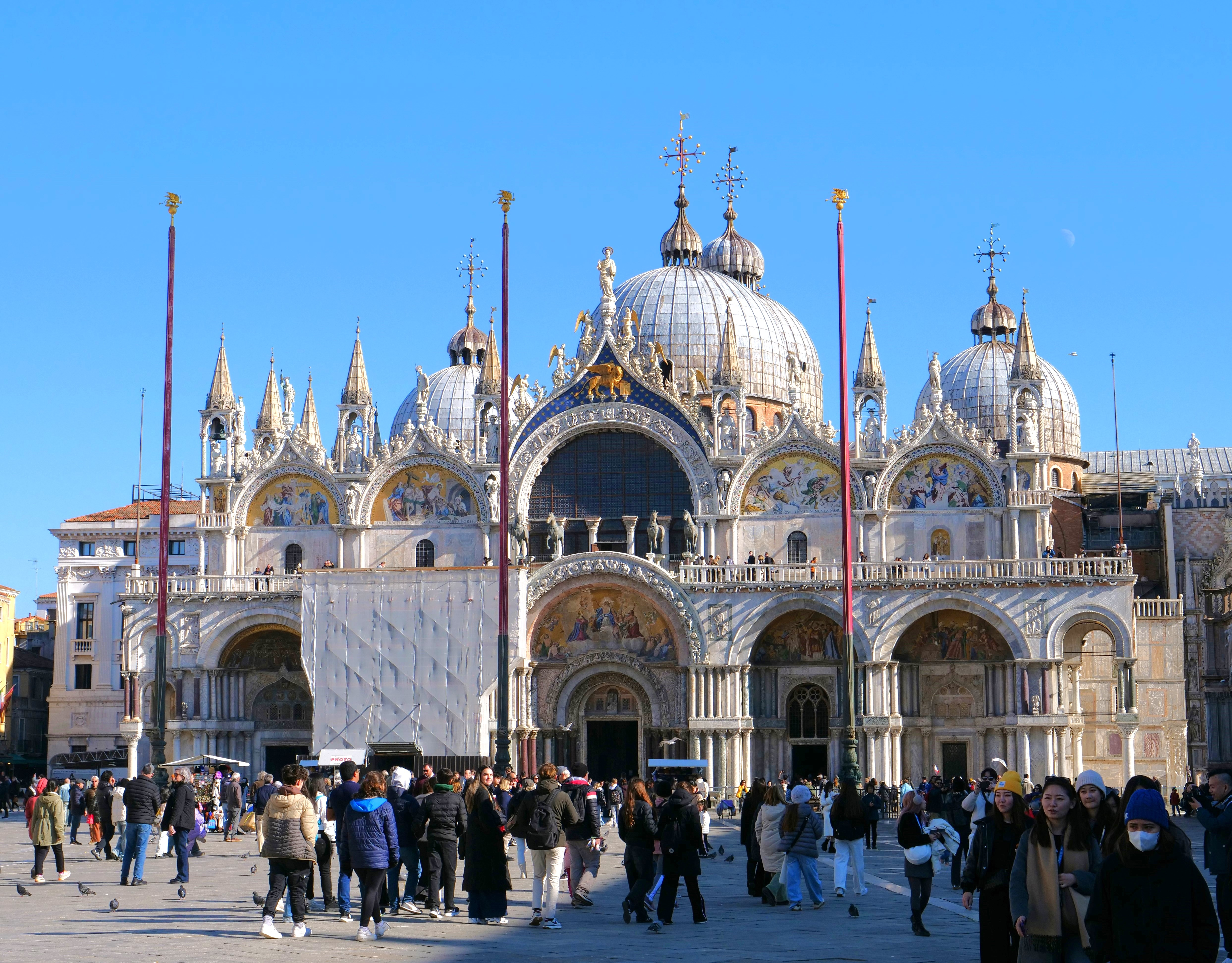
Markusdom, fertiggestellt im Jahr 1094

Die Politik Kaiser Ottos II. brach mit der seit 812 bestehenden Tradition seiner Amtsvorgänger, Venedigs Zugehörigkeit zu Byzanz zu respektieren. In der Folge wurde 976 die pro-ottonische Dogendynastie der Candiano gestürzt, ein Feuer zerstörte dabei den Dogenpalast. Als die weiterhin gegenüber Otto loyale Familie Coloprini mit den pro-byzantinischen Morosini und Orseolo in offenen Streit geriet, wandte sie sich an Kaiser Otto um Hilfe. Dieser antwortete ab 981 mit Handelsblockaden, doch starb er bereits 983, so dass die möglicherweise bevorstehende Unterwerfung unter das Kaiserreich unterblieb. Nun kam es zu einer Wiederannäherung an beide Kaiserreiche. 992 erhielt Venedig ein erstes Handelsprivileg des byzantinischen Kaisers Basileios II., der römisch-deutsche Herrscher Otto III. übernahm 996 die Patenschaft über den Sohn des Dogen. Seine Flotte setzte die politische Vorherrschaft Venedigs bis Ragusa durch. Venedig war unter dem Dogen Pietro II. Orseolo zur Großmacht geworden, doch die dynastische Politik seiner Nachfolger brachte sie in den 1020er Jahren in Konflikt mit beiden Kaiserreichen. Zwischen 1132 und 1148 wurde der Dominanz des Dogen ein Ratsgremium gegenübergestellt, aus dem sich der Große Rat entwickelte. Hierin hatten Vertreter der adligen Familien Sitz und Stimme.
Venedigs gesellschaftliche Ordnung stand im Hoch- und Spätmittelalter in engster Wechselwirkung mit der Arbeitsteilung. Der Adel war für Politik und gehobene Verwaltung sowie für Kriegs- und Flottenführung zuständig. Die Cittadini, die bürgerlichen Kaufleute, sorgten für Geldmittel und Wertschöpfung durch Handel und Produktion, die Popolani, die Mehrheit der Bevölkerung, stellte Soldaten, Matrosen, war für alle Formen der Handarbeit zuständig und betrieb den Kleinhandel. Der alteingesessene Adel sorgte am Ende dieser Entwicklung für eine Abriegelung des Großen Rates gegen neu aufsteigende Familien (Serrata, ab 1297) und die Entmachtung der älteren Formen der Machtbeteiligung des Volkes. Zwar war die Serrata nur eine Etappe in der zunehmenden Abschließung der venezianischen Oligarchie, doch ist es unstrittig, dass „zu Ende des 13. Jahrhunderts und in der ersten Hälfte des vierzehnten eine ständische Trennung zwischen politisch mitwirkungsberechtigten Adligen und dem übrigen Volk stattgefunden hat“.
Äußerlich bedrohten die Normannen, die sich in Süditalien festsetzten, die Vorherrschaft Venedigs in der Adria. Zugleich büßte Byzanz große Teile Anatoliens ein, als türkische Gruppen ab den 1050er, verstärkt ab den 1080er Jahren Herrschaften aufbauten. Venedig unterstützte das kurz vor dem Zusammenbruch stehende Reich, indem es die Normannen in Schach hielt, die zugleich versuchten, Konstantinopel zu erobern. Dafür erhielt Venedig 1082 von Byzanz ein weit reichendes Handelsprivileg. Im Verlauf der ersten Kreuzzüge unterstützte Venedig mit seiner Flotte vielfach die Kreuzfahrer, und dem Dogen wurde sogar die Königskrone von Jerusalem angetragen. Venedig zwang Byzanz mit Gewalt zur Erneuerung des Handelsprivilegs von 1082, das nun zunehmend die ökonomische Selbstständigkeit des Kaiserreichs gefährdete.
Unter Manuel I. nahmen die Feindseligkeiten zwischen Venezianern und Byzantinern in Konstantinopel zu, bis die Venezianer 1171 die Hauptstadt verlassen mussten. Zugleich näherte sich Byzanz Ungarn an, das Venedig die Herrschaft über die Adria streitig machte. Friedrich Barbarossa dehnte das Konfliktfeld aus, als er sich in die italienische Politik einschaltete. Venedig verband sich 1167 gegen ihn mit der Lega Lombarda, einem oberitalienischen Städtebund, der vom Papst unterstützt wurde. Selbst mit den Normannen Süditaliens befand sich Venedig nun im Bund, während Friedrich die italienischen Ambitionen des byzantinischen Kaisers bekämpfte, der zeitweise Ancona an der Adria kontrollierte. 1177 vereinbarten Friedrich I. und Papst Alexander III. einen Friedensschluss in Venedig.

### Vierter Kreuzzug, Konflikt mit Genua, Aufstände

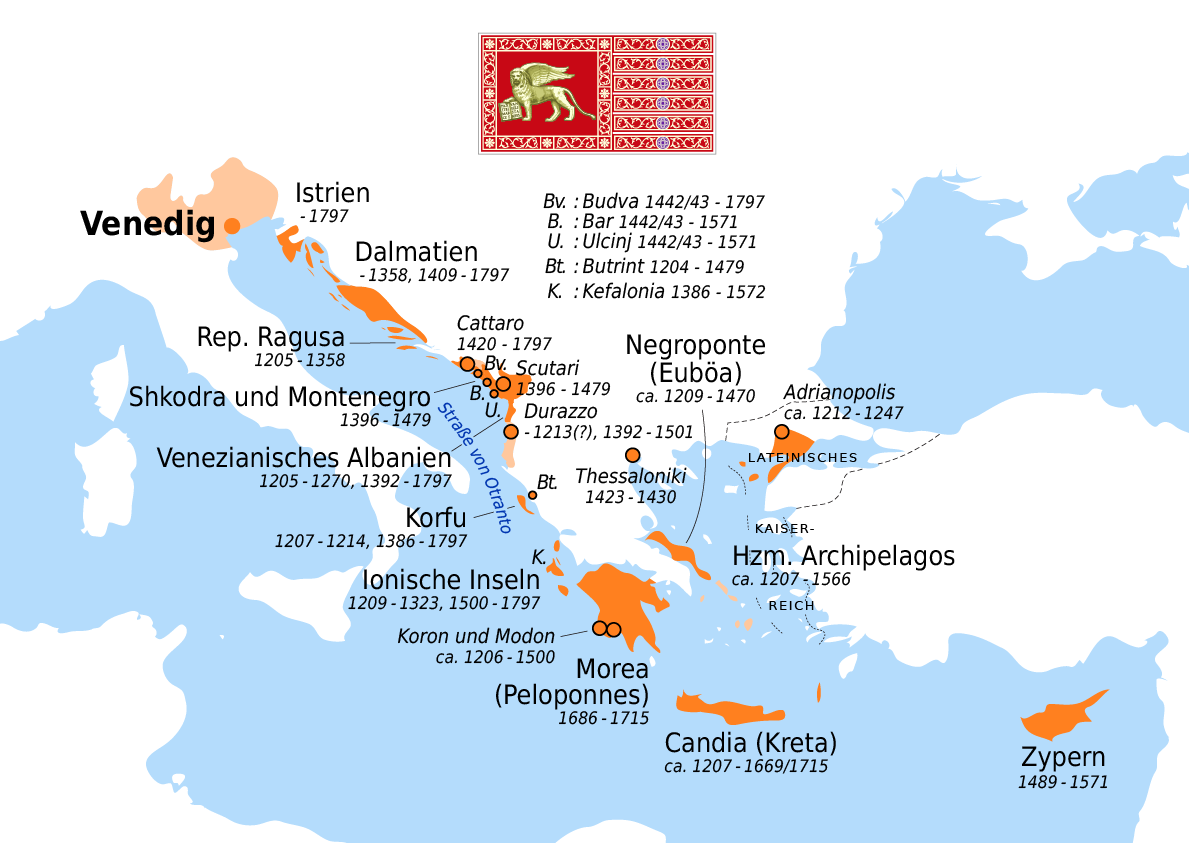
Venezianische Kolonien und Stützpunkte, 1205–1797

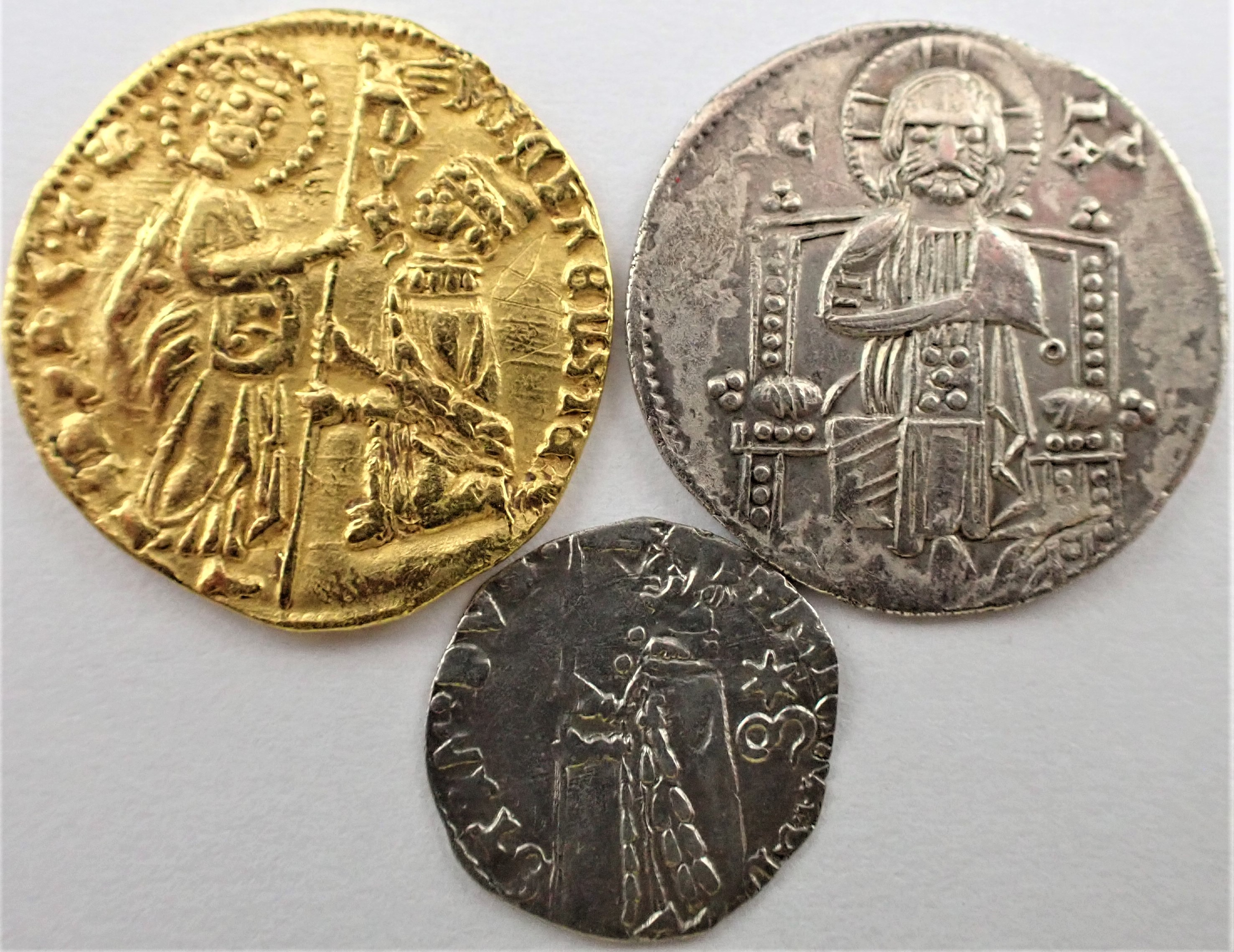
Venezianische Münzen des 15. Jahrhunderts: Zecchine, Grosso und Soldino

Den Vierten Kreuzzug dirigierte der Doge Enrico Dandolo 1202 zunächst nach Zadar um, wo erstmals katholische Kreuzfahrer für die Eroberung und Plünderung einer katholischen Stadt eingesetzt wurden, dann nach Konstantinopel, das 1204 erobert wurde. Zahllose Kunstschätze gelangten auf diese Art in den Westen, so auch die bronzene Quadriga der Markuskirche. Zudem erweiterte Venedig sein Kolonialreich um zahlreiche Stützpunkte, allen voran Kreta, das sich allerdings in einer Kette von Aufständen gegen die Siedler, die Venedig auf die Insel brachte, zur Wehr setzte. Aus diesem „Coup“ folgte allerdings auch ein Dauerkonflikt mit Genua, der Ursache für vier verheerende Kriege war. Bei der Rückeroberung von Konstantinopel 1261 erlangte das griechische Kaiserreich Nikaia wieder die Herrschaft in Konstantinopel, wobei die Griechen nun ihre genuesischen Verbündeten gegen Venedig ausspielten. Venedig seinerseits verbündete sich mit Karl von Anjou, der Süditalien erobert hatte, um Konstantinopel zurückzuerobern. Erst ab 1285 durften Venezianer wieder in der byzantinischen Hauptstadt handeln. 1310 erschütterte ein Adelsaufstand unter Führung des Baiamonte Tiepolo die Republik, 1355 versuchte der Doge Marino Falier einen Staatsstreich und 1363 bis 1366 revoltierten die venezianischen Siedler auf Kreta gegen die rigide Politik Venedigs. 1379 gelang den Genuesen im Bündnis mit Ungarn sogar für ein Jahr die Eroberung Chioggias, doch der Friede von Turin (8. August 1381) läutete eine neue Phase der Prosperität ein, zumal Genua, durch innere Kämpfe geschwächt, keine große Gefahr mehr darstellte. Im Gegensatz dazu ließ eine andere Gefahr die Stadt drei Jahrhunderte lang nicht ruhen. Die Pest von 1348 ließ die Einwohnerzahl Venedigs von etwa 120.000 auf vielleicht 60.000 einbrechen. Die zahlreichen Toten wurden ab April 1348 auf zwei Inseln, San Leonardo Fossamala und San Marco in Bocca Lama verbracht. Dieser Pestwelle folgten bis in das frühe 16. Jahrhundert weitere 25 Epidemien. 1423 entstand mit dem Lazzaretto Vecchio das erste Pestkrankenhaus.
In den Jahren ab 1402 brachte Venedig große Teile Oberitaliens und Dalmatiens in seine Gewalt (→ Terraferma). Damit forderte Venedig den König von Ungarn und des Reiches Sigismund von Luxemburg gleich an zwei Stellen heraus, denn das von Venedig bedrohte Aquileja war Reichslehen und als König von Ungarn hatte Sigismund Anspruch auf die Städte Dalmatiens. Einem ersten Krieg von 1411 bis 1413 folgte 1418 bis 1420 ein zweiter, doch setzte sich Venedig am Ende 1433 durch.

### Metropole zwischen den Weltmächten
Nach dem Fall von Konstantinopel 1453 musste Venedig seine Positionen im östlichen Mittelmeer nach und nach den Osmanen überlassen. Zugleich führte es mehrere Kriege gegen Mailand, schließlich mischten sich ab 1494 auch Frankreich und das Heilige Römische Reich militärisch in Italien ein. Venedig hatte – vor allem ab 1405 – die so genannte Terraferma erobert und herrschte am Ende des 15. Jahrhunderts über Venetien, Friaul und einen großen Teil der Lombardei. Gründe für die Machtausdehnung auf das Festland waren die Konkurrenz der Osmanen, die wachsende Bedeutung der Handelswege durch die Po-Ebene und über die Alpen nach Mittel- und Nordeuropa sowie die Möglichkeit der Lebensmittelproduktion auf den eigenen Landgütern. Nördlich der Alpen war die Nürnberger Börse ein wichtiger Handelsplatz für Waren aus Venedig. Sie diente als Bindeglied zu anderen europäischen Wirtschaftszentren wie Lyon und Antwerpen. Nürnberger Kaufleute nutzten in Venedig den Fondaco dei Tedeschi als Handelsniederlassung. Umgekehrt siedelten sich venezianische Kaufleute in Nürnberg an. Hierzu zählte unter anderem der Großkaufmann Bartholomäus Viatis. Mit vielleicht 180.000 Einwohnern erreichte Venedig nach 1550 annähernd seine höchste Einwohnerzahl, wobei in seinem Kolonialreich rund zwei Millionen Menschen lebten. 1509 erlitt Venedig jedoch gegen einen Staatenbund eine schwere Niederlage. Kaiser Maximilian I. forderte die Terra Ferma als entfremdetes Reichsgebiet zurück, Spanien die jüngst besetzten apulischen Städte, der König von Frankreich Cremona, der König von Ungarn Dalmatien. Es folgten wechselnde Koalitionen, in denen sich Venedig behaupten konnte.

### Reformation und Gegenreformation
Das 1451 errichtete römisch-katholische Patriarchat von Venedig hatte immer wieder konfliktreiche Beziehungen zur römischen Kurie. Händler, Kaufleute, Handwerker, Intellektuelle und Geistliche aus aller Welt lebten in Venedig und förderten ein eher weltoffenes und humanistisches Klima. Im 16. Jahrhundert waren etwa 500 Verleger und Drucker hier tätig. Ab 1520 verbreiteten sich die Schriften des deutschen Reformators Martin Luther in Venedig und danach in ganz Italien. Erst 1524 wurde Lektüre oder Besitz evangelischer Literatur mit der Exkommunikation aus der katholischen Kirche bestraft. Die verbotenen Bücher wurden nun geheim weitergegeben und in Privathäusern unter Aufgeschlossenen diskutiert. Kleine evangelische Glaubensgemeinschaften entstanden, die aber öffentlich kaum in Erscheinung traten.
Der Franziskaner Bartolomeo Fonzi (1502–1562) predigte Luthers reformatorische Ideen, besonders die deutschen Händler im Fondaco dei Tedeschi waren interessierte Zuhörer. 1531 flüchtete er nach Augsburg und hielt sich drei Jahre dort auf, wo er Luthers bekannte Schrift von 1520 „An den christlichen Adel deutscher Nation von des christlichen Standes Besserung“ ins Italienische übersetzte. 1534 kehrte er nach Venedig zurück, zunehmend fühlte er sich zu den radikaleren Täufergruppen hingezogen.
2016 wurde Venedig der Ehrentitel „Reformationsstadt Europas“ durch die Gemeinschaft Evangelischer Kirchen in Europa verliehen.
Im Rahmen der Gegenreformation wurde 1542 die Inquisition eingerichtet. Viele reformatorisch orientierte Personen verließen darauf Venedig und flüchteten vor allem nach Zürich, Basel, Straßburg oder Genf. 1550 hielten die Täufer in Venedig noch eine Synode ab, doch bald darauf wurden sie von der Inquisition entdeckt und verfolgt. Auch Fonzi wurde 1558 gefangen genommen, nach vier Jahren als Ketzer verurteilt und in der Lagune ertränkt.
Bis um 1600 waren alle evangelischen Kreise zerstört. Nur im Palazzo Fondaco dei Tedeschi durften deutsche Händler und Kaufleute unter strengen Auflagen einen geschlossenen deutschsprachigen evangelischen Gottesdienst feiern.

### Niedergang, ständische Ordnung

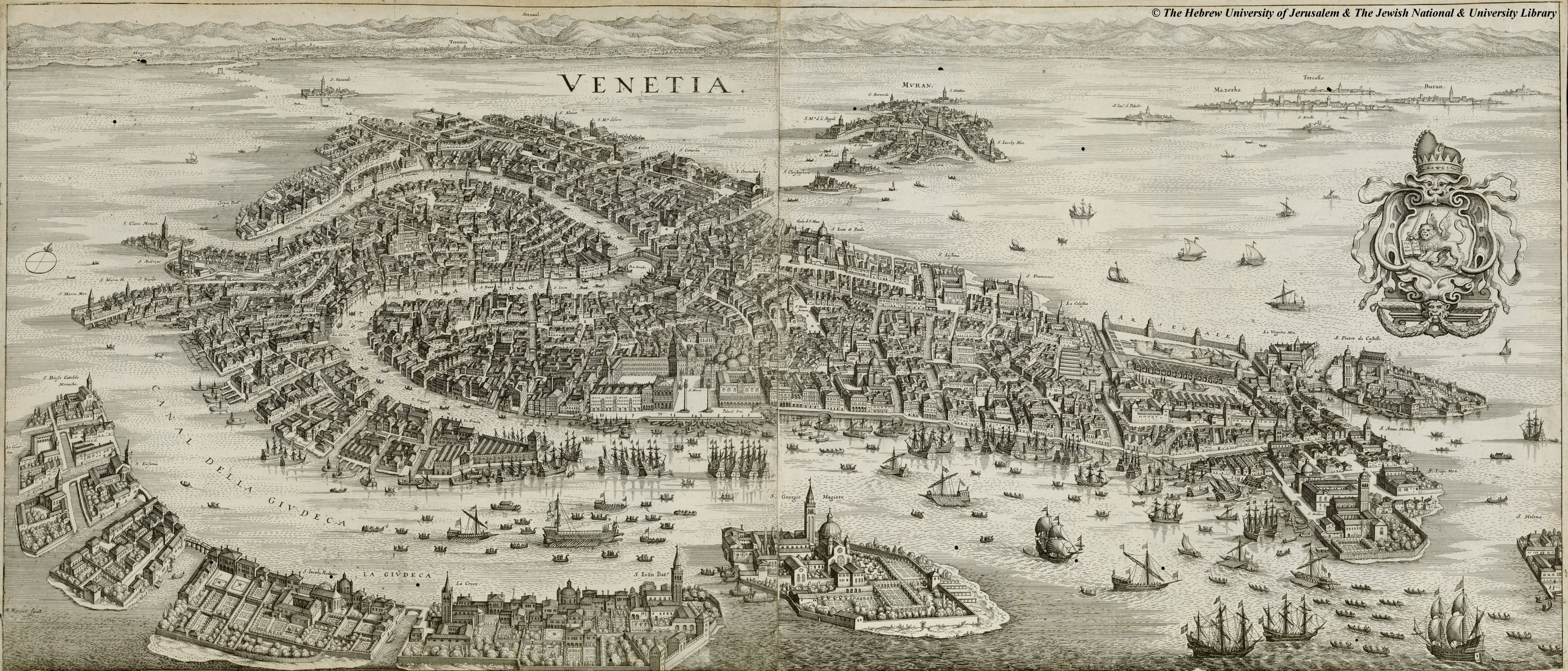
Venedig um 1650. Kupferstich 30,5 cm × 70 cm von Merian d. Ä.

Venedigs Bedeutung nahm infolge der Verlagerung des Welthandelsverkehrs auf den Atlantik immer mehr ab. Das Monopol auf den Gewürzhandel mit der Levante ging im Lauf des 17. Jahrhunderts endgültig verloren. Als Wendepunkt gilt die Seeschlacht von Lepanto, in der es Venedig letztmals gelang, zwischen den Weltmächten der Spanier und Osmanen eine Rolle zu spielen und die größte Flotte zu stellen. Dem Verlust Zyperns (Verzicht 1573) folgten weitere Verluste, bis 1669 auch Kreta verloren ging.
Die Republik setzte in der Außenpolitik auf Diplomatie und ein effizientes Informationssystem. Pragmatismus, präzise Rechenhaftigkeit und Rationalität waren in der Regel Grundlagen politischen Handelns. Aus den ideologischen und religiösen Streitigkeiten hielt man sich möglichst heraus. Venedig hatte weder dauerhaft Probleme mit Muslimen noch mit Juden, man wusste sich vielmehr ihres Nutzens zu versichern. Probleme gab es allenfalls mit dem Papst wegen politischer Vormachtbestrebungen und der Territorialpolitik der Kurie.
Keine zweite Stadt Europas hat ihre ständische Ordnung so entschieden zur Arbeitsteilung genutzt wie Venedig. Der Adel besorgte die Politik, die gehobene Verwaltung sowie die Kriegs- und Flottenführung. Die bürgerlichen Kaufleute (circa 3 bis 4 Prozent der Bevölkerung) sorgten für Geldmittel, Wertschöpfung durch Handel und Produktion von Luxuswaren. Die Mehrheit der Bevölkerung stellte Soldaten und Matrosen und leistete Handarbeit. In der Epoche des Aufstiegs waren die Adelsfamilien an Wirtschaft und Verwaltung der Stadt beteiligt: Sie trieben Handel, leiteten Kontore, kommandierten Galeeren und Flotten und waren in den zahlreichen Gremien des Staatswesens in die – zeitlich begrenzten – Ämter eingebunden, deren Kosten sie selbst zu tragen hatten und die sie ohne spezielle Ausbildung ausfüllten.
Ab dem späten 16. Jahrhundert entwickelten die Konkurrenten aus Nordwest- und Westeuropa überlegene Kredit- und Handelstechniken. Ihre Wirtschaftspolitik nahm zudem stark protektionistische Züge an. Nun übernahm die Luxusindustrie (vor allem die Glasherstellung) die Rolle des rückläufigen Levantehandels, ebenso der Tourismus. Venedig konnte Dalmatien und zeitweilig den Peloponnes unter seiner Hoheit halten, jedoch ging 1718 der Peloponnes endgültig verloren. Der ökonomische Niedergang der Stadt im 17. und 18. Jahrhundert ist dennoch eher als ein Zurückfallen gegenüber den schneller wachsenden Konkurrenten zu deuten, denn als Schrumpfungsprozess. Dennoch gelang es, die bestehenden Verteidigungsanlagen in der Lagune zwischen 1744 und 1782 auszubauen.

### Zugehörigkeit zu Frankreich und Österreich, Unabhängigkeitskampf (1848–1849)
1797 löste sich die Adelsrepublik auf und wurde von den Franzosen unter Napoleon Bonaparte besetzt, dann 1798 bis 1805 an Österreich angegliedert. Nachdem es 1805 bis 1814 Teil des napoleonischen Königreichs Italien gewesen war, kam es 1814 bzw. 1815 als Teil des Lombardo-Venezianischen Königreiches wiederum zu Österreich. 1830 erhielt die Stadt einen Freihafen und 1846 wurde sie durch die am 11. Januar eröffnete Eisenbahnbrücke ans Festland gebunden, zunächst noch ohne Endbahnhof. Der Bahnhof Venezia Santa Lucia wurde erst in den 1860er Jahren errichtet.
Im Revolutionsjahr 1848 wurde am 23. März unter Daniele Manin die Repubblica di San Marco ausgerufen, die über ein Jahr ihre Unabhängigkeit gegen die österreichischen Belagerer behaupten konnte. Am 22. August 1849 musste die von der Cholera zusätzlich betroffene Stadt kapitulieren, am 27. August marschierten österreichische Truppen ein. Der Belagerungszustand wurde erst 1854 aufgehoben. In dieser Zeit wurde die Festung Motta di Sant’Antonio abgetragen.

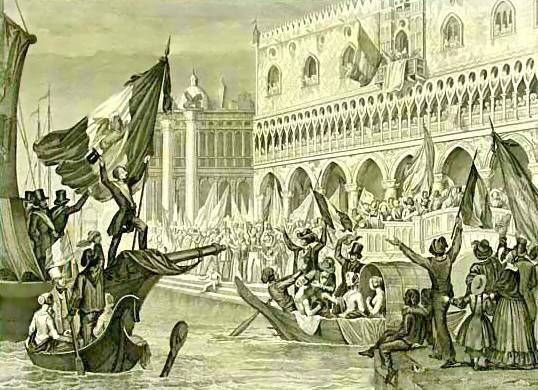
Ausrufung der Repubblica di San Marco am 23. März 1848. Lithografie von Nicola Sanesi, ca. 1850
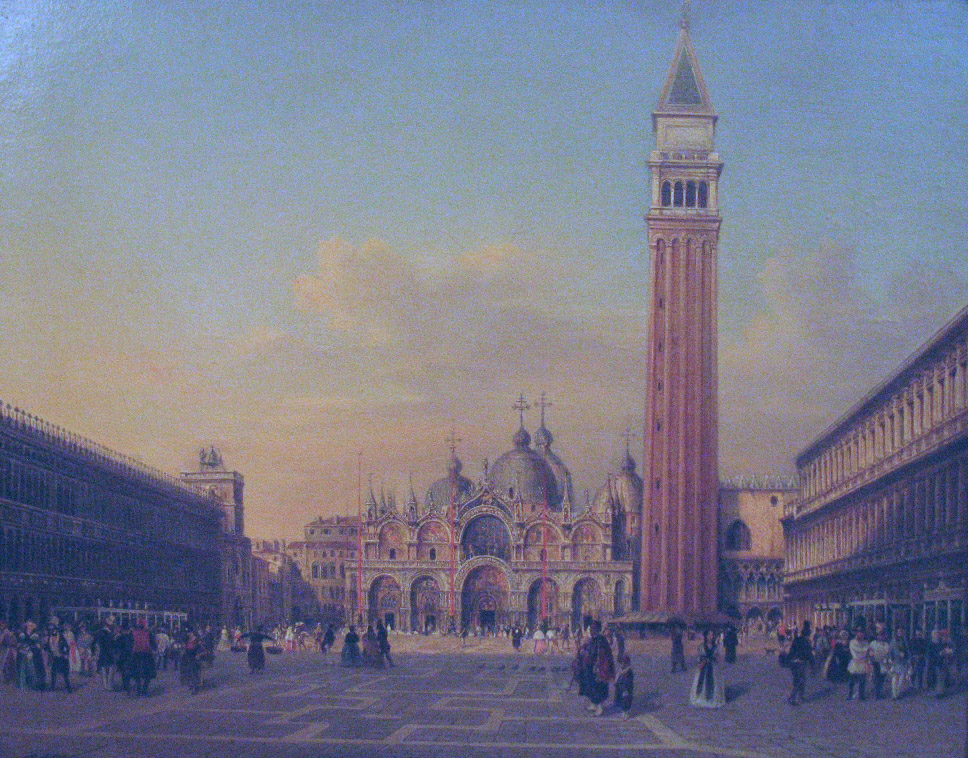
Rudolf von Alt: Markusplatz mit österreichischem Militär (um 1860), Gemälde im Heeresgeschichtlichen Museum
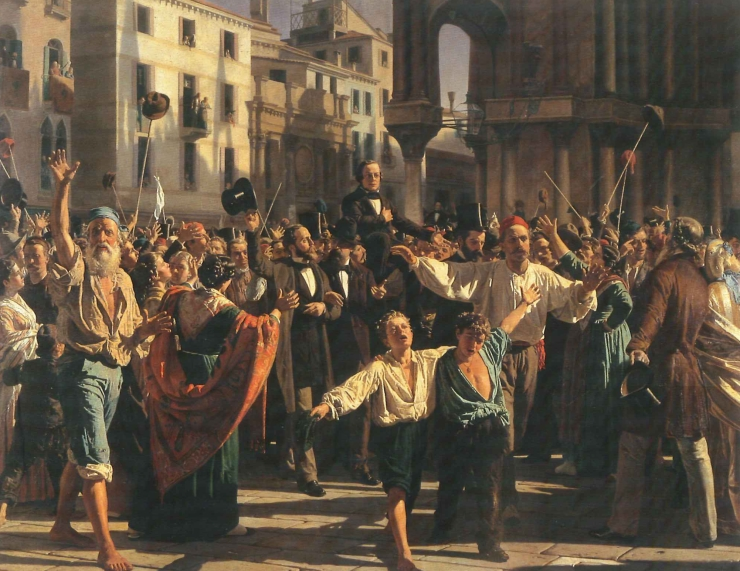
Daniele Manin und Nicolò Tommaseo aus dem Gefängnis befreit und im Triumph auf den Markusplatz gebracht. Gemälde von Napoleone Nani, um 1876 (Fondazione Querini Stampalia)

### Königreich Italien

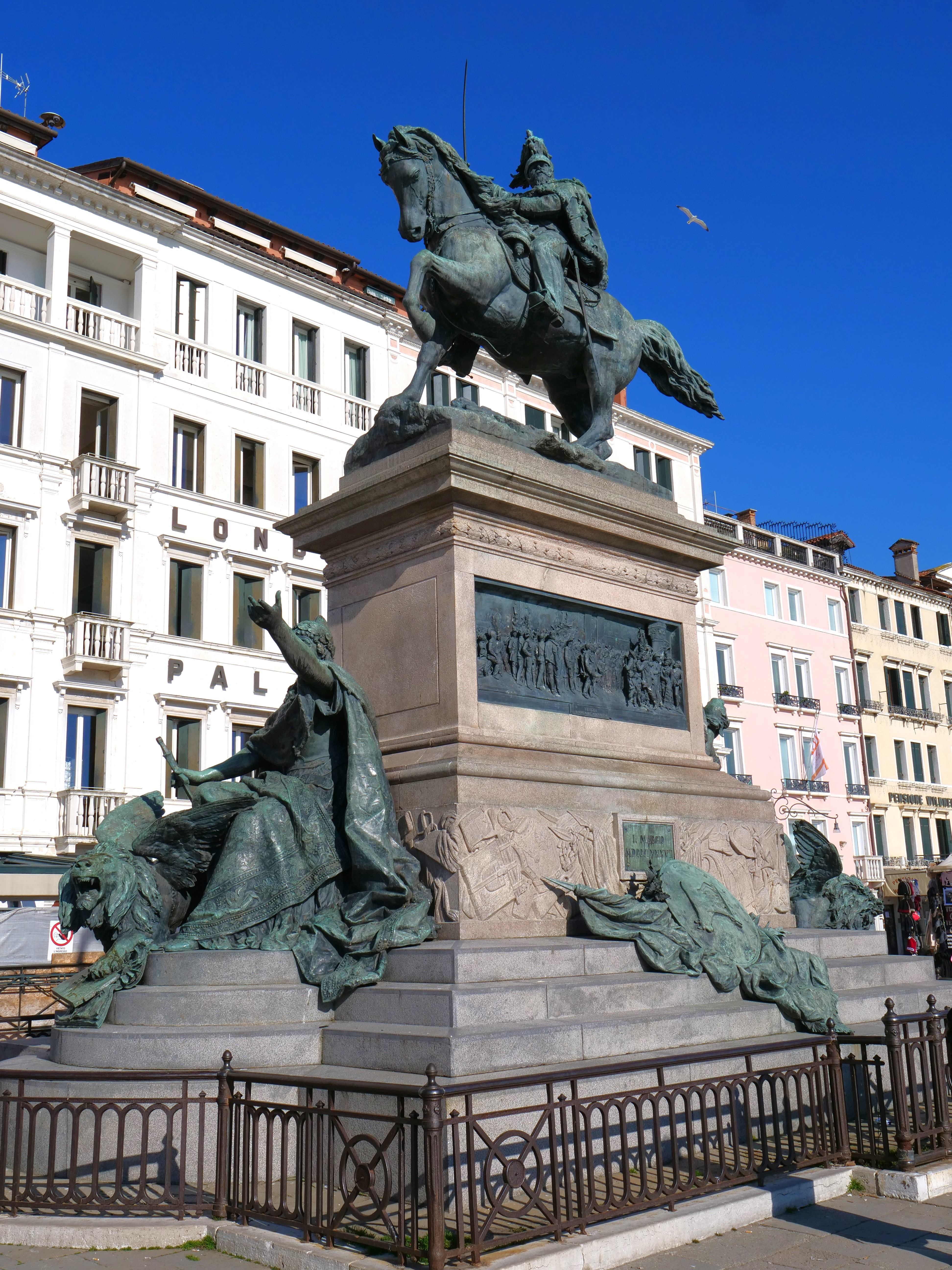
Monument für Italiens ersten König: Viktor Emanuel II.

In der Folge der Niederlage Österreichs gegen Preußen im Krieg von 1866, in dem das 1861 neu gegründete Königreich Italien Verbündeter Preußens war, kam Venedig gemäß dem Frieden von Wien vom 3. Oktober 1866 an Italien. Erster Bürgermeister wurde Giobatta Giustinian, der die österreichische Herrschaft bekämpft hatte. Die ersten Glasbläsereien entstanden neu, vor allem Salviati & C. Unter seinem Nachfolger Giuseppe Giovanelli (1868–1875) entstanden Pläne zum Bau der Strada Nova, einer breiten Straße in Cannaregio, in den folgenden Jahrzehnten wurden Kulturorganisationen entwickelt, zahlreiche Paläste durch die Kommune aufgekauft und die Hafenanlagen modernisiert.
Im Laufe des 18. und 19. Jahrhunderts wurde Venedig von zahlreichen deutschen Künstlern entdeckt, darunter Johann Wolfgang von Goethe, Friedrich Nerly, Ernst Oppler, Paul von Ravenstein, Gustav Schönleber und Max Liebermann.

### Industrialisierung, Tourismus, Erster Weltkrieg

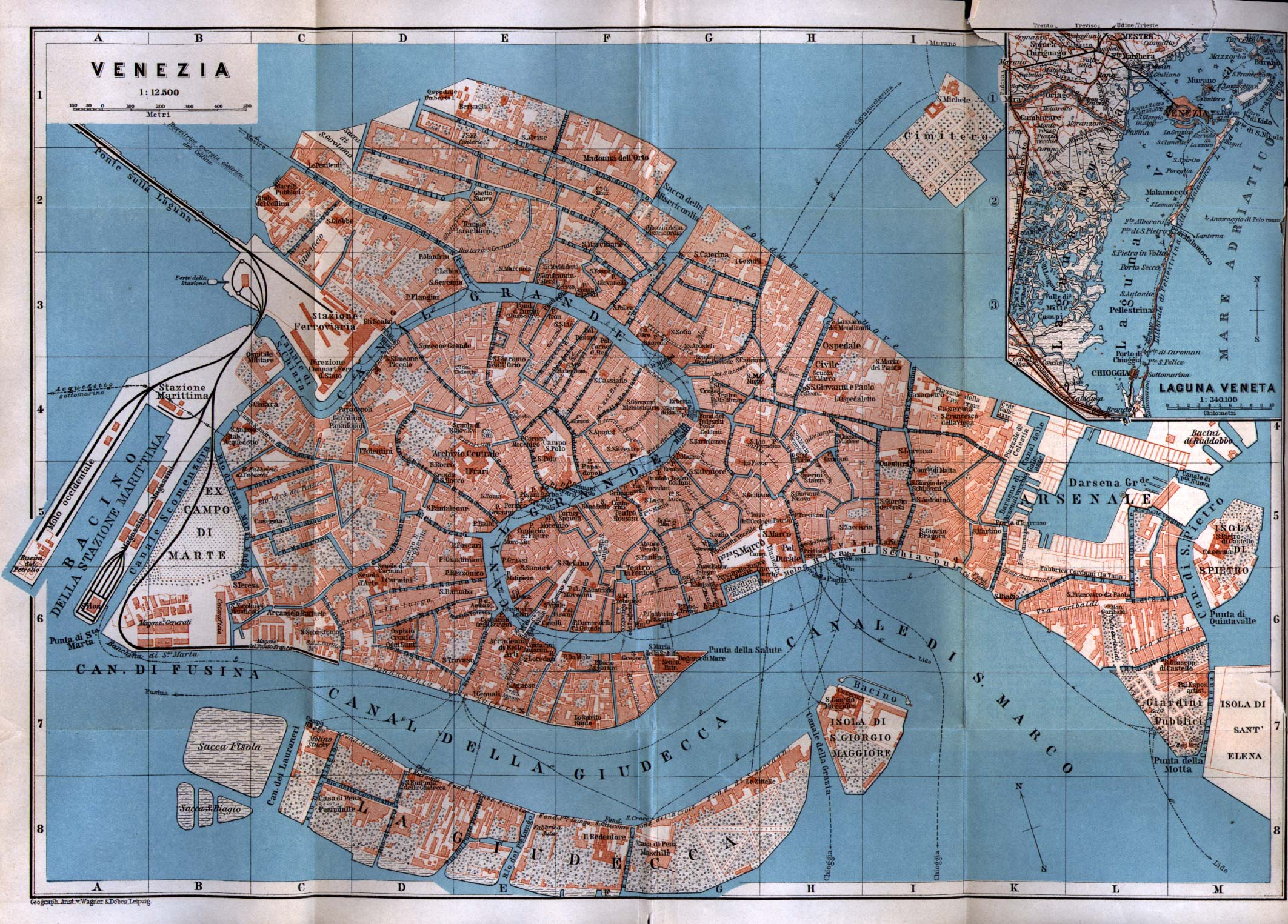
Altstadt von Venedig 1913

In ganz Norditalien kam es zu gesellschaftlicher Stagnation und zu einem langen wirtschaftlichen Niedergang. Bis 1890 wanderten allein aus dem Veneto 1,4 Millionen Menschen aus. Bürgermeister Dante Di Serego Alighieri (1879–1881 und 1883–1888) setzte die Motorisierung des öffentlichen Schiffsverkehrs durch Einführung der Vaporetti durch. Doch erst unter Bürgermeister Riccardo Selvatico (1890–1895) kam es zu verstärkten Industrialisierungsbemühungen und zum Bau neuer und bezahlbarer Wohnungen. Sein Nachfolger Filippo Grimani (1895–1919) setzte diese Bemühungen als Führer einer konservativen Regierung fort, wobei das Stadtgebiet der Kommune ausgedehnt wurde. Treibende Kraft hinter diesen Veränderungen war der sogenannte „Gruppo veneziano“, zu dem vor allem Giuseppe Volpi und Vittorio Cini gehörten. 1917 wurde der Hafen Marghera eröffnet, der die Arbeitsteilung zwischen dem Industrierand der Lagune und der Altstadt, die vor allem auf Tourismus setzte, verstärkte.
Während des Ersten Weltkriegs griffen österreichisch-ungarische Flugzeuge Venedig ab dem 20. Mai 1915 genau 42 Mal aus der Luft an. Insgesamt 1029 Sprengbomben richteten bei diesen 42 Angriffen erhebliche Zerstörungen im Stadtgebiet an. Getroffen wurde u. a. der Campo Santa Giustina, die Anlegestelle von San Samuele, der Dogenpalast sowie die Gewölbe der Barfüßerkirche (Scalzi) mit den Deckenfreskos von Tiepolo und der ab 1492 von Mauro Codussi errichteten Renaissance-Kirche Santa Maria Formosa (sie brannte im August 1916). Die entstandenen Schäden wurden unter Mussolini möglichst so behoben, dass sie unsichtbar wurden, die in Sicherheit gebrachten Kunstschätze kehrten zurück.

### Faschismus, Zweiter Weltkrieg, Vernichtung der jüdischen Gemeinde
Die Faschisten versuchten in Verbindung mit dem Gruppo veneziano aus Venedig eine Industriemetropole zu machen, jedoch unter Ausschluss des historischen Zentrums. Die Stadt sollte neben Genua zum bedeutendsten Hafen Italiens werden. Dazu dehnten sie die Grenzen der Stadt weit auf das Festland aus (Groß-Venedig). Nachdem bereits 1917 die zur Gemeinde Mestre gehörende Fraktion Marghera eingemeindet worden war, wurde 1926 auch die Festlandgemeinden Mestre, Chirignago, Favaro Veneto und Zelarino aufgelöst und an Venedig angeschlossen. Drei Jahre später entstand die Autobrücke „Ponte Littorio“ – nach 1945 in Ponte della Libertà umbenannt – mit dem Piazzale Roma. An diesen Stellen wurde auf lokale Bautraditionen keinerlei Rücksicht genommen. Die Bürgermeister trugen nicht mehr die Amtsbezeichnung Sindaco, sondern wieder den mittelalterlichen Titel Podestà; sie wurden auch nicht länger gewählt, sondern ernannt. Nach der Verkündung des Waffenstillstands von Cassibile am 8. September 1943 geriet Italien unter deutsche Besatzung, wobei die Nationalsozialisten und republikanischen Faschisten die verbliebenen Mitglieder der jüdischen Gemeinde Venedigs in die Vernichtungslager deportieren ließen. Am 12. März 1945 fiel eine kleine Gruppe von Partisanen ins Teatro Goldoni ein und zwang die anwesenden faschistischen Obrigkeiten und das Publikum, einer Kundgebung beizuwohnen, die zum Widerstand aufforderte und die nahe Befreiung verkündete. Diese Begebenheit ist als La beffa del Goldoni bekannt.

### Nachkriegskoalitionen, Streit um die Lagune und die festländische Industrie
1945 bis 1946 war der Widerstandskämpfer Giovanni Ponti Bürgermeister, ihm folgte der Kommunist und Partisan Giobatta Gianquinto bis 1951. Danach folgte eine Reihe von Mitte-rechts-Regierungen, die Mitte der 1970er Jahre von sozialistischen abgelöst wurden. Bis weit in die 1970er Jahre hatte die Industriepolitik Vorrang, so dass aus der Lagune eine Kloake wurde, die durch die verbreiterten Durchfahrten zur Adria und die Zerstörung des ökologischen Gleichgewichts immer häufiger verheerenden Überschwemmungen ausgesetzt war, wie etwa 1966. Gleichzeitig sank die Bevölkerungszahl in der Altstadt auf unter 60.000, ihre Überalterung nahm zu.
Unter Bürgermeister Massimo Cacciari (1993–2000 und 2005–2010) subventionierte die Regierung die Restaurierung der Wohnhäuser, entwickelte Projekte zum Schutz vor Hochwasser, ließ sämtliche Kanäle reinigen und bemühte sich um den Umzug europäischer Institutionen nach Venedig. Auch hatte der Ausbau der Universität zu einer Verjüngung der Bevölkerung beigetragen.

### Einbruch der Bevölkerungszahl unter 50.000 im historischen Zentrum

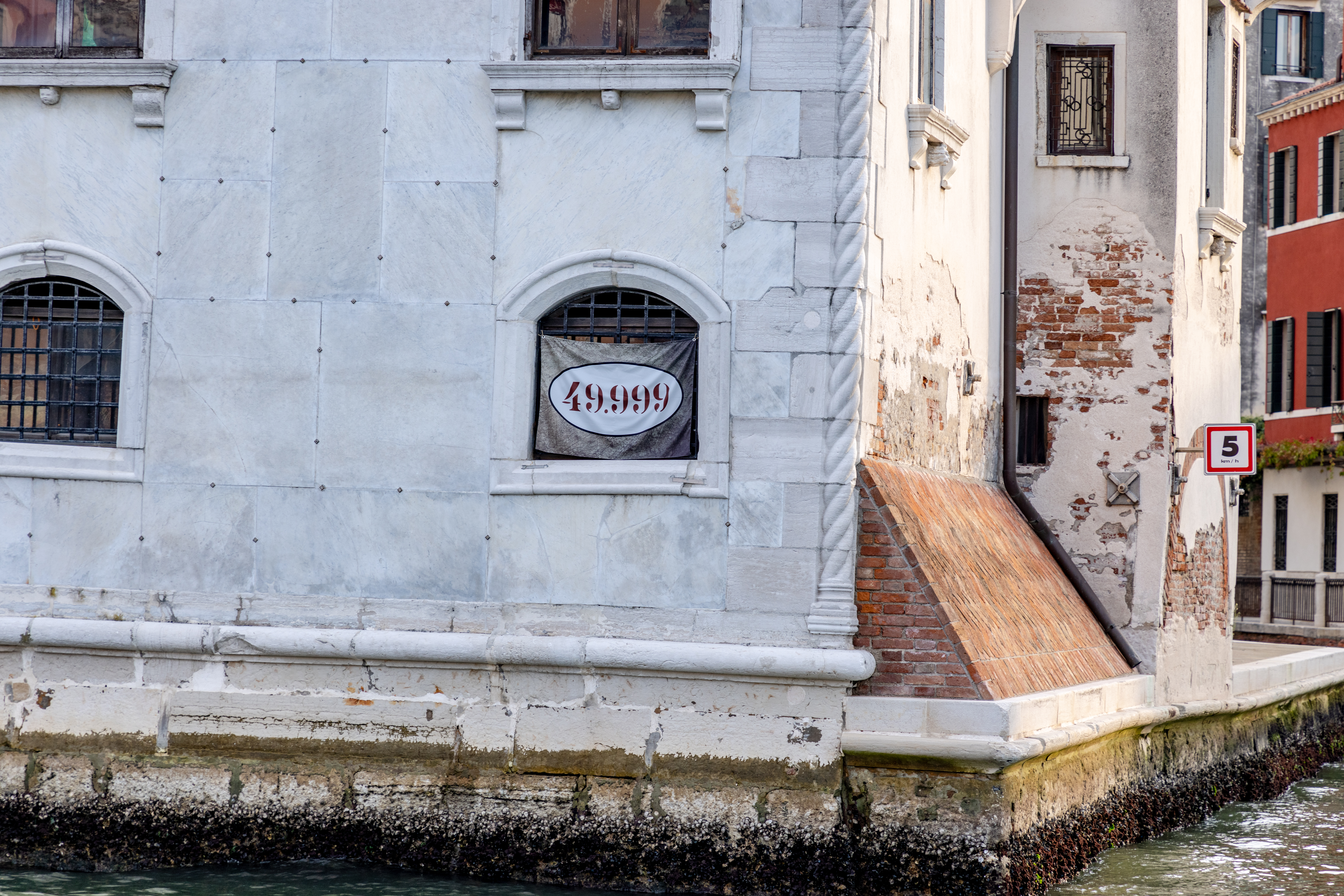
Öffentlicher Protest „49.999“ gegen die schwindende Anzahl der Einwohner Venedigs, August 2022

Seit 2008 zeigt ein Zähler im Schaufenster der Morelli-Apotheke in Sichtweite der Rialtobrücke die Anzahl der Bewohner in der Altstadt. Gemäß dieser Anzeige wohnten dort 2008 noch 60.620 Menschen. Als die 60.000er-Marke unterschritten wurde, organisierte der Apothekenbetreiber erste Protestmaßnahmen, so zum Beispiel das „Begräbnis Venedigs“ oder, als der Zähler nur noch 55.000 Anwohner anzeigte, das Packen von symbolischen 500 Koffern des „Venexodus“. Im Jahr 2022 sank die Zahl erstmals unter 50.000 Anwohner auf 49.997. Es folgte eine Kampagne, in der die Einwohner ein Poster an die Fenster hingen, auf dem die Zahl 49.999 zu sehen war. Dabei ist fast die Hälfte derer, die in Venedig leben, mehr als 60, nur noch 9.000 sind unter 18 Jahre alt. Einer der wichtigsten Faktoren sind inzwischen die Mietpreise geworden, so dass von den 25.000 Studenten der überwiegende Teil außerhalb wohnt, ähnlich wie die täglich 35.000 Pendler. Zugleich werden viele Wohnungen an Touristen vermietet, was den Mietdruck weiter erhöht. Auch sind die Lebensmittelpreise stark angestiegen. Das Sestiere Dorsoduro dürfte demzufolge fast unbewohnt sein.

## Bevölkerung

### Sprache

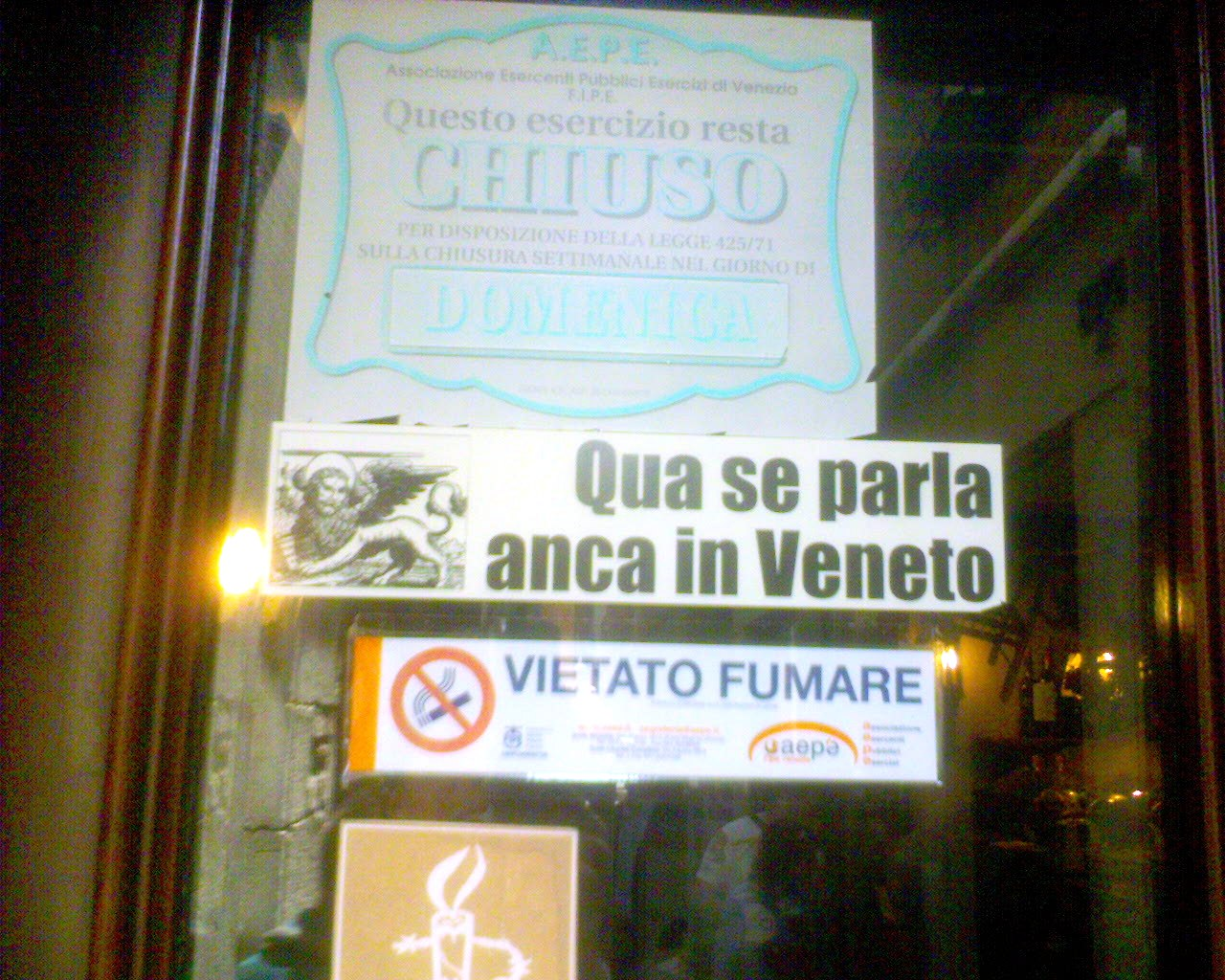
Qua se parla anca in Veneto – Hier spricht man auch Venetisch

Im Veneto, aber auch in der Region Friaul-Julisch Venetien, im Trentino und in Istrien wird neben Italienisch eine eigene Sprache gesprochen, die als Venetisch bezeichnet wird. Seit dem 28. März 2007 ist sie – zumindest vom Regionalrat Venetien – als Sprache anerkannt. Eine bedeutende Varietät dieser Sprache ist das in Venedig gesprochene venesiàn (Venezianisch). Venetisch gehört zu den westromanischen Sprachen und unterscheidet sich in Aussprache, Satzbildung und Wortschatz zum Teil sehr stark vom Standard-Italienischen. Es war zugleich die Sprache der Republik Venedig.

### Einwohnerzahl

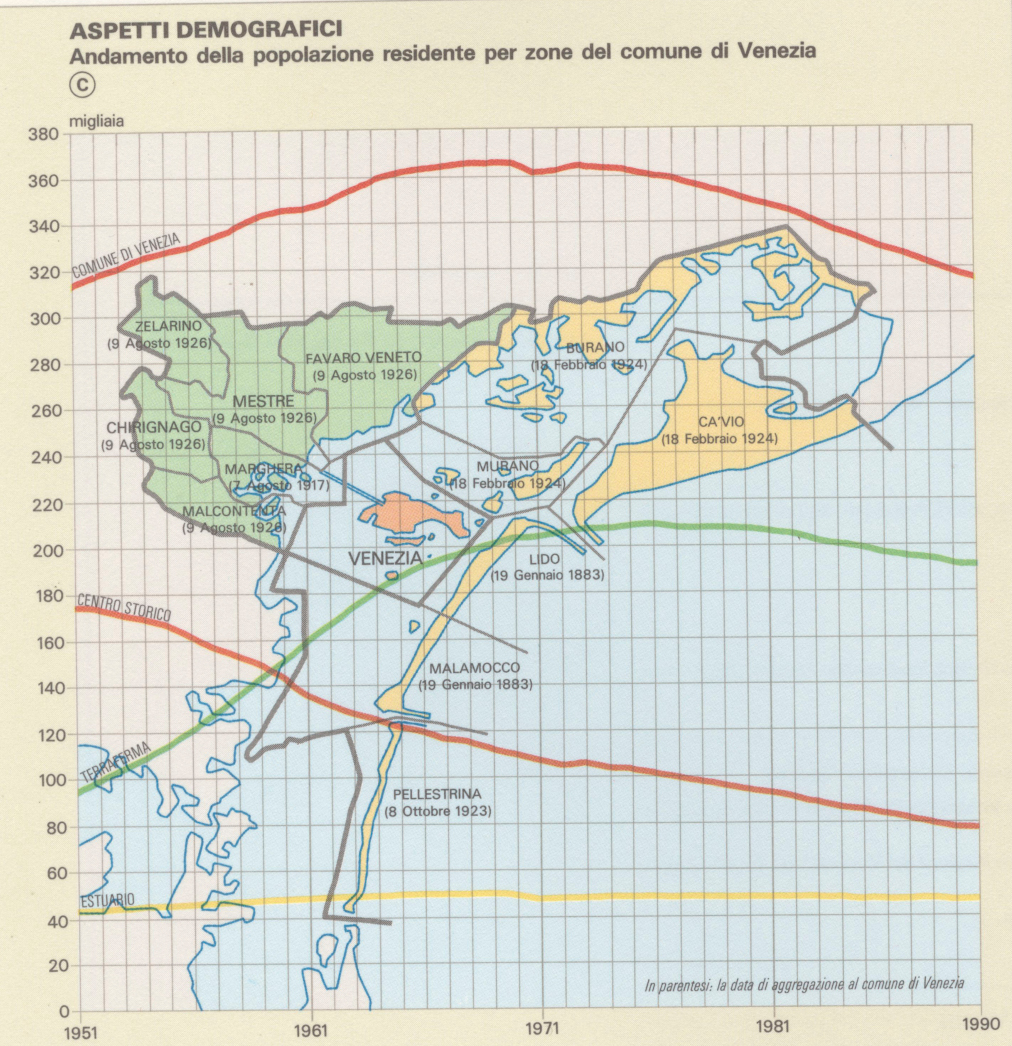
Ausdehnung und Bevölkerungsentwicklung auf dem Festland, den Inseln und dem historischen Zentrum von 1951 bis 1990

Um 1300 dürfte allein das Venedig der Lagune etwa 85.000 bis 100.000 Einwohner gezählt haben, eine Zahl, die rapide anstieg und vor der ersten Pestwelle von 1348 möglicherweise 140.000 erreichte. Um 1600 kann man mit rund 150.000 bis 160.000 Einwohnern rechnen, jedoch ist wohl die 200.000-Marke nie überschritten worden.
Die italienische Stadt schrumpfte zunächst, erholte sich aber im Zuge der Industrialisierung, von der das historische Zentrum zunächst gleichfalls profitierte. Inzwischen wohnt etwa noch jeder dritte Venezianer in der Lagune, nur jeder vierte im Zentrum.
| Jahr | Einwohner    |
| ---- | ------------ |
| 1861 | keine Angabe |
| 1871 | 164.965      |
| 1881 | 165.802      |
| 1901 | 189.389      |
| 1911 | 208.463      |

| Jahr | Einwohner |
| ---- | --------- |
| 1921 | 223.373   |
| 1931 | 250.327   |
| 1936 | 264.027   |
| 1951 | 316.891   |
| 1961 | 347.347   |

| Jahr | Einwohner |
| ---- | --------- |
| 1971 | 363.062   |
| 1981 | 346.146   |
| 1991 | 309.422   |
| 2001 | 271.073   |
| 2007 | 268.736   |

| Jahr | Einwohner |
| ---- | --------- |
| 2011 | 260.856   |
| 2013 | 264.534   |
| 2015 | 264.534   |
| 2017 | 261.321   |
| 2019 | 258.685   |

Auf dem Festland, der Terraferma, zählte die Stadt 2019 179.794, im Centro Storico 52.996, in der Lagune (Estuario) 27.730 Einwohner, insgesamt 260.520. Dabei liegt der Frauenanteil bei 136.432, der der Männer bei 124.088.
Die Einwohner verteilten sich auf die Municipalità und ihre Quartieri wie folgt:
| Einwohnerzahlen nach Bezirken |                                        |        |           |
| Municipalità                  | Quartiere                              | Fläche | Einwohner |
| Favaro Veneto                 | Favaro Campalto                        | 44,75  | 22.844    |
| Mestre Carpenedo              | Carpenedo Bissuola                     | 9,97   | 36.750    |
| Mestre Carpenedo              | Mestre Centro                          | 14,25  | 50.366    |
| Chirignago Zelarino           | Cipressina Zelarino Trivignano         | 15,33  | 15.258    |
| Chirignago Zelarino           | Chirignago Gazzera                     | 10,78  | 23.966    |
| Marghera                      | Marghera Catene Malcontenta            | 35,10  | 28.181    |
| Venezia Murano Burano         | S.Marco, Castello, S.Elena, Cannaregio | 29,75  | 29.015    |
| Venezia Murano Burano         | Dorsoduro, S.Polo, S.Croce, Giudecca   | 32,42  | 19.474    |
| Venezia Murano Burano         | Murano S.Erasmo                        | 37,80  | 4.586     |
| Venezia Murano Burano         | Burano Mazzorbo Torcello               | 111,41 | 2.349     |
| Lido Pellestrina              | Lido Alberoni Malamocco                | 58,54  | 15.605    |
| Lido Pellestrina              | Pellestrina S.Pietro in Volta          | 14,46  | 3.407     |

Stand: 31. Dezember 2024

### Altersstruktur und Bevölkerungsrückgang
Der Anteil der unter 18-Jährigen liegt in den meisten Quartieren zwischen 12 und 14 Prozent, wobei der Anteil in den Quartieren der Lagune einschließlich der Altstadt entgegen dem Augenschein nicht wesentlich niedriger liegt. Erkennbar höher ist dort jedoch der Anteil der mindestens 65-jährigen, die fast 30 Prozent der dortigen Bevölkerung ausmachen. Dennoch ist auch hier der Anteil auf dem Festland nur geringfügig niedriger (um 27 Prozent). Während aber die Bevölkerung auf dem Festland, wenn auch sehr langsam, wieder wächst, verliert die Lagune jährlich etwa 1 Prozent ihrer Bevölkerung.

### Zuwanderung
Zum 31. Dezember 2010 rechnete man mit 29.281 Menschen mit ausländischer Staatsangehörigkeit, davon lebten 4.373 im historischen Zentrum, 1.323 im Gebiet der Lagune und 23.585 auf dem Festland. Afrikaner stellten insgesamt 1.929 Zuwanderer. Erheblich größer ist die Zuwanderung aus Asien, vor allem aus Bangladesch mit 4.740, dann China (2.163), den Philippinen (1.212), Sri Lanka (590) und Pakistan (189) sowie Indien (116). Insgesamt stammten 9862 Menschen aus Asien. Aus Amerika stammten hingegen nur 1.109 Zuwanderer, davon 282 aus Brasilien, 170 aus den USA, 136 aus Peru, 117 aus der Dominikanischen Republik, 114 von Kuba. Die größten Gruppen stammten aus Ost- und Südosteuropa: Moldawien (4565), Ukraine (2242), Rumänien (3315) und Albanien (1455) sowie Mazedonien (1419). Insgesamt kamen aus europäischen Ländern einschließlich der EU 16.347 Zuwanderer, der Rest kam aus Australien und Ozeanien (21) oder war von nicht bekannter Staatsangehörigkeit (13).
2018 rechnete man in der Metropolregion mit 62.216 Immigranten, davon stammten 14,5 % aus Bangladesch, 12,9 aus Moldawien und 10,6 % aus Albanien. Dabei galten 74,5 % der Zuwanderer als Langzeitbewohner, insbesondere Familien. Daher liegt der Anteil der Kinder aus Migrantenfamilien mit 21,4 % über dem Landesniveau (14,8 %), zumal 51,3 % der Zuwanderer weiblich sind. Dabei hatte sich inzwischen die Zahl der Asylbewerber halbiert, während die Arbeitsmigration und der Familiennachzug vorherrschten. Der überwiegende Teil arbeitete, entsprechend der einseitigen Struktur des venezianischen Arbeitsmarkts, im Tourismus. 5.187 Migranten waren Inhaber eines Unternehmens (das entspricht 13,3 % der Unternehmerschaft), davon agierten 39 % im Handel, 24,1 % im Bausektor. Der Anteil der Chinesen unter den Unternehmern lag bei 19,5 %.

### Religionen

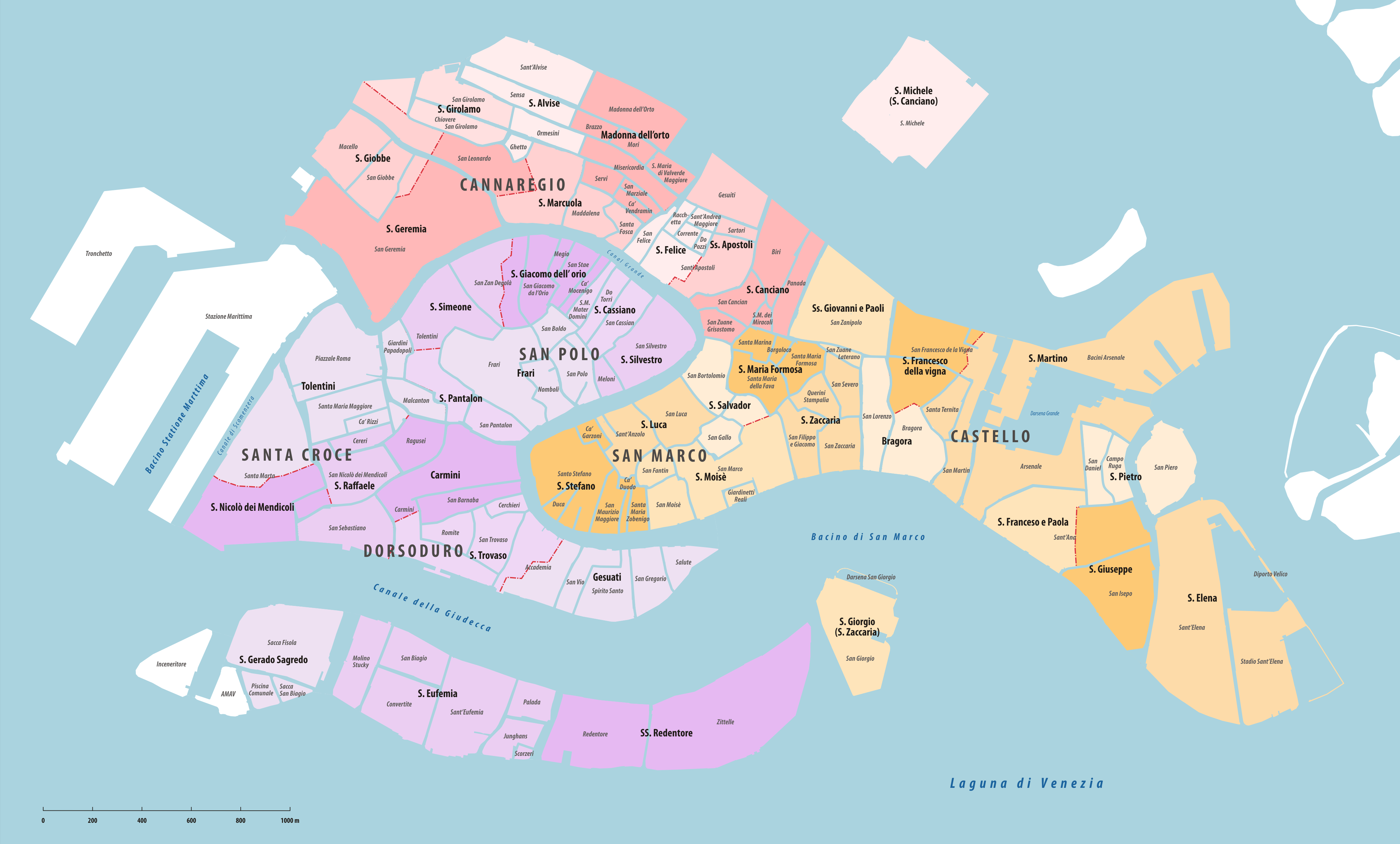
Karte der Pfarrgemeinden

Die Venezianer sind ganz überwiegend katholisch, ihr Oberhaupt ist der Patriarch von Venedig, der seit 1457 diesen Titel trägt. Amtsinhaber ist seit 2012 Francesco Moraglia. In seinem Amtsbereich, der Erzdiözese Venedig, waren 2012 von den 376.399 Einwohnern 348.922, also 92,7 % katholisch.

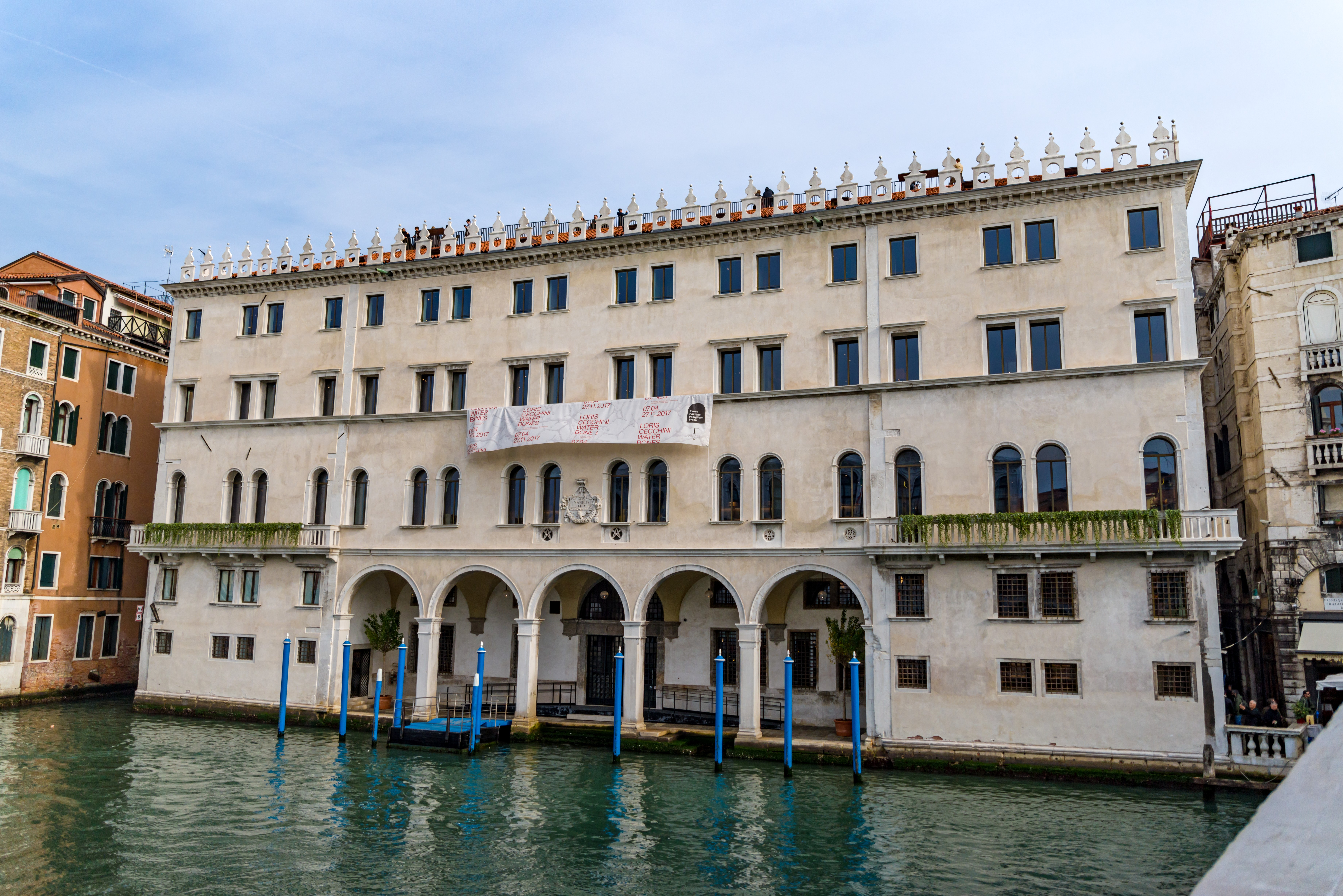
Fondaco dei Tedeschi

Bereits ab 1520 gab es in Venedig eine wachsende Zahl Anhänger des deutschen Reformators Martin Luther, denn seine Schriften wurden auch hier gedruckt und verbreitet. Zur Zeit der Gegenreformation wurden mit der Einführung der Inquisition 1542 die Evangelischen verfolgt, vertrieben und ertränkt. Nur im Palazzo Fondaco dei Tedeschi der deutschen Händler und Kaufleute wurde die Feier deutschsprachiger evangelischer Gottesdienste geduldet. 2017 gab es eine lutherische, eine waldensisch-methodistische, eine anglikanische, eine baptistische, eine adventistische Kirche, Pfingstkirchen und weitere christliche Sondergruppierungen in Venedig.
Die bedeutende jüdische Gemeinde wurde durch die Nationalsozialisten weitgehend vernichtet. Inzwischen besteht sie wieder aus rund 500 Mitgliedern, die überwiegend im Ghetto leben, dem Stadtbezirk, dessen Name später auf alle Ghettos übergegangen ist. Sie leben dort seit 1516.
Schwer zu fassen ist die muslimische Gemeinde, die aus Nordafrikanern und Bengalen besteht und die bisher ohne offizielle Moschee ist. Ihr gehören wohl mehr als dreitausend Mitglieder an. 2022 wurde in Mestre die erste venezianische Moschee eingeweiht. Etwa 10 % der italienischen Muslime, also 142.000, lebten in Venetien.

## Politik

### Bürgermeister und politische Gremien

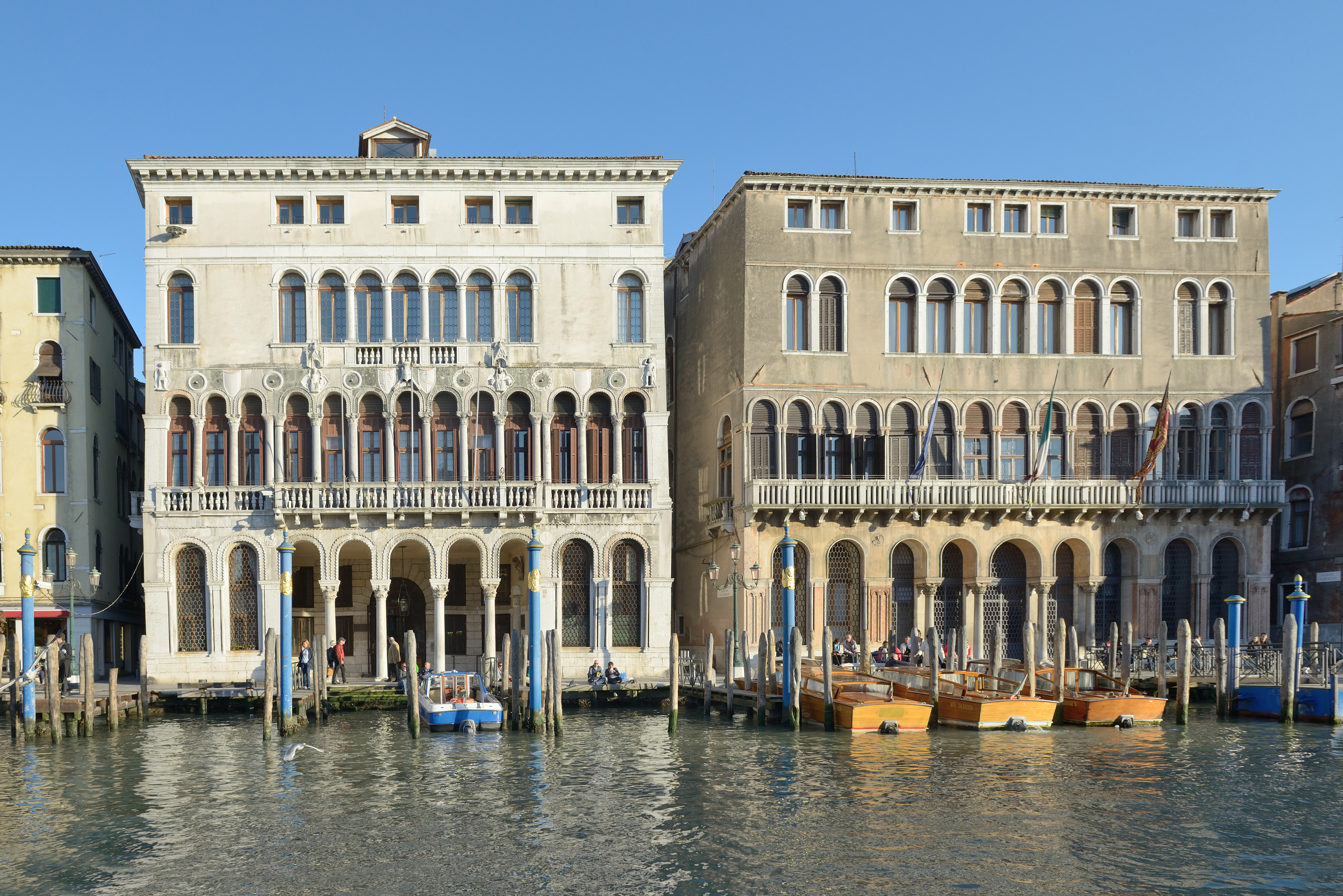
Die am Canal Grande gelegenen Palazzi Loredan (links) und Dandolo Farsetti (rechts) bilden das Rathaus von Venedig

Dem Bürgermeister oder sindaco stehen elf Assessori zur Seite, die zusammen die Giunta comunale, die Stadtregierung bilden. Im Stadtrat (Consiglio comunale) sitzen 40 jeweils auf fünf Jahre gewählte Räte (zuletzt 2010), deren Aufgabe in der Kontrolle der Regierung liegt. Der Rat wiederum verfügt über elf dauerhafte Kommissionen, die Informationen sammeln und aufbereiten und Vorlagen erstellen. Tagungsort ist die Ca’ Loredan im Sestiere San Marco. Der Amtsinhaber von April 2010 bis zu seinem Rücktritt wegen Korruptionsvorwürfen im Juni 2014 im Zusammenhang mit dem Schleusenprojekt MO.S.E war Giorgio Orsoni. Vom 2. Juli 2014 an wurde Venedig kommissarisch von Vittorio Zappalorto, dem Präfekten der Provinz Görz, regiert. Am 14. Juni 2015 wurde Luigi Brugnaro zum Bürgermeister der Stadt gewählt.
Jede Municipalità weist wiederum eine Art Stadtteilrat (Consiglio di Municipalità) auf. Dabei hat etwa Chirignago-Zelarino 18 Räte, Venezia Murano Burano 29, Mestre Carpenedo 29, Favaro Veneto 25, Marghera 18 und Lido Pellestrina 18.

### Besonderheiten der Konfliktlinien
Die politischen Konfliktlinien spiegeln zum einen die gesellschaftlichen Gegensätze und die Parteienkonflikte wider. Hinzu kommt der Gegensatz zwischen Bedürfnissen der Lagunenorte und denen des Festlands. Umwelt- und Finanzpolitik stehen zunehmend auf der lokalen Ebene im Vordergrund. Die notwendigen Erhaltungs- und Renovierungsmaßnahmen, vor allem aber der Hochwasserschutz, der allein rund 650 Millionen Euro verschlang, drohten die Stadt vor dem Hintergrund der Weltwirtschaftskrise ab 2006 an den Rand der Zahlungsunfähigkeit zu bringen.

### Städtepartnerschaften
Venedig unterhält mit folgenden Städten und Institutionen Partnerschaften, bzw. Kooperationsabkommen. In Klammern das Jahr der Etablierung.
Partnerschaften:
- Dubrovnik, Kroatien (2012)
- Istanbul, Türkei (1993)
- Sarajevo, Bosnien und Herzegowina (1994)
- Suzhou, Volksrepublik China (1980)
- Tallinn, Estland
- Jerewan, Armenien (2011)
- Sankt Petersburg, Russische Föderation (2013)

Kooperationsabkommen:
- Nürnberg, Deutschland (1954/1999)[108]
- L’Associazione Centrale dei Comuni e delle Comunità della Grecia (KEDKE), Griechenland (2000)
- Italienisches Außenministerium (2001)
- Qingdao, Volksrepublik China (2001)
- Thessaloniki, Griechenland (2003)
- Odessa, Ukraine (2022)

Das Kooperationsabkommen zwischen Venedig und Nürnberg wurde bereits 1954 geschlossen. Am 25. September 1999 wurde auf dieser Grundlage zwischen Venedig und Nürnberg lediglich eine „Neuaufnahme ihrer freundschaftlichen Beziehungen“ beschlossen.

## Wirtschaft

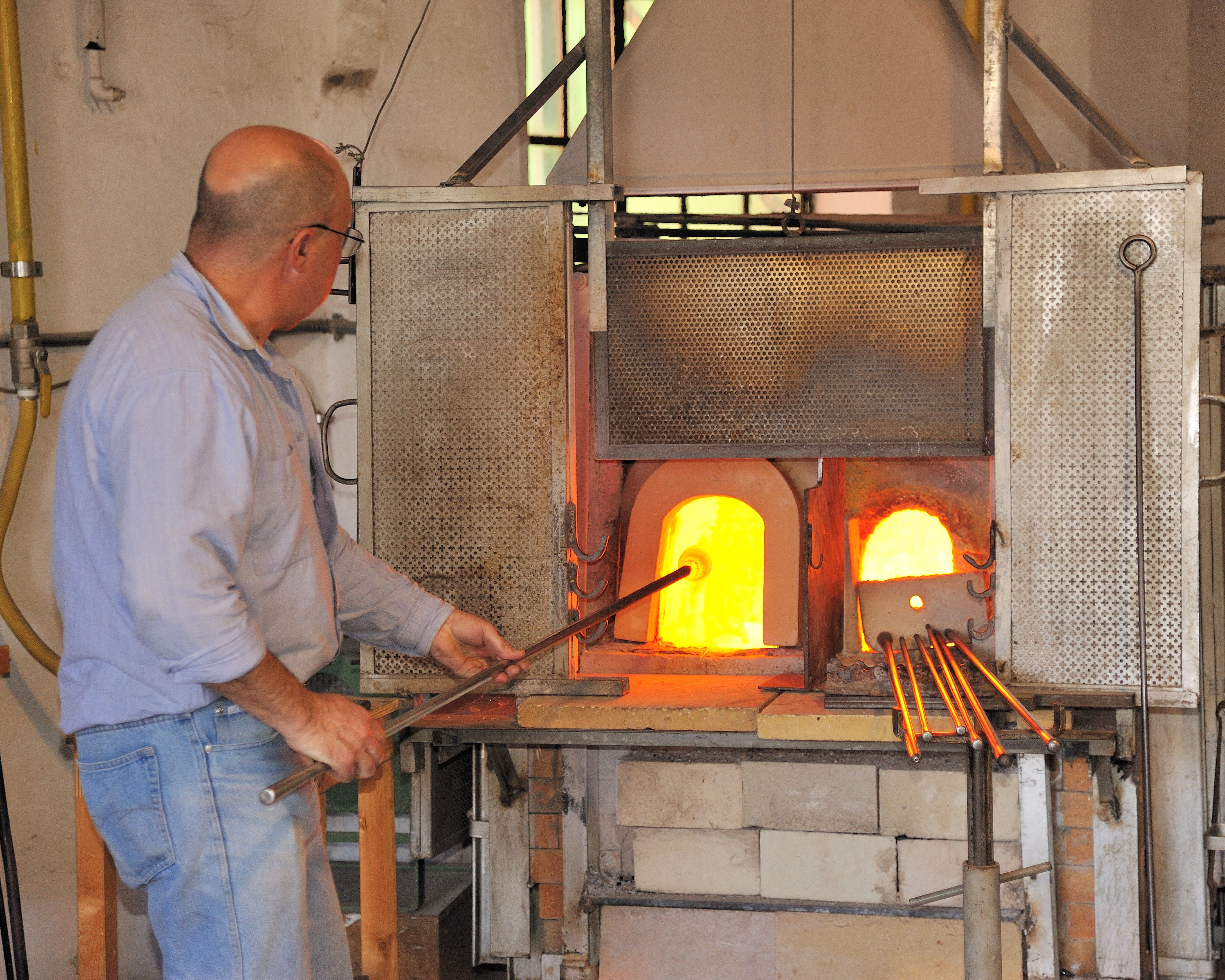
Glasofen auf Murano

Die Wirtschaftsstruktur ist zweigeteilt. Während das Festland von industriellen Strukturen geprägt ist, ist der Bereich der Lagune stark vom Tourismus, dem Handel, aber auch von der Bauindustrie geprägt. Dabei bestimmen zahlreiche Kleinunternehmen das Bild, bis zur häufigsten Form, dem Ein-Personen-Unternehmen, wie sie meist die Gondolieri darstellen. Allein im Handel gab es Ende 2015 in der Provinz Venedig 24.699 selbstständige wirtschaftliche Unternehmungen, im Handwerk fast 19.243, im Tourismus 10.200, Bauwirtschaft und Transportgewerbe basierten auf mehr als 12.075 bzw. über 4.100 Einheiten. Hinzu kamen Dienstleistungsunternehmen. Insgesamt wies der Wirtschaftsraum der Provinz Venedig ca. 89.000 Unternehmen auf, davon nur noch 8.347 in Landwirtschaft und Fischerei (s. Valle da pesca). Seit 2009 ist die Zahl der Unternehmen von 91.000 auf 89.000 Ende 2015 zurückgegangen.

### Landwirtschaft und Fischfang
In der lagunaren Landwirtschaft arbeiteten schon 2001 nur noch rund 760 Personen, doch versorgen sie damit die altstädtischen Märkte mit Lebensmitteln, die vor allem von S. Erasmo stammen. Ganz anders ist die Situation auf dem festländischen Teil der Stadt, insbesondere südlich und westlich des küstennahen Industriegürtels.
Nur noch 366 Einzelunternehmen arbeiten im Bereich des Fangs von Meerestieren. Dabei spielt einerseits die Muschelfischerei eine wichtige Rolle, andererseits der Fischfang bzw. die -zucht. In der Lagune geschieht diese in den Valle da pesca, durch Schilfgeflechte, Pfahlreihen oder Dämme abgegrenzte Fischkulturen, die insgesamt eine Fläche von 92 km² der 550 km² umfassenden Lagune bedecken.

### Glasindustrie

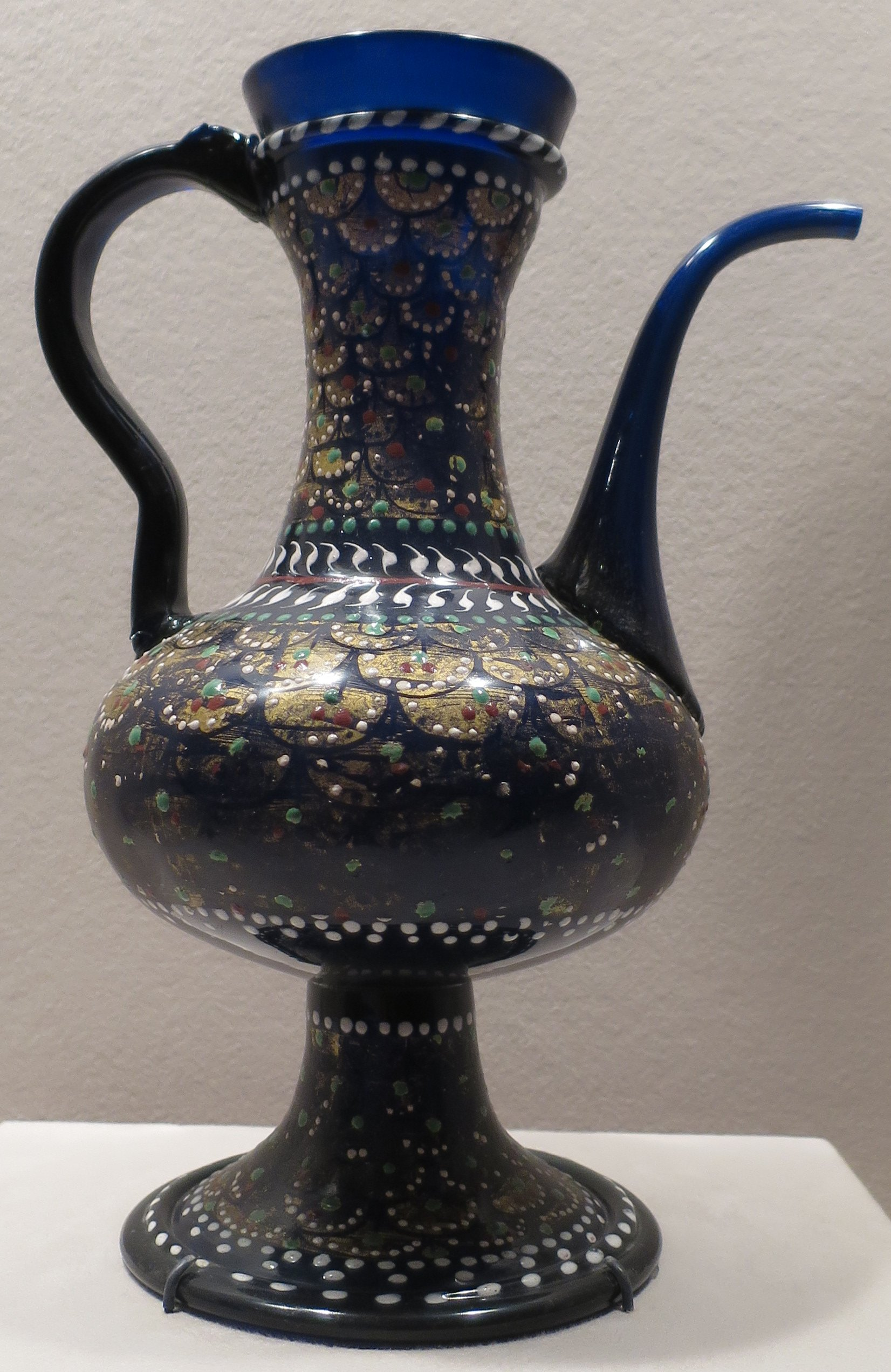
Venezianischer Wasserkrug, 15. Jh.

Glas wird zwar seit der Spätantike im Raum Venedig hergestellt, doch begann der Aufschwung des Kunsthandwerks erst mit der vollständigen Verlagerung der Glasöfen nach Murano Ende des 13. Jahrhunderts. Angelo Barovier gelang es Mitte des 15. Jahrhunderts Glas zu entfärben. Das Crystallo, ein mit Manganoxid entfärbtes Soda-Kalkglas, wurde in ganz Europa führend. Bis um 1600 war die Kunstfertigkeit hierin beinahe konkurrenzlos und auch danach galt Glas à la façon de Venise im deutschen Sprachraum als unübertroffen. Barockes Schnittglas brach Venedigs Vorrang erst im 18. Jahrhundert.
Die Einrichtung einer Glasfachschule auf Murano (1860) und die Gründung eines Unternehmens durch Antonio Salviati (1866), knüpfte bewusst an die Kunsttradition mit ihren dünnwandigen Flügelgläsern, Faden- und Netzgläsern (reticella) an. Für den Jugendstil in Millefiori-Dekoren stehen die Fratelli-Toso-Glasgefäße der 1950er und 1960er Jahre sind von Farbe und Dekor her am Expressionismus orientiert, bunte Streifen- und geometrische Op-Art-Dekore in Vetro pezzato-Technik sind typisch für die Entwürfe von Paolo Venini, Fulvio Bianconi und Ercole Barovier. Dessen Sohn Angelo Barovier bezieht sich mitunter auf Vasarely.
Die Glasindustrie auf Murano ist immer noch von Bedeutung unter den produzierenden Gewerben. Das Consorzio Promovetro Murano, das die Glasunternehmen fördert, führt hier allein 66 Unternehmen auf, von denen das älteste die von Salviati mitbegründete Pauly & C. – Compagnia Venezia Murano ist, die seit 1866 besteht.

### Industrielle Betriebe, Hafenstadt Marghera
Größere Unternehmen existieren vor allem auf dem festländischen Teil der Stadt, wo sich Unternehmen der Chemie- und Ölindustrie, des Schiffbaus und die beiden Flughäfen als größte Arbeitgeber befinden. Dort lebt der überwiegende Teil der Bevölkerung.
Dazu wurde in den Jahren vor und nach dem Ersten Weltkrieg in großem Maßstab Land enteignet, die entstehenden Kommunen wurden mit den Städten der Lagune zur Stadt Venedig verschmolzen. 1933 wurde die Brücke vom Festland zur Altstadt ausgebaut, Bahnhof und Parkplatz nebst künstlichen Inseln entstanden, die Durchfahrten in die Adria wurde verbreitert und vertieft. Mestre hatte 1881 erst 9.950 Einwohner, 1931 bereits 35.860. Im Hafen Marghera siedelten sich Unternehmen der Metallverarbeitung, der Großchemie und des Schiffbaus an. Zwischen der Stazione Marittima und dem Hafen entstand 1922 der breite und tiefe Canale Vittorio Emanuele II., im folgenden Jahr der Canale Nord und der Ölhafen, schließlich der Canale Brentello.
Nach dem Zweiten Weltkrieg siedelten sich in Marghera Unternehmen wie Montedison oder EniChem Agricoltura (bis 1994) an, die Düngemittel und Pflanzenschutzmittel produzierten, oder Schiffbauer wie Fincantieri. In Mestre dominierten Petrochemie und Hafen, zahlreiche Arbeiter zogen aus der Altstadt aufs Festland. 1939 waren hier 15.000 Beschäftigte, 20 Jahre später bereits 35.000 zu verzeichnen. 1963 hatte die Stadt bereits über 200.000 Einwohner. Mit dem Ausbau der Autobahn Richtung Pavia gelang zwar eine stärkere ökonomische Anbindung an das Festland, doch geriet die Schiffbau- und die chemische Industrie in den 1960er Jahren in eine schwere Krise. 1999 hatte Mestre nur noch 180.000 Einwohner und nur noch 28 % der Arbeitsplätze bot die Industrie, 71 % die Dienstleistungsbranchen.
1995 bis 2005 lag das jährliche Wirtschaftswachstum bei 3 %. Doch 2008 bis 2009 brach die Industrieproduktion um 19,5 % ein, in der benachbarten Provinz Padua sogar um 27,9 %.
Im Jahr 2014 wurden im Hafen 456.000 TEU-Container umgeschlagen, außerdem ist er Ausgangspunkt für RoRo-Fähren nach Griechenland und Kreuzfahrtschiffe.

### Tourismus

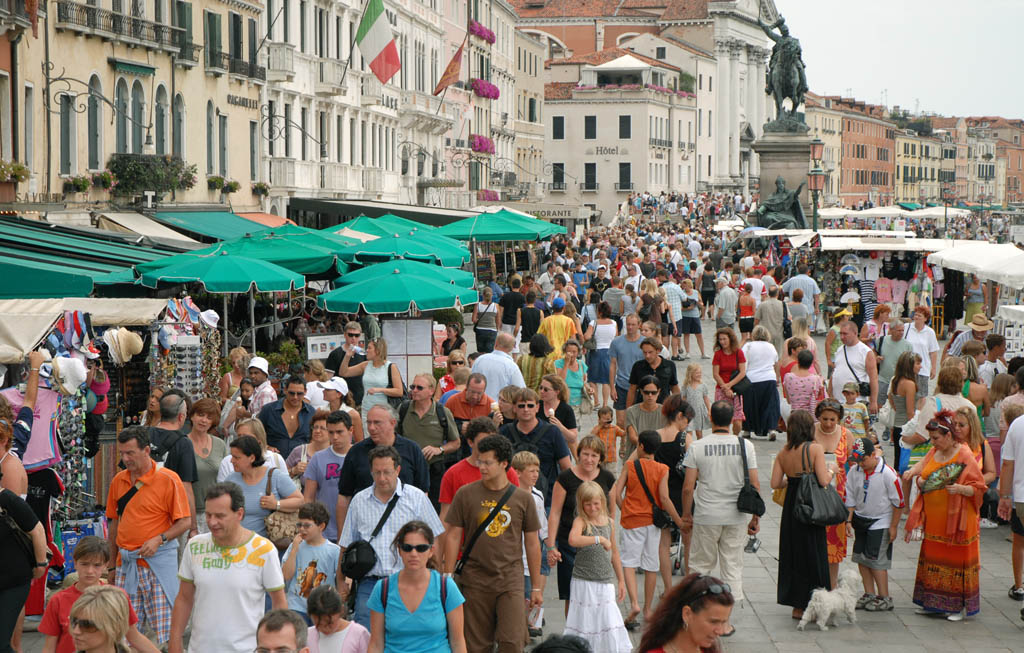
Touristenmassen an der Riva degli Schiavoni

Bei weitem dominierend ist der Tourismus für eine der meistbesuchten Städte Europas, in der im Jahresschnitt jeder dritte Mensch, der sich dort aufhält, ein Tourist ist. Venedig zog 2011 etwa 30 Millionen Besucher an, dreimal so viel wie Rom; 2007 waren es erst 21 Millionen. Dabei sind die früheren Übernachtungszahlen von 11 Millionen offenbar wegen der stark angestiegenen Preise seit Jahren rückläufig. 2010 zählte man mehr als 8,5 Millionen Übernachtungen gegenüber mehr als 8,8 Millionen Übernachtungen im Jahr 2007. Allerdings ist die Zahl der Übernachtungsgäste von 2007 bis 2011 leicht angestiegen – von 3,6 Millionen im Jahr 2007 auf 3,7 Millionen im Jahr 2010 –, die durchschnittliche Aufenthaltsdauer nämlich 2,4 Tage 2007 ist allerdings auf 2,3 Tage im Jahr 2010 leicht zurückgegangen, was insgesamt zu einem Rückgang der Übernachtungszahlen führte. In Venedig übernachteten also mehr Besucher kürzer als früher. 2011 kamen allein zum Karneval über eine Million Besucher, die der Stadt insgesamt 40 Millionen Euro einbrachten.
Während der historische venezianische Karneval im Jahr 1797 abrupt endete, wurde in den 1980er-Jahren diese untergegangene Tradition für den Tourismus neu belebt und damit die traditionell schwache Februarauslastung in eine zusätzliche für die Auslastung wichtige Hochsaison verwandelt. Der Karneval dümpelte sowohl unter den Österreichern als nach dem Anschluss an Italien 1866 fort. 1914 warnte der Patriarch Aristide Cavallari rechtzeitig zum Karneval vor der Sündhaftigkeit des Tangos. 1924 verbot die faschistische Stadtregierung das Tragen von Masken während des Karnevals, um ihn 1933 endgültig zu untersagen. Derartige Versuche scheiterten jedoch regelmäßig, nur sah man 1979 die Gelegenheit, den Karneval vorrangig unter dem Aspekt der Tourismusförderung auszuweiten.
Der Touristenstrom führte 1999 zu einer ungewöhnlichen Aktion der Stadtverwaltung: Man warnte in Plakaten vor Venedig. Diese Aktion richtete sich gegen Tagestouristen, die der Stadt außer Belastung wenig einbringen. Diese Plakataktion von Oliviero Toscani warnte mit drastischen Fotos von Ratten, verschmutzten Kanälen und verfallenden Palästen vor den hässlichen Seiten Venedigs, um diejenigen Besucher abzuschrecken, die eine Postkartenidylle erwarteten. 2015 erwog Bürgermeister Brugnaro eine Zugangsbeschränkung für den Markusplatz und auch Sonderzugang der Einheimischen zu den verstopften Vaporetti. Denn während sich der Massentourismus und da vor allem der Tages- und Kreuzfahrttourismus immer weiter verstärkt, sinkt die Einwohnerzahl der Lagunenstadt kontinuierlich (2015: 56.300 Einwohner), nimmt der Zweitwohnungsbesitz stark zu, bricht die Nahversorgung zusammen und meldet der Qualitätstourismus Leerstände. 2012 wurde diese Problematik in dem Film Das Venedig Prinzip von Andreas Pichler thematisiert. Man spricht von Overtourism, unter dem Motto #EnjoyRespectVenezia fordert man Touristen auf, nicht auf dem Boden zu sitzen, und vieles andere und listet Strafen bis zu 500 Euro auf.
Anfang 2019 stellte die von Bürgermeister Brugnaro angeführte Stadtverwaltung ein Konzept vor, mit dem auch die Tagestouristen einen Beitrag für die von ihnen verursachten Kosten, wie beispielsweise für die städtische Müllentsorgung, die jährlich mit 30 Millionen Euro auf den Bürgern der Stadt lastet, leisten sollen. Dieses Konzept sah die schrittweise Einführung eines Eintrittsgeldes für Tagestouristen ab Mai 2019 vor, wurde aber wegen Problemen mit der Einrichtung der Verkaufsstellen auf Juli 2020 verschoben. Geplant ist ein je nach Andrang gestaffeltes Eintrittsgeld, das von 3 bis zu 10 Euro in Spitzenzeiten reicht. Die ursprünglich für 2022 geplante Einführung wurde mittlerweile auf 2025 verschoben. Nach den Plänen der Kommunalverwaltung soll der Einführung eine Testphase vorausgehen, in der an 30 besonders kritischen Tagen im Frühjahr und Sommer 2024 der Zugang von Tagestouristen in die Stadt durch den Voraberwerb eines Eintrittstickets beschränkt werden soll.[veraltet] Bei der abschließenden Gemeinderatssitzung im September 2023 fand der umstrittene Beschluss für die Einführung einer Testphase die nötige Mehrheit. Die Opposition kritisierte, dass mit der Regelung vor allem Kasse gemacht werden soll. Am 25. April 2024 wurde das von der Stadtverwaltung als „Eintrittsbeitrag“ bezeichnete Eintrittsgeld von 5 Euro pro Person erstmals erhoben. Von den etwa 100.000 Besuchern am italienischen Nationalfeiertag, dem Tag der Befreiung Italiens, lösten nur 10.000 Personen das Ticket. Alle anderen gehörten Personengruppen an, die vom Eintrittsgeld freigestellt waren. Begleitet war die Einführung von Protesten mehrerer hundert Einwohner, die gegen das Ausufern von privaten Zimmervermietungen für Touristen und für mehr bezahlbaren Wohnraum für Ansässige demonstrierten.
Die Zahl der für den Tourismus vorgehaltenen Betten belief sich 1987 auf 13.000, 2007 bereits auf 24.000 und 2017 gar auf 44.000. Damit stieg ihr Anteil an den Übernachtungen auf 58 %.

## Verkehr

Das Autobahnsystem um Venedig

Während der Verkehr auf dem festländischen Teil der Stadt dem einer mittelgroßen Stadt entspricht, ist er im Lagunenteil völlig anders organisiert. Hier herrschen Wasser- und Fußverkehr vor.

### Handkarren

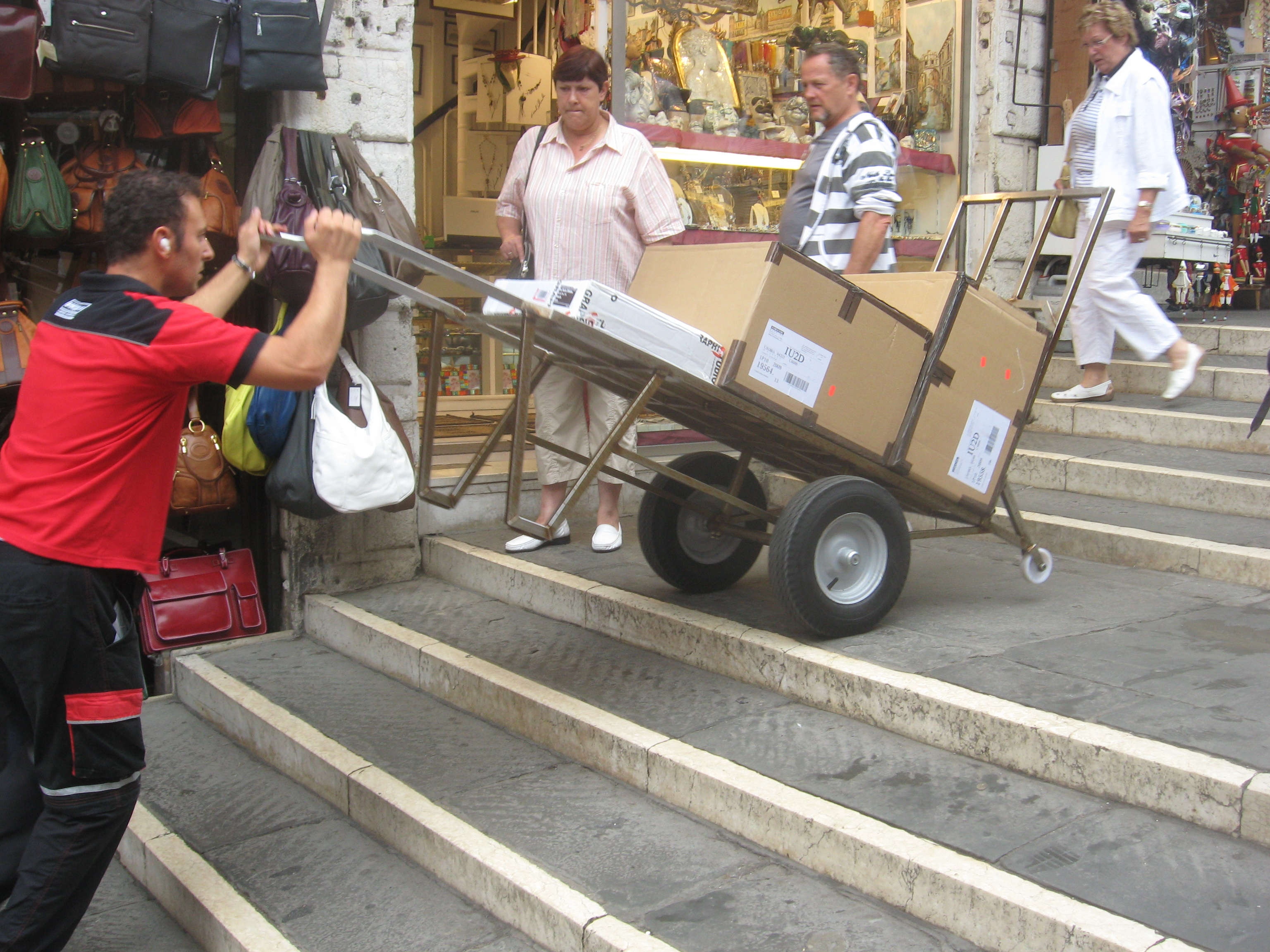
Handkarren auf der Rialtobrücke

Im innerstädtischen Bereich wird der Lastentransport zu Land mittels Handkarren (carrelli) durchgeführt.
Diese haben aufgrund der vielen Brücken eine besondere Form. Die Last ruht vorwiegend auf der Hauptachse, die vorderen Stützräder dienen dazu, den Karren über die Tiefe der nächsthöheren Stufen so lange vorwärts zu schieben, bis die Räder der Hauptachse auf den vorhergehenden, niedrigeren Stufen aufgesetzt werden können.

### Wasserverkehr

#### Gondeln

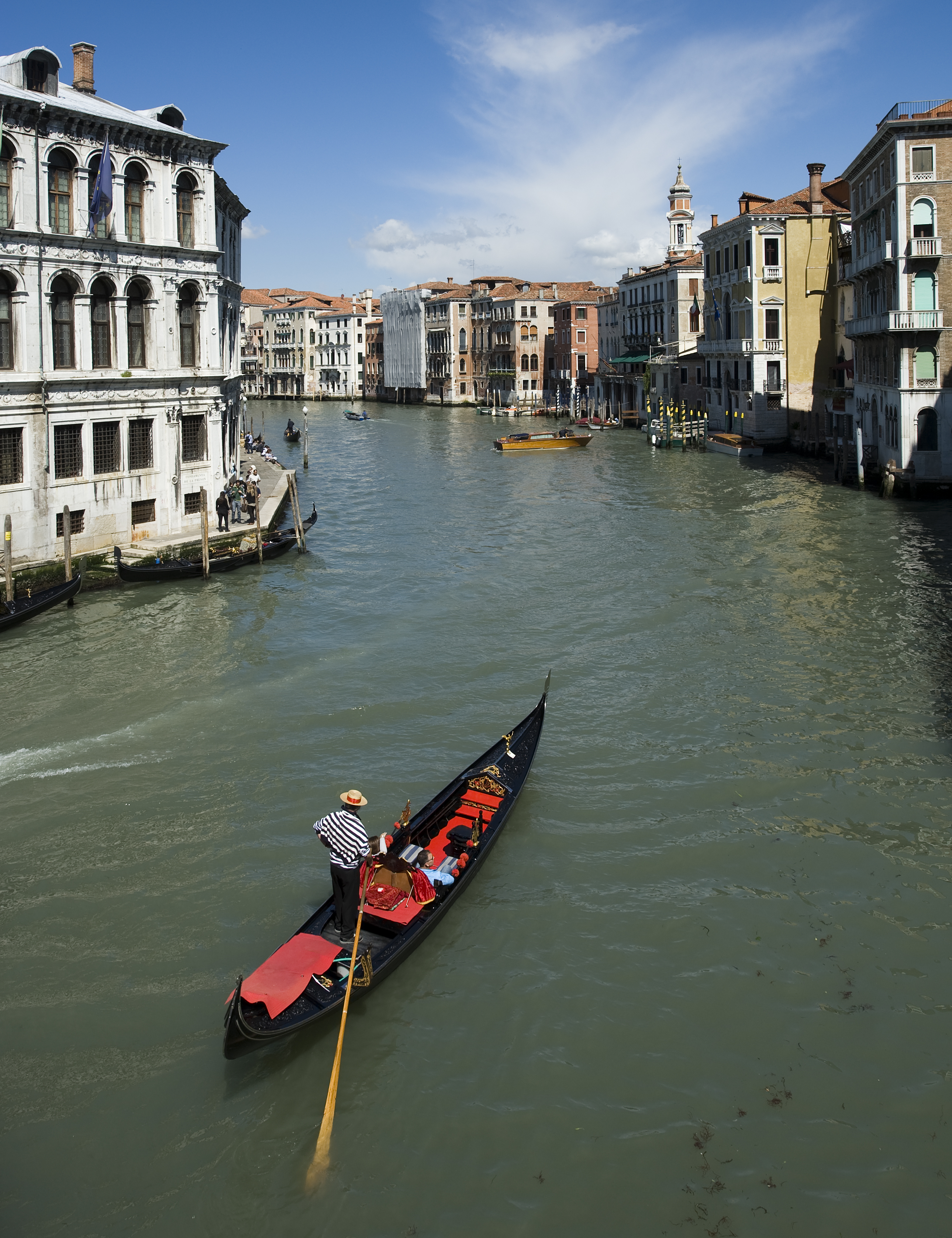
Gondola

Das bekannteste Verkehrsmittel Venedigs ist die Gondel, die allerdings überwiegend dem Tourismus dient. Die Traghetti (Gondelfähren) bilden eine Ausnahme. Sie überqueren an acht Stellen den Canal Grande und bringen ihre Fahrgäste, meist stehend, von der einen Uferseite auf die andere. Dieser Pendeldienst gehört zu den Verpflichtungen jedes Gondoliere und wird reihum wahrgenommen. Er stammt aus den Zeiten, als nur die Rialtobrücke den Kanal überquerte. Um die verschwenderische Pracht beim Bau der Gondeln einzuschränken, veranlasste der Senat, bzw. eine Einrichtung zur Bekämpfung der Verschwendung (Provveditori sopra le pompe) 1562, dass Gondeln einheitlich schwarz sein mussten. Ihre Länge wurde auf knapp 11 m begrenzt, ihre Breite auf 1,75 m, ihr Gewicht auf 700 kg. Im Jahr 2012 etwa hatten Gondeln eine Breite von 1,4 m und wogen ein wenig mehr als die Hälfte. Zu dieser Zeit sollen 10.000 Gondeln existiert haben, inzwischen sind es vielleicht wieder 3000, auch wenn kaum mehr als 400 Lizenzen vergeben wurden. Der vorherrschende Gondeltyp wurde vom Bootsbauer Domenico Tramontin entwickelt, sein ältestes, noch erhaltenes Boot stammt von 1890. Es bestehen mindestens drei Werften, die auch Gondeln bauen.
Der Familie der Gondeln gehören die Barchéta da traghetto, Disdotona (von 12 Ruderern getrieben), Gondolin (eine kleine Gondel), Gondolon (eine große), Balotina und Mussin (mit nach vorn geneigtem Bug, sonst dem Gondolin ähnlich) an. Sie alle verbindet eine asymmetrische Bauweise. Die Boote neigen leicht nach rechts, um den Druck des rechts geführten Ruders mit Steuerung nach links und das Gewicht des links stehenden Gondoliere auszugleichen. Der Gondolino da regata wird nur während der Regata storica gefahren, einer Regatta durch den Canal Grande. Daneben gibt es noch eine große Zahl von traditionellen Wasserfahrzeugen.

#### Motorboote
Es gibt in Venedig mehrere hundert private Motorboote, die allerdings mit ihrem Wellenschlag die Substanz der Häuser gefährden. Hinzu kommen rund 200 Wassertaxis und weitere Hotelboote. Im August 1995 blockierten die Gondelfahrer den Canal Grande, um gegen den hohen Wellenschlag der Motorboote zu protestieren. Die Schrauben der Schiffsmotoren reichern das Wasser zudem mit Sauerstoff an und tragen so zur Bildung von Fäulnisbakterien bei, die die Holzfundamente zersetzen. Im November 2001 wurde von der italienischen Regierung der Notstand für Venedig ausgerufen. Zu den privaten Booten kommen öffentliche, wie die von Polizei und Feuerwehr, aber auch die städtische Müllabfuhr.
Polizei (Polizia), Feuerwehr (Vigili del Fuoco) und verschiedene Krankenhäuser und ihre Ambulanzen unterhalten eigene Bootsflotten, ähnlich wie die Müllabfuhr und die Post. Bei der Polizei sind wiederum die Staatspolizei (Polizia di Stato), die Carabinieri und die Guardia di Finanza zu unterscheiden. Hinzu kommen die Küstenwache (Guardia Costiera), die Polizia locale, provinciale und lagunare.

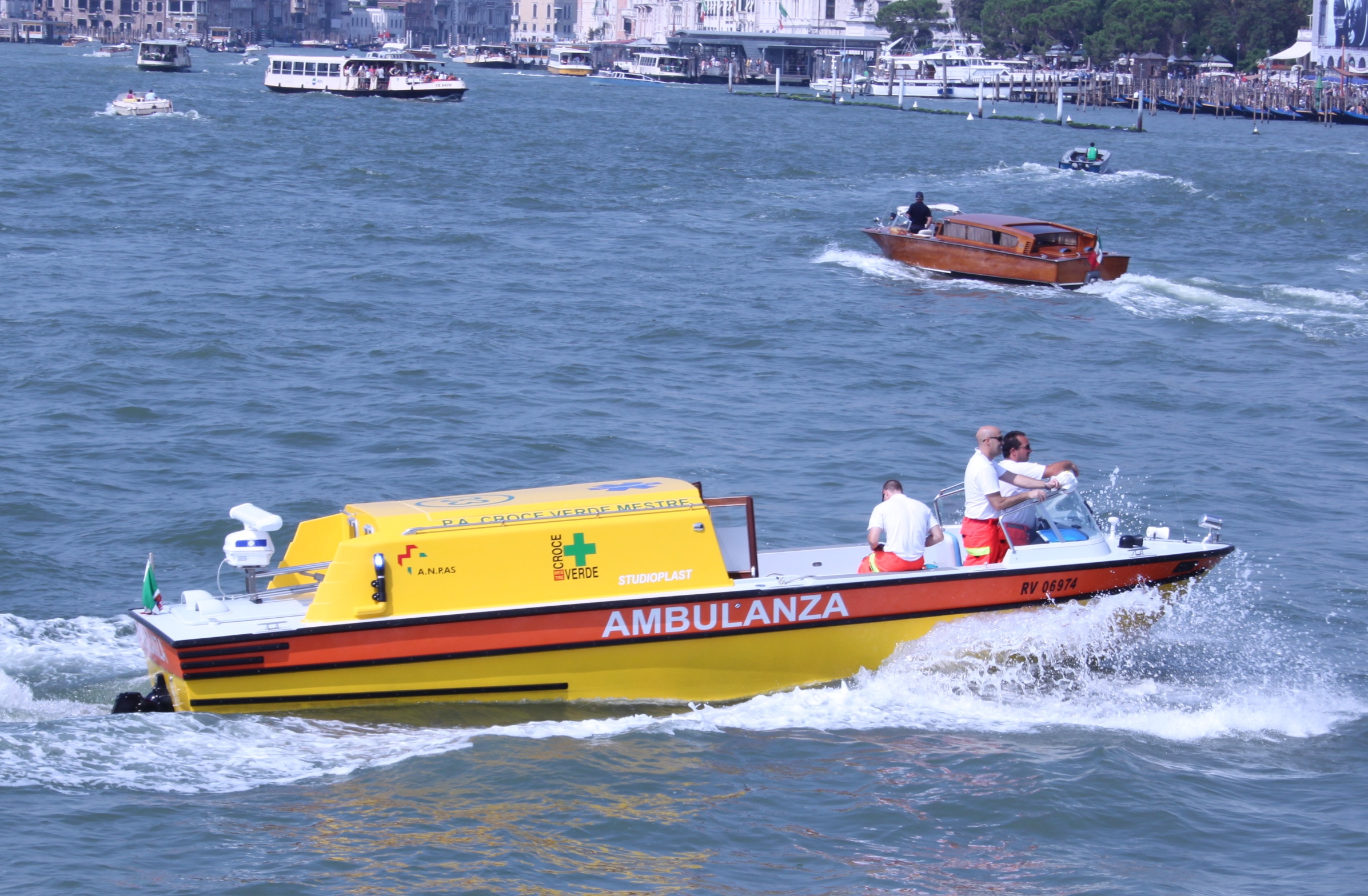
Ambulanz
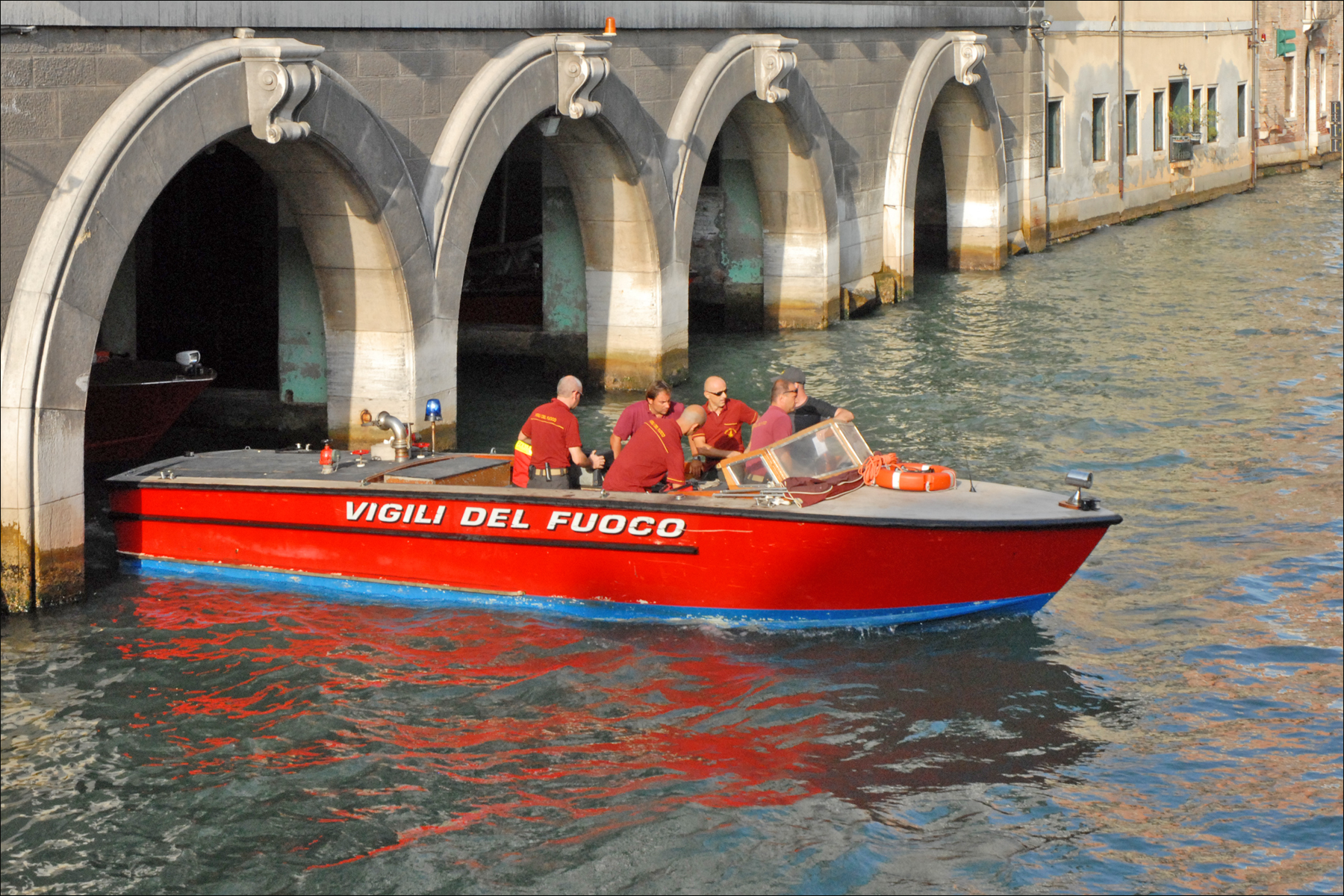
Feuerwehr
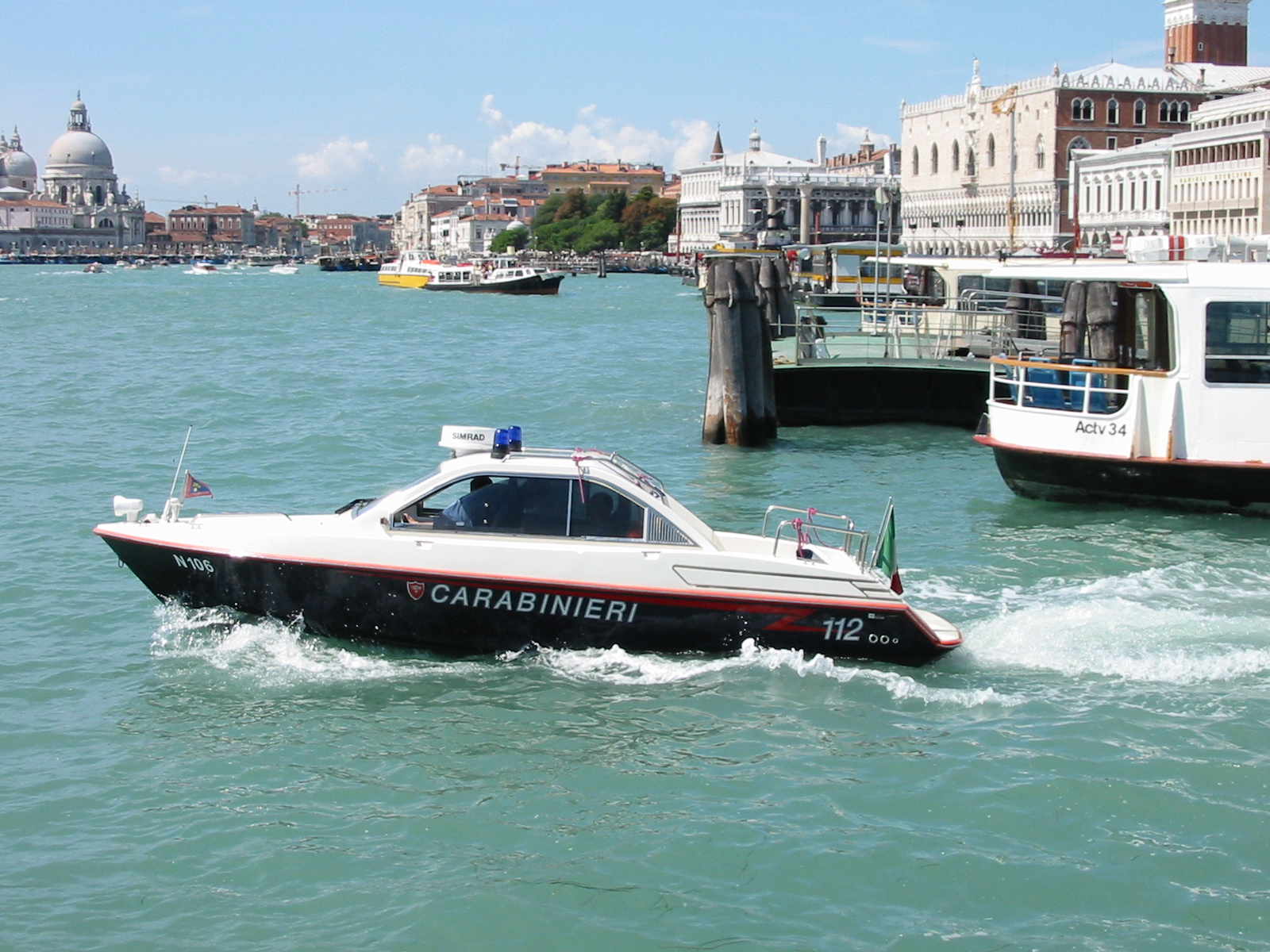
Polizeiboot der Carabinieri

#### Vaporetti

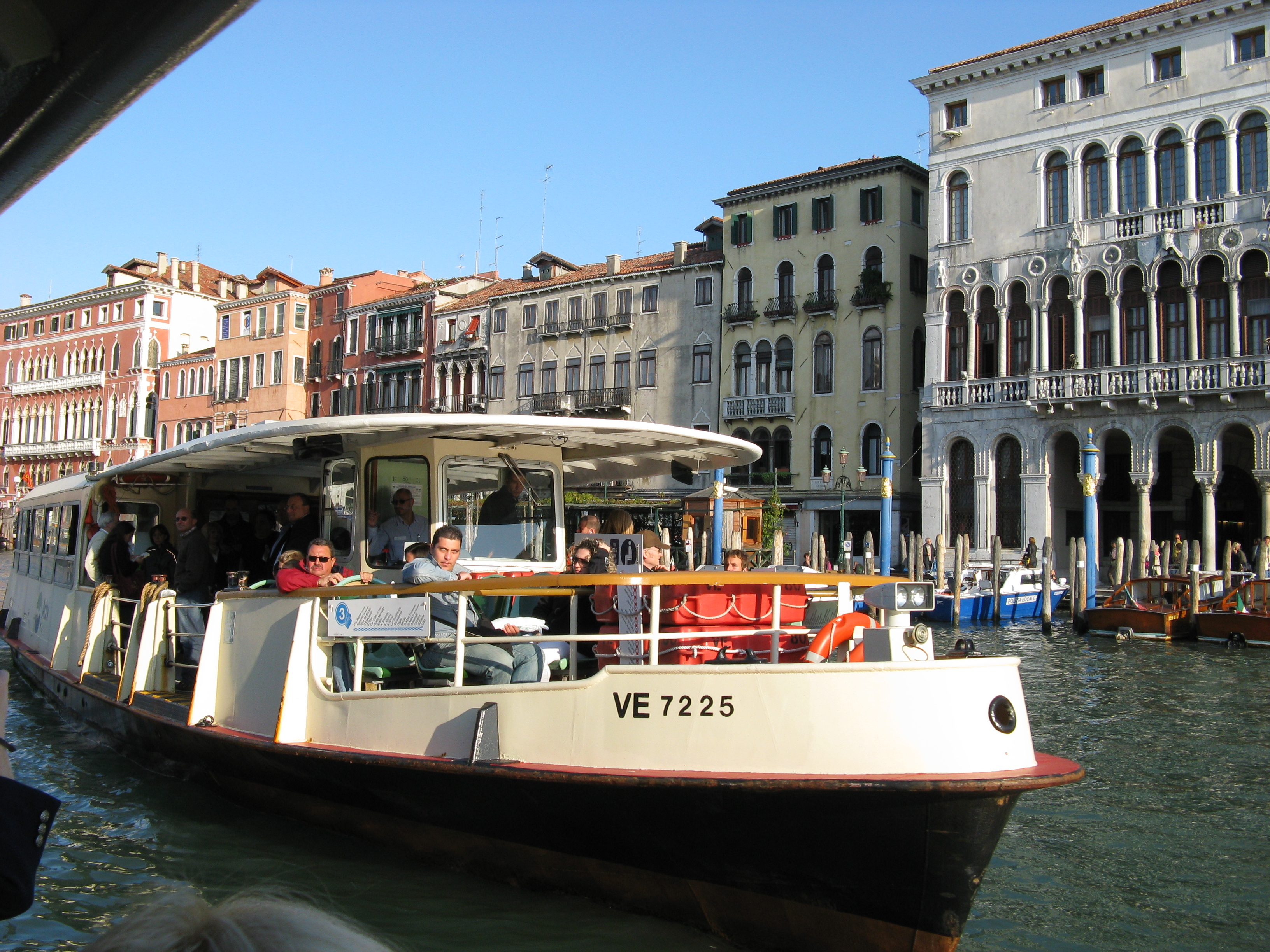
Vaporetto beim Anlegen an ein Haltestellen-Ponton

Wasserbusse (vaporetti) wurden ab 1881 gegen den Widerstand der Gondolieri eingeführt, die den Canal Grande mit einer Kette blockierten, und die nochmals 1887 protestierten. Für ihren Betrieb ist die städtische Verkehrsgesellschaft ACTV (Azienda Consorzio Trasporti Veneziano) verantwortlich. Diese Schiffe haben einen sehr flachen Rumpf, was ihren Tiefgang mindert. So sollten die Hausfassaden geschont werden, gegen die die Wellen mit enormen Kräften schwappen. Dies ist einer der Gründe, warum in Venedig strenge Höchstgeschwindigkeiten gelten. Die Vaporetti fahren in einem dichten Liniennetz auch die Nachbarinseln und das Festland an.

### Straßenbahn

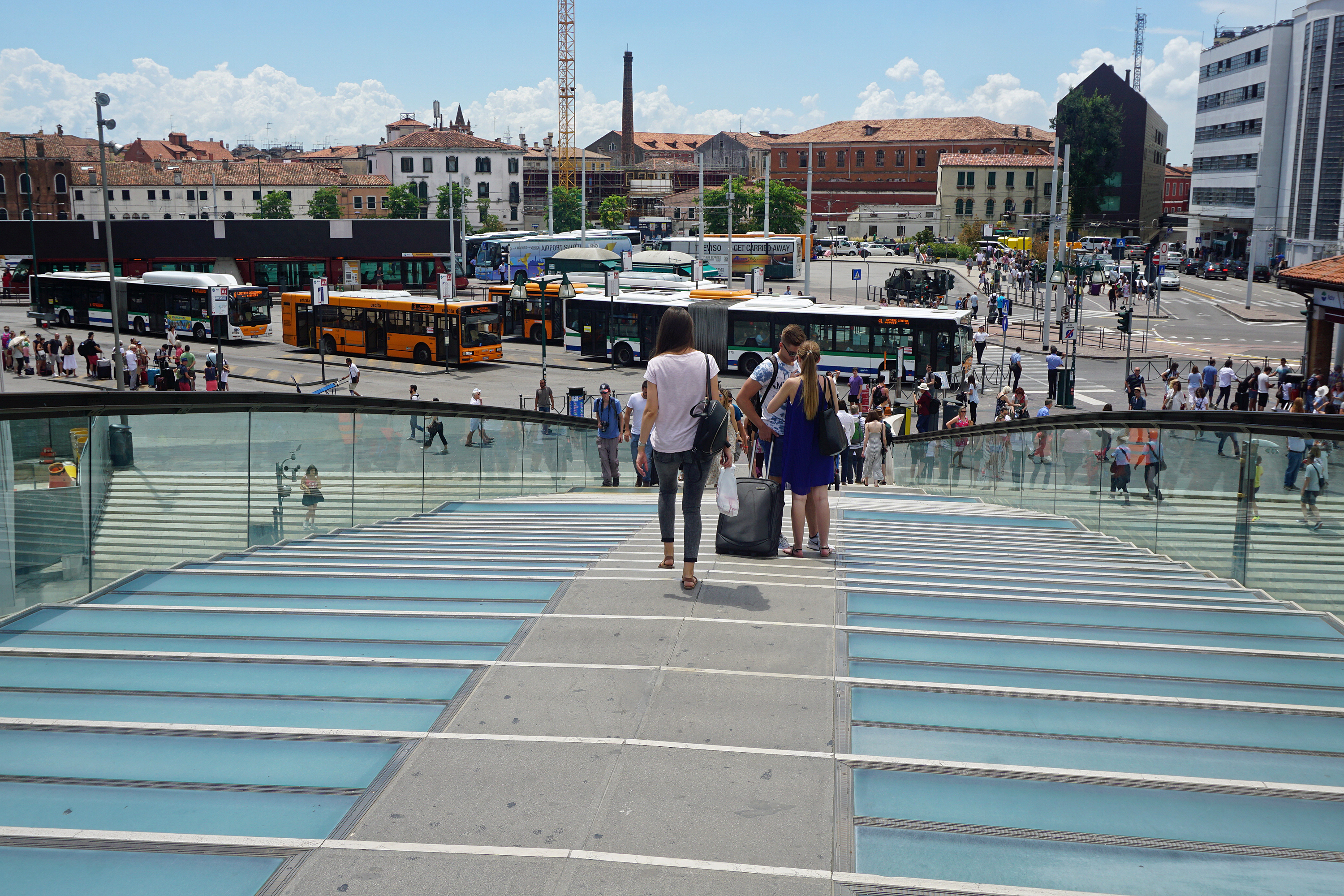
An der Piazzale Roma befindet sich das letzte Parkhaus für Autos und die Endstation für den Busverkehr aus und nach Mestre

Seit 2010 verkehrt eine neue Straßenbahn zwischen den Endpunkten in Mestre sowie der Piazzale Roma in der historischen Altstadt (T1). Eine Besonderheit besteht darin, dass diese Straßenbahn nach dem System Translohr ohne herkömmliche Schienen verkehrt; dafür wird in der Fahrzeugmittellinie eine, in den Boden vertieft, eingelassene Schiene zur Spurführung genutzt. Siehe dazu Straßenbahn Venedig.

### Eisenbahn

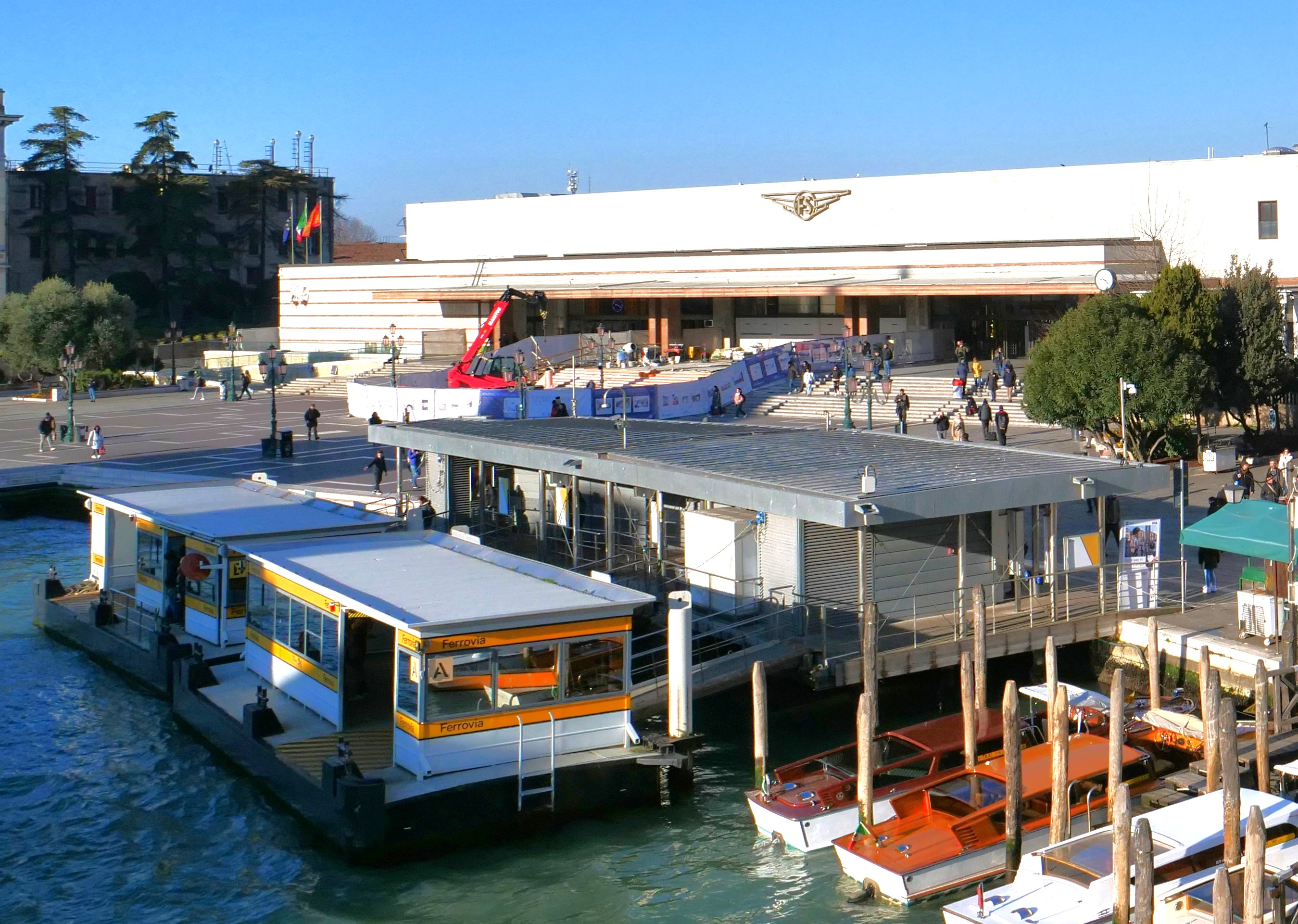
Bahnhof Venedig und vorgelagerter Vaporetto-Anleger

In Venedig gibt es zwei wichtige Bahnhöfe, nämlich Venezia Santa Lucia als Kopfbahnhof im historischen Zentrum und den Knotenbahnhof Venezia Mestre im gleichnamigen Festlandsstadtteil. Ihm schließt sich westlich ein stillgelegter, aber noch für den örtlichen Güterverkehr benutzter Rangierbahnhof an. In Santa Lucia kommen täglich etwa 82.000 Reisende an, wobei rund 450 Züge verkehren, insgesamt reisen hier 30 Millionen Fahrgäste pro Jahr. Den Bau regte 1924 der Architekt Angiolo Mazzoni an. Zehn Jahre später wurde ein Wettbewerb ausgeschrieben, den Virgilio Vallot gewann. 1936 einigte man sich, dass Mazzoni – Vallot den Bau ausführen sollten, dessen Fertigstellung 1943 unterbrochen wurde. Nach dem Krieg führte ihn Paolo Perilli zu Ende.
Der Bahnhof von Mestre, der 1842 eröffnet wurde, weist geringfügig höhere Passagierzahlen auf. Hier verkehren täglich rund 500 Züge.
Unter Bürgermeister Paolo Costa (2000–2005) wurde die Schaffung einer U-Bahn-Strecke mit direktem Ausstieg auf dem Markusplatz und Murano forciert. Costas Vorgänger und Nachfolger im Amt, der Philosoph Massimo Cacciari, wie auch dessen weitere Nachfolger maßen dem Projekt hingegen keine Priorität bei, weitere Planungen dazu sind nicht bekannt geworden.
Zwischen der Insel Tronchetto und der Piazzale Roma verkehrt eine von der Firma Doppelmayr errichtete Standseilbahn, der People Mover. Neben den beiden Kopfhaltestellen bedient die auf durchschnittlich sieben Meter hohen Stelzen errichtete Linie über den Haltepunkt Marittima auch den Fährhafen. Die 822 Meter lange Strecke wird in drei Minuten bewältigt.

### Flughäfen
Venedig verfügt über drei Flughäfen: den Flughafen Venedig-Marco Polo, den von einigen Billigfluggesellschaften angeflogenen Flughafen Treviso sowie über einen kleinen Landeplatz für Privatflugzeuge auf dem Lido. Im Jahr 2006 wurden auf Marco Polo 7,7 Millionen Passagiere abgefertigt, in den ersten neun Monaten des Jahres 2008 waren es bereits 6.786.000. Damit ist der Flughafen nach Rom und den beiden bei Mailand der viertgrößte in Italien. Allerdings war das Passagieraufkommen 2008 leicht rückläufig, der Flughafen Treviso legte jedoch um 10 % zu. Zusammen bilden die Flughäfen den drittgrößten Komplex Italiens.

### Fähr- und Kreuzfahrthafen

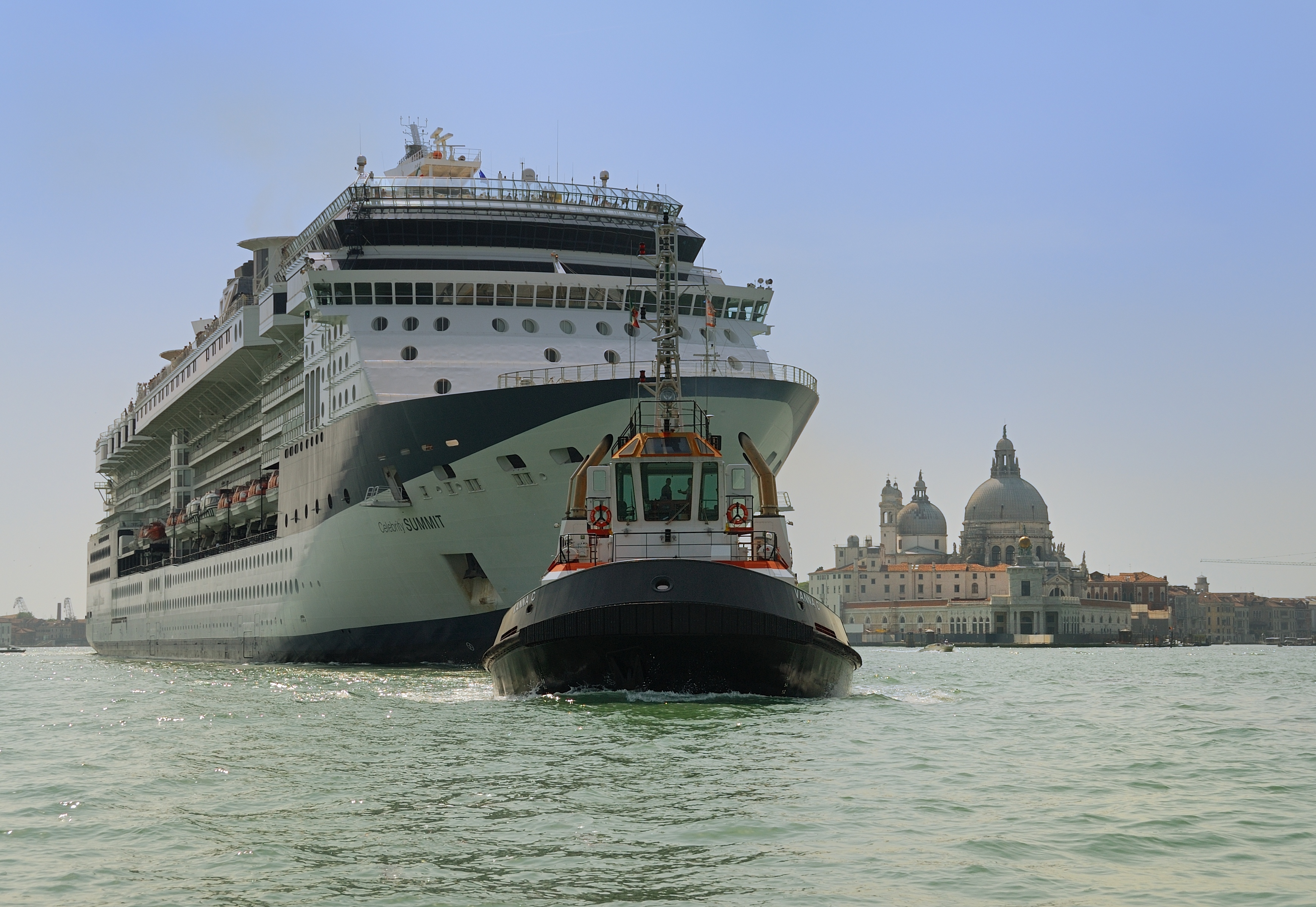
Kreuzfahrtschiff am Haken eines Schleppschiffes beim Verlassen Venedigs. Im Hintergrund die Basilika Santa Maria della Salute.

Venedig ist Ausgangspunkt für RoRo-Fähren nach Griechenland und Ziel zahlreicher Kreuzfahrtschiffe.
Diese Schiffe benutzten gewöhnlich den Giudecca-Kanal mit der touristisch interessanten Fahrt vorbei am Markusplatz und legten am Hafen im Westen der Altstadt nahe dem Bahnhof an. Diese Route ist seit Anfang 2014 verboten, weil die ständig größer werdenden Schiffe mit ihrem Wellenschlag besonders die Gebäude gefährden. Stattdessen wurde ein neuer Fährterminal in Fusina am Festland mit vier Liegeplätzen mit Mitteln der EU gebaut. Ab November 2014 sollten Kreuzfahrtschiffe über 40.000 t aus der Lagune komplett verbannt werden.
Das Verwaltungsgericht von Venedig hat den Beschluss jedoch im März 2014 für rechtswidrig erklärt, da keine Alternativrouten zur Verfügung stünden. Am 13. Juli 2021 beschloss die italienische Regierung, ab 1. August 2021 die Einfahrt von Kreuzfahrtschiffen über 25.000 BRT oder einer Länge über 180 m und einer Höhe über 35 m in die Lagune zu verbieten.
Die Fährverbindungen benutzen seit Juni 2014 das neue Fusina-Fährterminal.

## Umwelt, Lagune, Gartenanlagen
Unter den speziellen Gegebenheiten Venedigs beziehen sich Umweltfragen eher auf die Lagune. Das dringendste Problem sind die immer häufiger auftretenden Überschwemmungen der Stadt, aber auch die Zerstörung der Lagune an sich, die damit untrennbar zusammenhängt. Auch die Stadtgebiete auf dem Festland sind sehr dicht bebaut, jedoch existieren Parkanlagen wie etwa der Parco Alfredo Albanese oder der Parco di San Giuliano in Mestre, die 33 bzw. 74 ha groß sind. Hinzu kommt der Querini-Wald mit rund 200 ha. Die Republik Venedig hatte solche Wälder gezielt geschützt, um sich hohe Bäume und Holzvorräte zu sichern. Sie fielen allerdings nach 1797 Industrialisierung und Landwirtschaft zum Opfer. In Venedigs Altstadt gibt es zahlreiche private, in der Mehrheit von Mauern umgebene Gärten, die für die Öffentlichkeit meist nicht zugänglich sind. Diese ist auf die Giardini Papadopoli, das Biennale-Gelände und die Giardini Reali angewiesen, den Garten, den Napoleon um 1810 zwischen den Neuen Prokuratien und dem Becken von San Marco anlegen ließ.

### Hochwasser

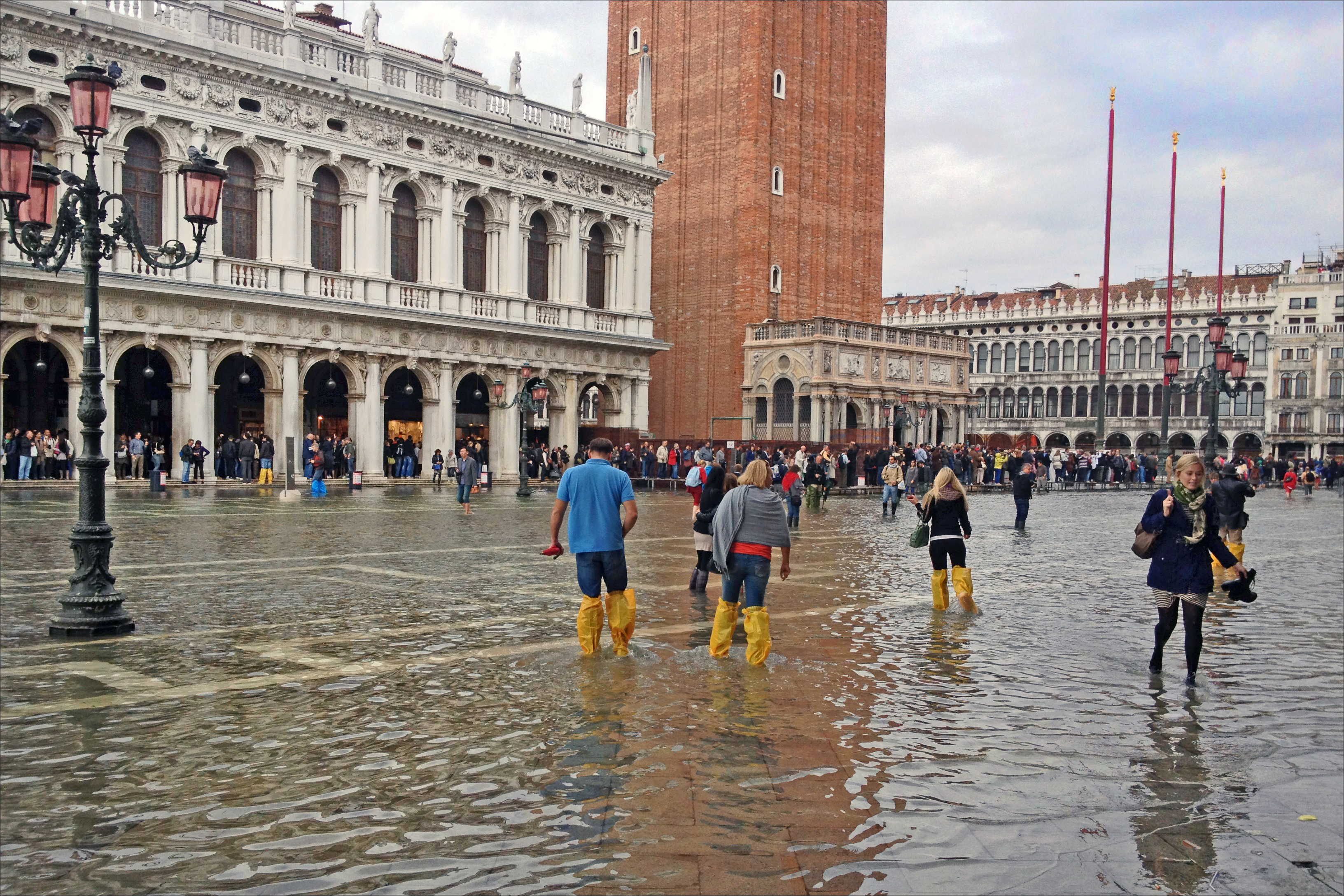
Überschwemmung auf dem Markusplatz

Die Stadt ist seit jeher von Hochwasser (acqua alta) betroffen, doch nimmt dessen Häufigkeit rapide zu. Am 4. November 1966 ereignete sich die bisher höchste aufgezeichnete Flut, eine Sturmflut mit einer Höhe von 194 cm über dem Normalpegel. Am 1. Dezember 2008 erreichte ein Hochwasser 156 cm. Am 12. November 2019 stieg der Pegel auf 187 cm über dem Meeresspiegel. Windböen setzten einige Vaporetti und andere Boote an Land. „Der Markusdom wurde in seiner Geschichte seit dem 9. Jahrhundert nur fünfmal ähnlich heftig überschwemmt.“
Der Meeresspiegel in der Lagune lag 2012 23 cm höher als um 1900, teilweise wegen der damaligen Absenkung des Landes durch inzwischen gestoppte Wasserentnahme und zum Teil durch den allgemeinen Anstieg des Meeresspiegels.
Ab Ende 2004 wurde am MO.S.E-Projekt (modulo sperimentale elettromeccanico) gebaut. Es besteht aus 78 Schleusentoren auf dem Meeresgrund, die durch Druckluft aufgerichtet werden können. Anfang Oktober 2020 wurde das System erstmals bei einem Hochwasser mit einer prognostizierten Höhe von 130 cm zum Schutz Venedigs eingesetzt.
Kritiker führen gegen das Projekt an, dass der Meeresspiegel durch die Globale Erwärmung noch weiter steigen und die Ökologie in der Lagunenstadt durch die immer häufiger geschlossenen Schleusen beeinträchtigt werde. In der Tat sind die zur Befriedigung der Bedürfnisse der Erdölindustrie (Hafen Porto Marghera, neue Kanäle) und des Fremdenverkehrs (Kreuzfahrtschiffe) immer weiter verbreiterten Durchfahrten durch die Lidi ein Hauptproblem.
Silvia Enzi und Dario Camuffo erarbeiteten 1995 die umfassendste Liste von Hochwassern aus der Zeit vor den regelmäßigen Messungen. Mehr als hundert Ereignisse ließen sich für die Zeit zwischen 787 und 1867 belegen. Camuffo und Sturaro stellten 2004 die zeitliche Dichte der Hochwasserereignisse zusammen. Sie kamen zum Ergebnis, dass zwischen 1200 und 1740 die Häufigkeit bei unter 0,1 pro Jahr lag. Während einer Periode während des Spörerminimums, nämlich in den Jahren 1500 bis 1540 stieg sie allerdings auf 0,63 an. Während der Wert zwischen 1830 und 1930 noch bei 0,19 lag, stieg er auf 1,97 pro Jahr in der Zeit von 1965 bis 2000. Die Zahl der Fluten mit über 120 cm stieg von 0,16 Mitte des 20. Jahrhunderts auf 4 im Jahrzehnt 2010–2019; bei 110 cm stiegen die entsprechenden Werte von 0,42 auf 9,5 an.

### Wasserversorgung

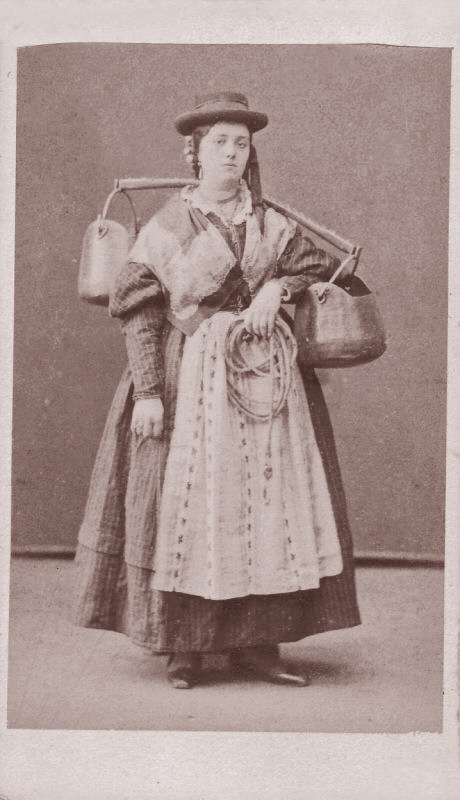
Wasserträgerin, Fotografie von Carlo Naya

Regenwasser wurde früher in Zisternen und Brunnen gesammelt, den Pozzi; allein 1322 ordnete der Senat den Bau von 50 solcher Zisternen an. 1858 gab es weit über 6000 Pozzi, doch war nur ein Bruchteil davon öffentlich zugänglich.
Zudem wurde aus Flüssen Wasser in Fässern herbeigeschafft, wie aus dem Brenta. Der Transport des Wassers oblag der Zunft der Acquaroli, die mit ihren Holzbooten, den burchi, das Trinkwasser in die Stadt brachten, wenn nicht genügend davon vorhanden war.

Brunnen auf dem Campo Bandiera e Moro o della Bragora in Castello

Die Republik veranlasste des Öfteren die Bohrung von artesischen Brunnen. 1848 entschloss sich die mit der Wassersuche betraute Gesellschaft auf der Riva Ca’ di Dio zu einer Bohrung. Als man nach 145 m auf eine Süßwasser führende Bodenschicht stieß, war man derart euphorisch, dass man die Bohrung fortsetzte. Damit beschädigte man jedoch die abdichtende Stausohle des gefundenen Süßwassers und machte es unbrauchbar.
Auf Vorschlag des Londoner Unternehmens Ritterbant & Dalgairns, eine Wasserleitung von der Seriola in die Stadt hinein zu verlegen (1875), verlängerte man den Fluss von Moranzani bis zum Brenta bei Strà, damit er auch das Wasser dieses Flusses führte. 1885 wurde die Wasserleitung in Betrieb genommen. Ritterbant & Dalgairns erstellte darauf einen weiteren Plan und man schloss 1889 einen Vertrag, der 1891 durch die Inbetriebnahme einer neuen, sublagunaren Leitung erfüllt wurde. 1897 wurde Murano, 1900 die Giudecca, der Lido und andere kleine Inseln an die Wasserleitung angeschlossen. Am 18. Juli 1911 riss jedoch ein Schiff das Hauptrohr der Wasserleitung auf und binnen kürzester Zeit war das gesamte Trinkwasser durch das eingedrungene Brackwasser unbrauchbar geworden. Aufwändige Reparatur- und Reinigungsarbeiten beseitigten den Schaden nur unzureichend, so dass 1912 mit den Arbeiten zum Bau einer neuen Wasserleitung begonnen wurde. Nach dem Kriegsende wurde sie fertiggestellt. Die Leitung verlief über eine Länge von mehr als 20 km von Sant'Ambrogio (Scorzè) bis nach S. Giuliano am Rand der Lagune. Eine doppelte Leitung, teilweise am Lagunengrund, führte Venedig aus den Sant'Ambrogio-Quellen ausreichend Trinkwasser zu.
Nach dem Zweiten Weltkrieg wurden, nicht zuletzt durch die Erfordernisse des zunehmenden Massentourismus, auf dem Festland laufend neue Quellen erschlossen und Wasserleitungen verlegt.

### Abwasserentsorgung
Traditionell erfolgt die Abwasserentsorgung durch sogenannte Gatoli. Ein Gatolo ist ein gemauerter Abwasserkanal zwischen den Häusern, der dafür sorgt, dass sich Feststoffe absetzen und flüssige Abwässer in den angrenzenden Kanal fließen können. Der Ausfluss liegt in der Regel 75 Zentimeter unterhalb des Niedrigwasserstandes bei Ebbe. Zur Wartung werden die Kanäle regelmäßig von Sedimenten und Feststoffen gereinigt. Bis in die 1960er Jahre funktionierte dieses System hinreichend gut. Der dann einsetzenden vermehrten Verwendung von Wasch- und Spülmaschinen und den damit einhergehenden Waschmitteln sowie zunehmendem Tourismus war das System bald nicht mehr gewachsen. Die Abwasserbelastung der Kanäle führte zu einer Überdüngung, Geruchsbelästigungen und Insektenplagen.
Seit Ende der 1980er Jahre wurden daher umfangreiche Sanierungsmaßnahmen der Gatoli durchgeführt, sowie wo möglich Klärgruben errichtet, die die Feststoffe aufnehmen konnten. Diese werden – wie auch andernorts üblich – regelmäßig von Spezialschiffen leergepumpt. Die Bevölkerung ist angehalten, umweltverträgliche Reinigungsmittel und Haushaltsprodukte zu verwenden, um die Belastung der Lagune gering zu halten.

### Muschelfischerei
Für Missstimmung zwischen Venedig und Chioggia sorgen die ‚Caparossolanti’, die Muschelmänner, wie sie im venezianischen Dialekt heißen. Ende der 1980er Jahre wurde von Züchtern die philippinische Venusmuschel (Tapes philippinarum), das ‚schwarze Gold der Lagune’, angesiedelt, die die heimischen Muscheln verdrängte. Sie gedeiht besonders in den von Industrieabwasser verschmutzten und aufgeheizten Gewässern. Die Caparossolanti fangen sie mit eisernen Fangkörben in Sperrgebieten und reißen dabei den Lagunenboden auf. Über 1000 dieser Muschelmänner fischten 2006 in den Gewässern zwischen Chioggia und Venedig und verdienten dabei wesentlich mehr als die traditionellen Fischer, deren Lebensgrundlage sie gefährden. In nur 15 Jahren ist durch die neue Muschelsorte die Wasserwelt der Lagune ins Wanken geraten. Bekämpft werden die Caparossolanti von der Finanzpolizei in ihren ‚gelbe Flammen’ genannten Booten. Bereits fünf Muschelmänner sind dabei ums Leben gekommen. Es gibt ein ausgeklügeltes Informationssystem der Fischer untereinander, das über Handys und Computer funktioniert und vor allem nachts eingesetzt wird.
Für die Einwohner von Chioggia hat die philippinische Venusmuschel die Wirtschaft der Stadt beflügelt; wobei im Grunde eine Form der Kriminalität durch eine neue (die Umweltkriminalität) ersetzt wurde.

## Kunst und Kultur

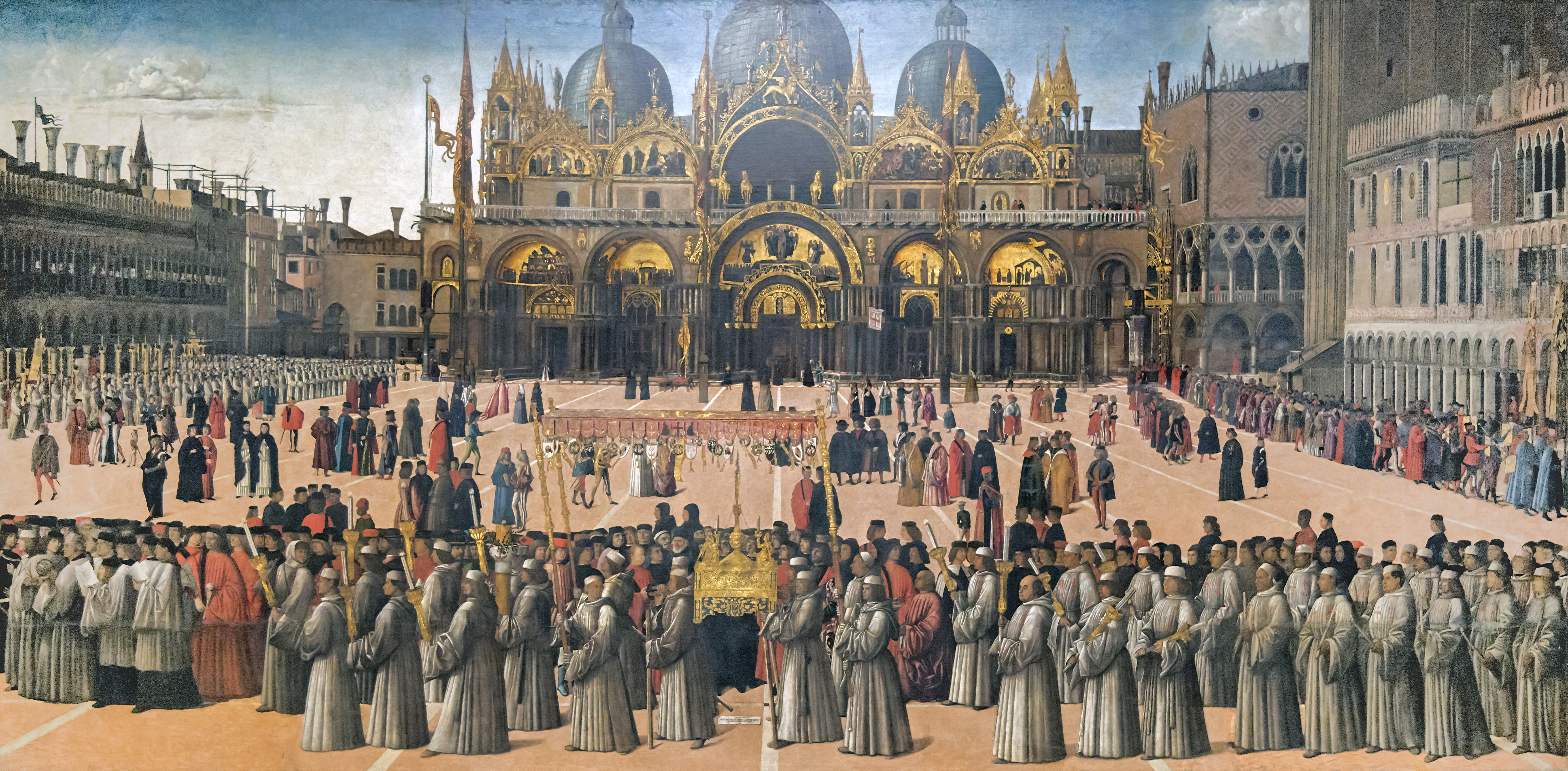
Gentile Bellini: Wunder der Kreuzprozession auf dem Markusplatz, 1496, Accademia (Venedig)

Im gesamten Mittelalter war Venedig stark von der byzantinischen Kultur beeinflusst und erhielt im Spätmittelalter, ähnlich wie Florenz, neuerlich Impulse aus dem Osten, die eine wichtige Voraussetzung für die Renaissance bildeten. Flüchtlinge aus Konstantinopel brachten antike Werke in den Westen, man durchsuchte Bibliotheken nach klassischen Schriften. Die eigenwillige Kunstentwicklung Venedigs reicht jedoch bis in die Frühgeschichte zurück und so unterscheidet sich der gotische Stil Venedigs sehr stark vom sonst gängigen Begriff der Gotik.
Kunsthistorisch ist Venedig zur Zeit der Renaissance und des Barock von höchster Bedeutung: Die venezianische Malerei bildete einen „Gegenpol“ zur Kunst von Florenz und Rom. Zu ihr gehörten viele bedeutende Künstler wie Carpaccio, Giorgione, Giovanni Bellini, Tizian, Veronese, Tintoretto, und später Sebastiano Ricci, Piazzetta, Giovanni Battista Tiepolo, Guardi und Canaletto.

### Architektur

#### Kirchen

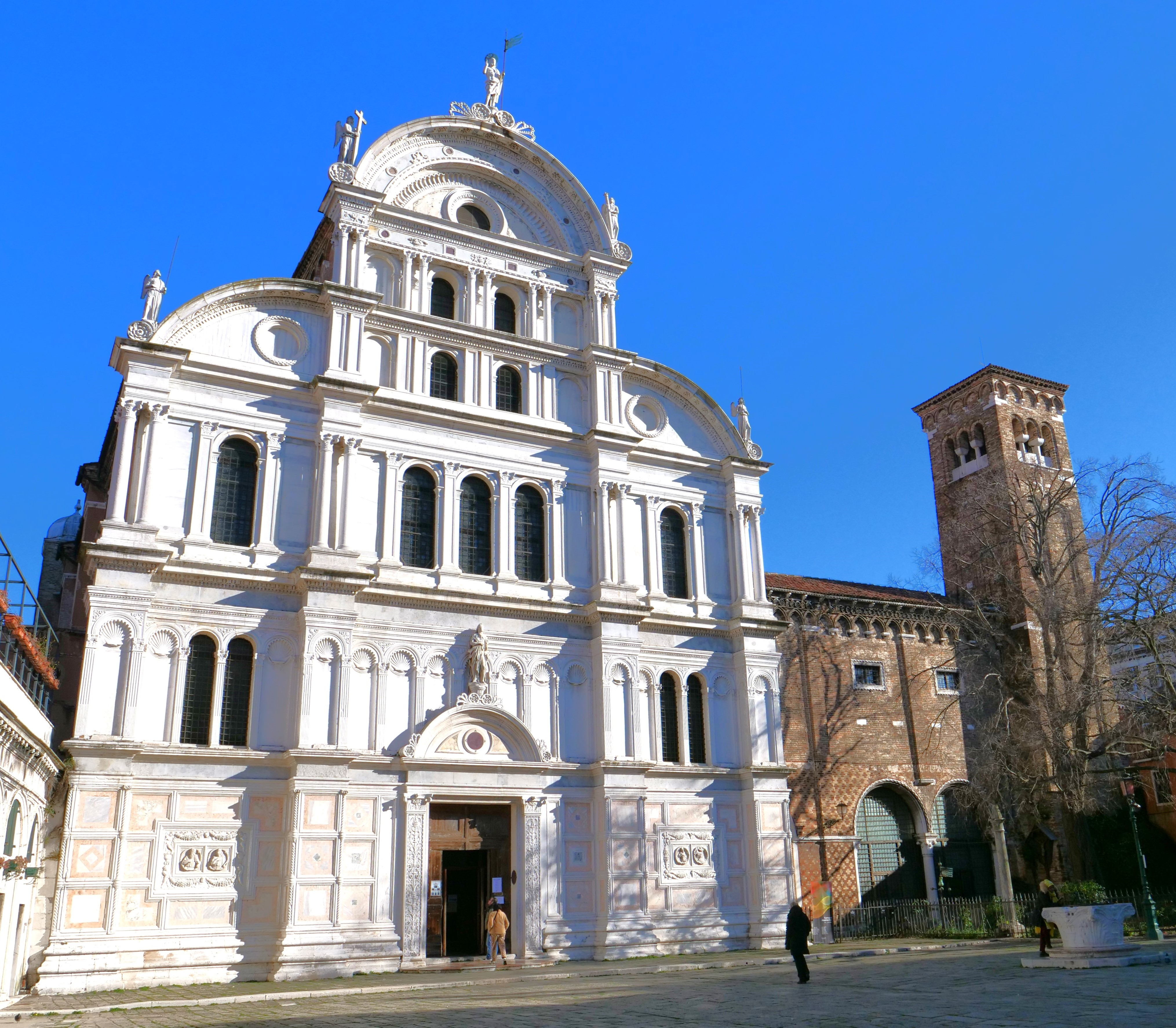
San Saccharia mit Campanile

Venedig ist reich an Kirchen (124) von der Romanik (Krypta von San Zaccaria) bis zum Barock, wobei der neben der Kirche stehende Glockenturm (Campanile) schon äußerlich besonders hervorsticht – er ist im gesamten ehemals venezianischen Gebiet bis nach Zypern anzutreffen. Die venezianische Sakralarchitektur verhält sich konservativ selbstbewusst zu römisch-europäischen Trends.
Symbol Venedigs als Stadt und vormals Republik ist der Markusdom, der ursprünglich im byzantinischen Stil erbaute Schrein für die Gebeine des Evangelisten Markus, zugleich Staats- und Palastkirche der Dogen. In den Jahren 976 bis 1094 entstand nach der Zerstörung des Vorgängerbaus eine Kreuzkuppelkirche nach dem Vorbild Konstantinopels. Noch früher entstand die Basilika auf Torcello, Santa Maria Assunta. Sie geht auf das 7. Jahrhundert zurück. Als älteste Kirche innerhalb Venedigs gilt San Giacomo di Rialto, wenn auch hier, wie an den meisten Kirchen, starke bauliche Veränderungen vorgenommen wurden. Auch in San Giovanni Decollato (San Zan Degolà) ist noch Originalsubstanz in größerem Umfang erhalten, ebenso wie in San Giacomo dall’Orio, das allerdings überwiegend aus dem 14. Jahrhundert stammt.

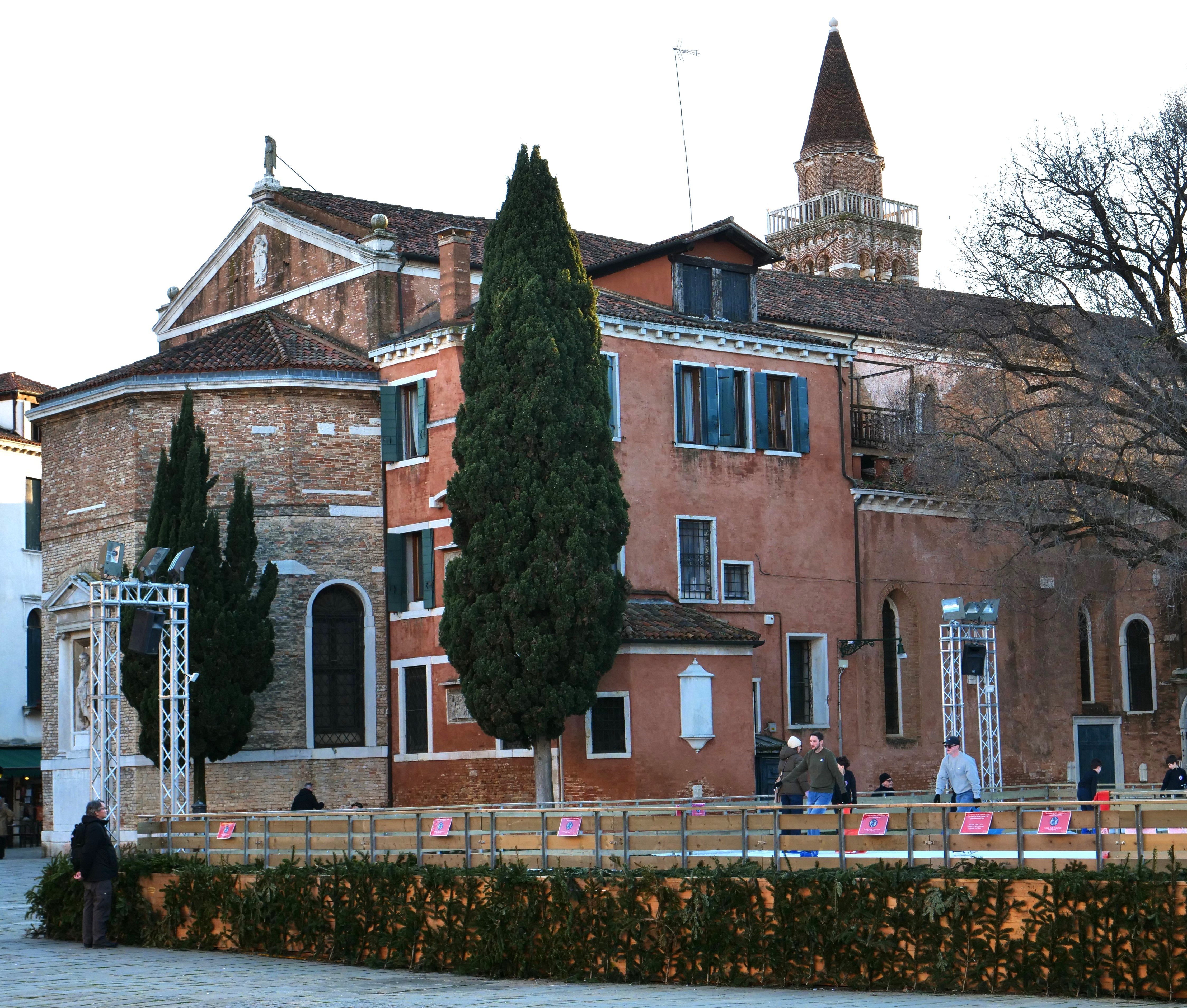
San Polo

San Polo, entstanden im 9. Jahrhundert, wurde im 14. und 15. Jahrhundert im gotischen Stil umgebaut. Das gotische Portal der Südseite wird teilweise Bartolomeo Bon (vor 1410–1464/67) zugeschrieben, der auch die Ca’ d’Oro errichtete. 1804 wurde die Kirche jedoch weitgehend umgebaut.

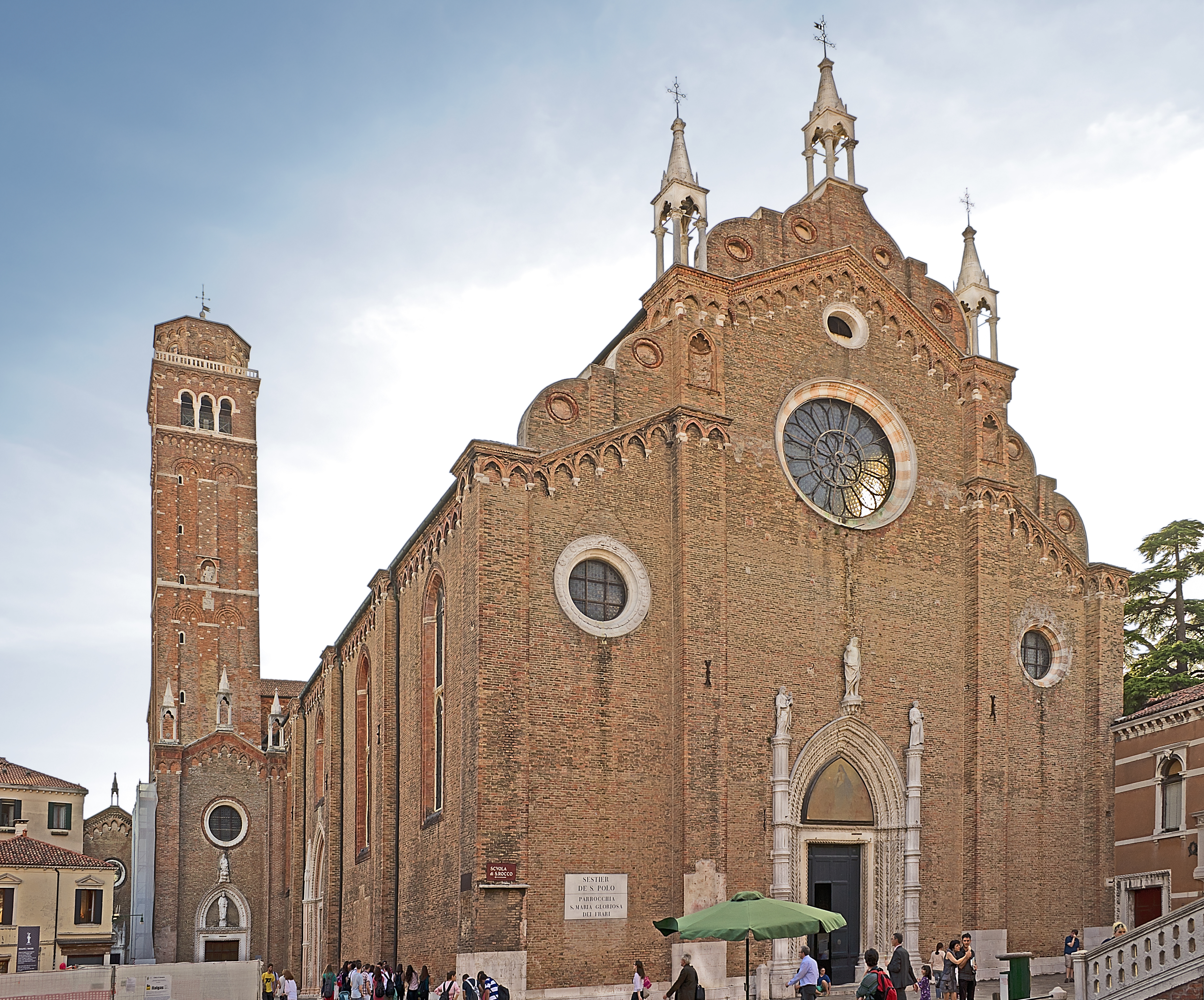
Santa Maria Gloriosa dei Frari

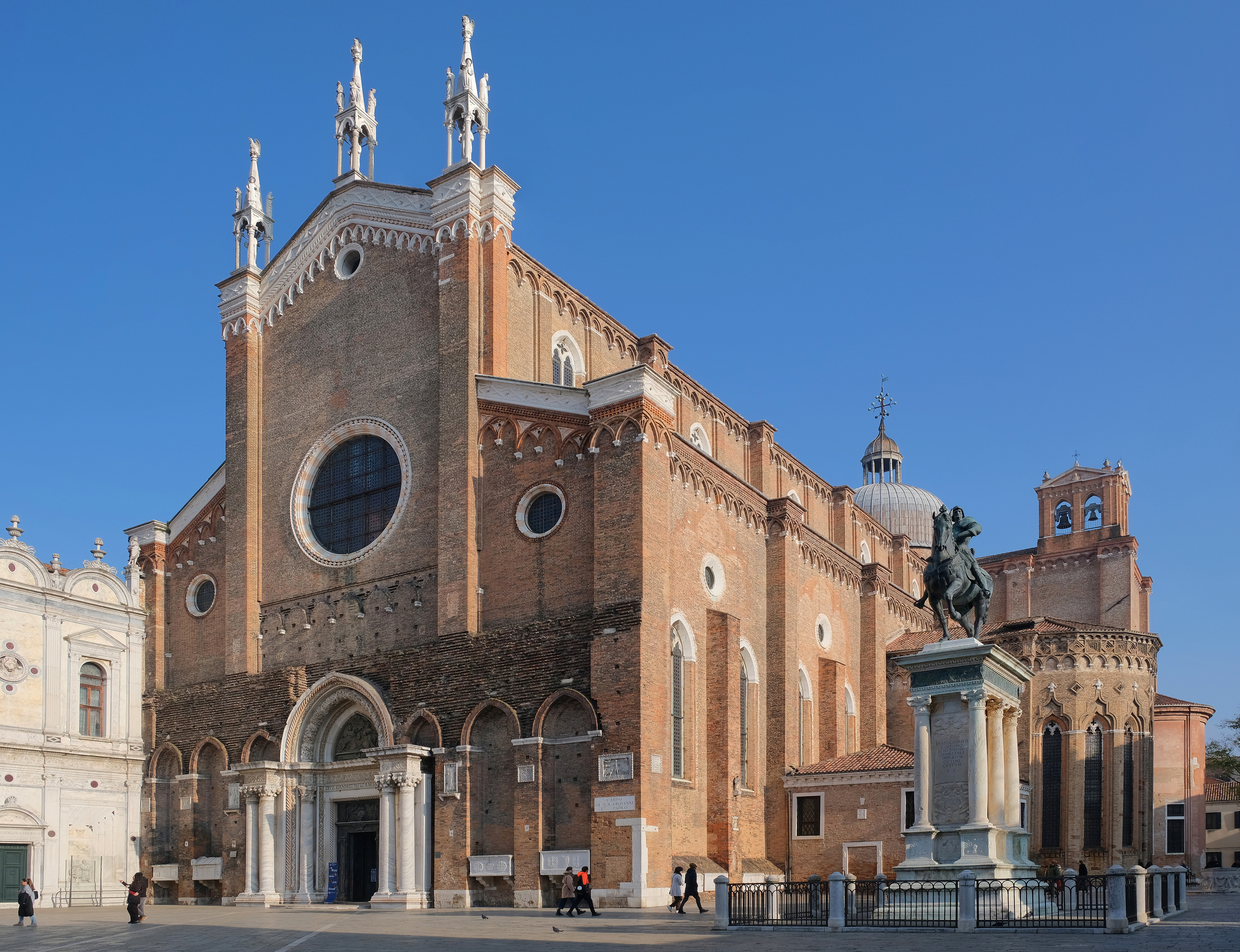
San Zanipolo. Die einst verputzten Backsteinwände sind aufgrund von Entscheidungen der Denkmalpflege Anfang des 20. Jahrhunderts freigelegt

Mit den im 13. Jahrhundert nach Venedig kommenden Bettelorden der Dominikaner und Franziskaner entstanden Gebetsräume und schließlich große Bauwerke, wie Santa Maria Gloriosa dei Frari (Frari, dort befindet sich das Staatsarchiv) und Santi Giovanni e Paolo (Zanipolo), die mit 101 m Länge und 35 m Höhe Venedigs größte Kirche ist und bevorzugte Grablege der Dogen war. Eine weitere gotische Kirche ist Madonna dell’Orto (nach 1377 vollendet, Fassade des 15. Jahrhunderts). Übergangsformen zur Renaissance weist bereits die Kirche San Zaccaria des gleichnamigen Frauenklosters der Benediktiner im Sestiere Castello in der ersten Bauperiode auf, möglicherweise unter dem Einfluss Florentiner Steinmetze, die – anfangs unter dem Baumeister Michelozzo di Bartolomeo 1433/1434 – beim Bau der später abgebrannten ersten Bibliothek des ebenfalls den Benediktinern zugehörigen Klosters San Giorgio Maggiore mitwirkten.
Der erste Sakralbau der Renaissance, die in Venedig vor allem durch Bartolomeo Buon seit den 1460er Jahren durchgesetzt wurde, ist San Michele in Isola (1468–1479) erbaut von Mauro Codussi. Die Fassade von San Zaccaria, die ebenfalls unter Mauro Codussi 1483–1504 vollendet wurde, nimmt hierauf Bezug. Die ebenfalls von Mauro Codussi errichtete Kirche Santa Maria Formosa dürfte eine der bekanntesten Renaissancekirchen Venedigs sein, wobei sie eine Renaissance- und eine Barockfassade aufweist. Ab 1492 entstand Santa Maria dei Miracoli. Ein Beispiel für den Rückgriff auf die Kreuzkuppelkirche ist die um 1500 erbaute Kirche San Giovanni Crisostomo. Der größte Kirchenbau des frühen 16. Jahrhunderts, San Salvatore, nimmt Bezug auf San Marco. Die Technik der Inkrustation fand an Santa Maria dei Miracoli ihre höchste Vollendung.

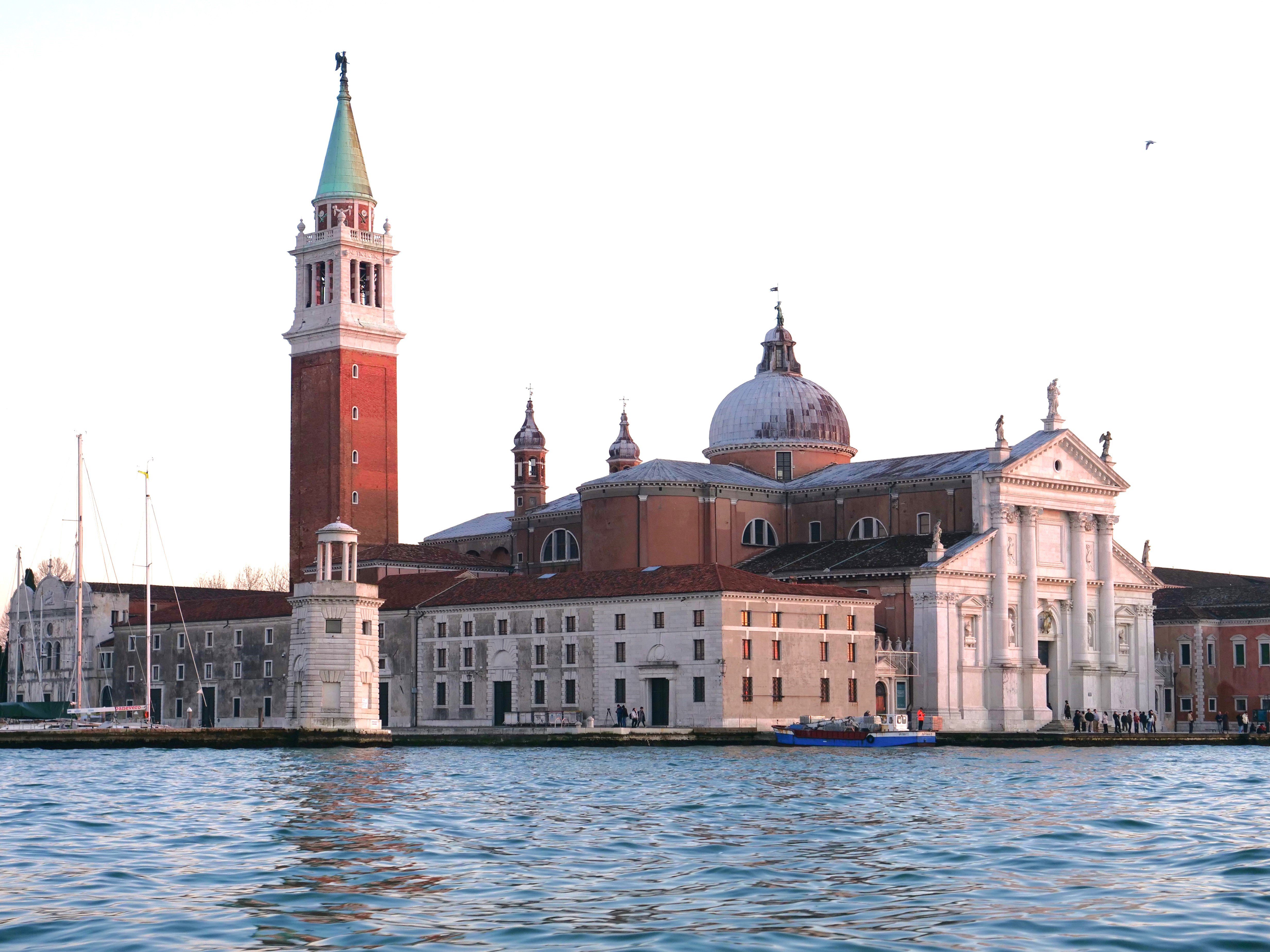
San Giorgio Maggiore

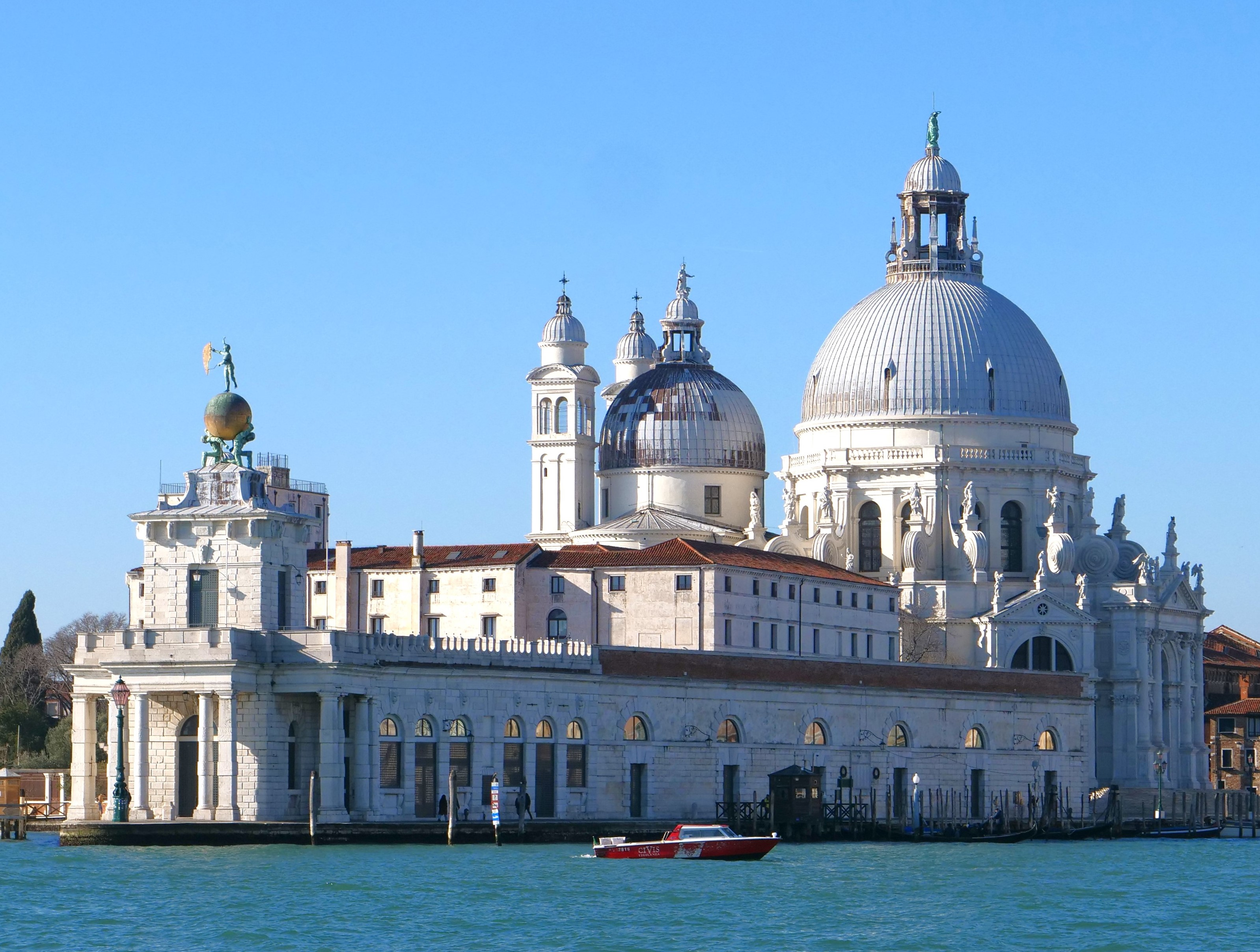
Punta della Dogana (li.) und Santa Maria della Salute

Herausragende Baumeister wie Jacopo Sansovino haben San Zulian, San Martino sowie den Innenraum von San Francesco della Vigna entworfen, Scarpagnino entwarf San Sebastiano. Andrea Palladio errichtete mit San Giorgio Maggiore, Il Redentore und der Fassade von San Francesco della Vigna richtungweisende Bauten; Le Zitelle kann ihm wohl nicht mehr zugewiesen werden. Die Fassade von San Pietro di Castello steht in der Nachfolge Palladios, seine Formensprache erscheint noch lange nach seinem Tod in Bauten wie San Trovaso, San Stae und weiter bis ins 19. Jahrhundert.
In San Giorgio Maggiore erinnert die Sala del Conclave an das Konklave das hier am 1. Dezember 1799 begann und mit der Papstwahl Pius VII. am 14. März 1800 endete. Wegen der Besetzung Roms durch napoleonische Truppen war das Konklave sicherheitshalber nach Venedig verlegt worden.
Zum Dank für das Ende der Pest wurde von 1631 bis 1686 die Kirche Santa Maria della Salute erbaut, die bedeutendste barocke Kirche Venedigs, entworfen von Baldassare Longhena. Einige Kirchenfassaden dieses Jahrhunderts blieben unvollendet, wie Santi Apostoli, San Marcuola, San Lorenzo oder San Pantalon.
Die Fassade der Santa Maria della Pietà an der Riva degli Schiavoni wurde erst im 20. Jahrhundert vollendet, die Fassade der Gesuati-Kirche (nur in Venedig gab es diesen Orden, der nicht mit den Gesuiti (Jesuiten) verwechselt werden darf, die Santa Maria Assunta dei Gesuiti erbauen ließen) konnte nur durch die Spende eines vermögenden Patriziers zu Ende gebracht werden. Solche Geldmittel flossen auch den Kirchen von San Moisè und Santa Maria Zobenigo zu, die entsprechende Grabmäler der Stifter hüten. Andere Finanziers waren weltliche Gesellschaften, wie die Pinzocchere dei Carmini, die als Tertiarierinnen dem Karmeliterorden angehörten – aus ihnen ging die Scuola dei Carmini hervor. Sie sorgten dafür, dass zwischen 1286 und 1348 die Kirche Santa Maria dei Carmini entstand.
Auch andere Glaubensgruppen, wie die orthodoxen Griechen durften im 16. Jahrhundert Kirchen im Stadtgebiet erbauen. So entstand 1498 die Scuola di San Nicolò dei Greci, die ab 1548 die Kirche San Giorgio dei Greci errichten ließ. Auch die Protestanten durften eine Kirche errichten.
In den Jahren 1706–1714 wurde der von Scamozzi begonnenen Theatinerkirche San Nicola da Tolentino ein korinthischer Pronaos vorgeblendet. 1760 entstand die klassizistische Maddalena-Kirche. Im kreisrunden Außenbau findet man einen achteckigen Innenraum. Unter den von napoleonischem Klassizismus geprägten Kirchen ist San Maurizio hervorzuheben. San Silvestro wurde erst im vierten Jahrzehnt des 19. Jahrhunderts begonnen, in klassizistischer Formensprache wie die Accademia.

#### Profanbauten

##### Paläste

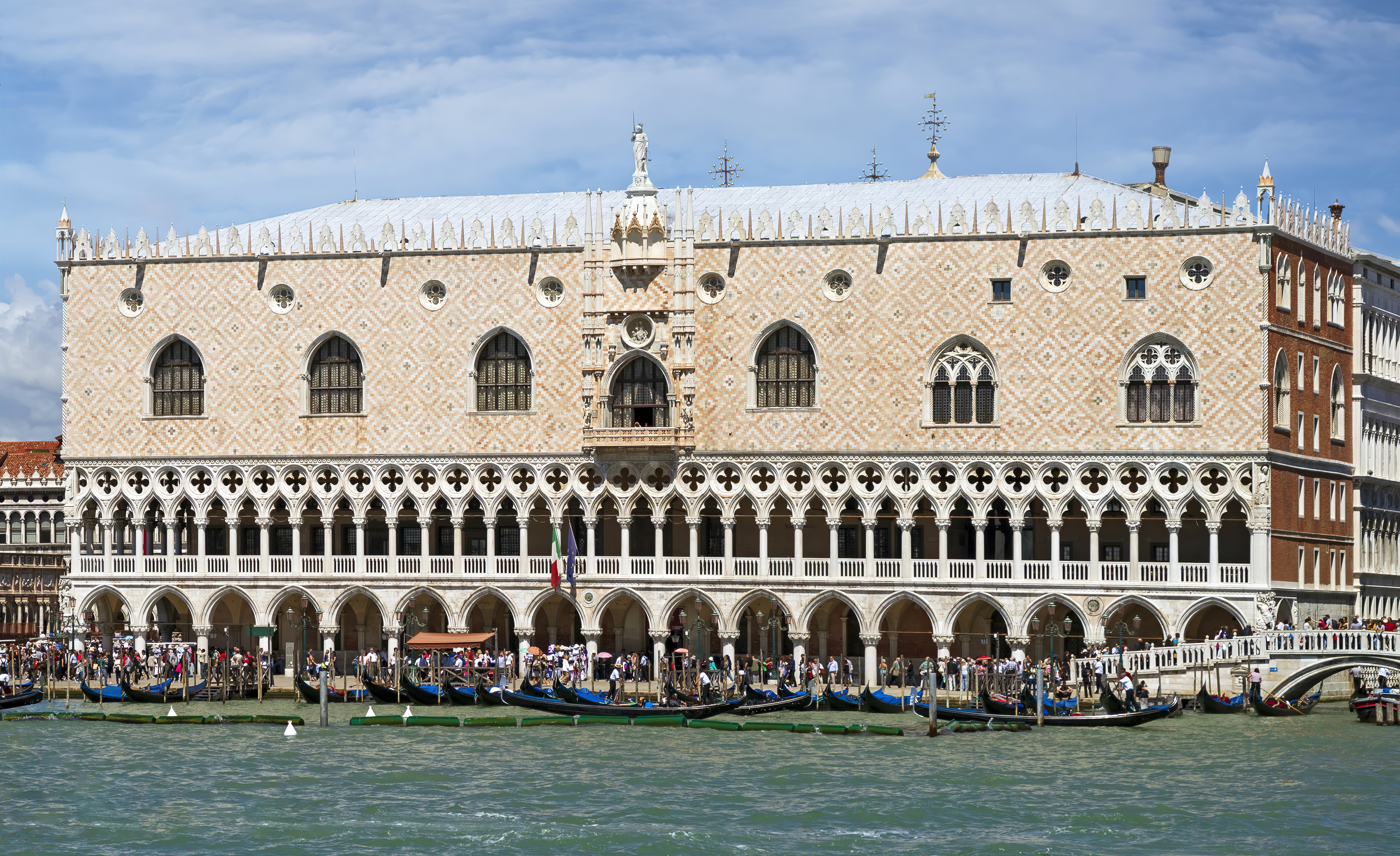
Dogenpalast, Südfassade

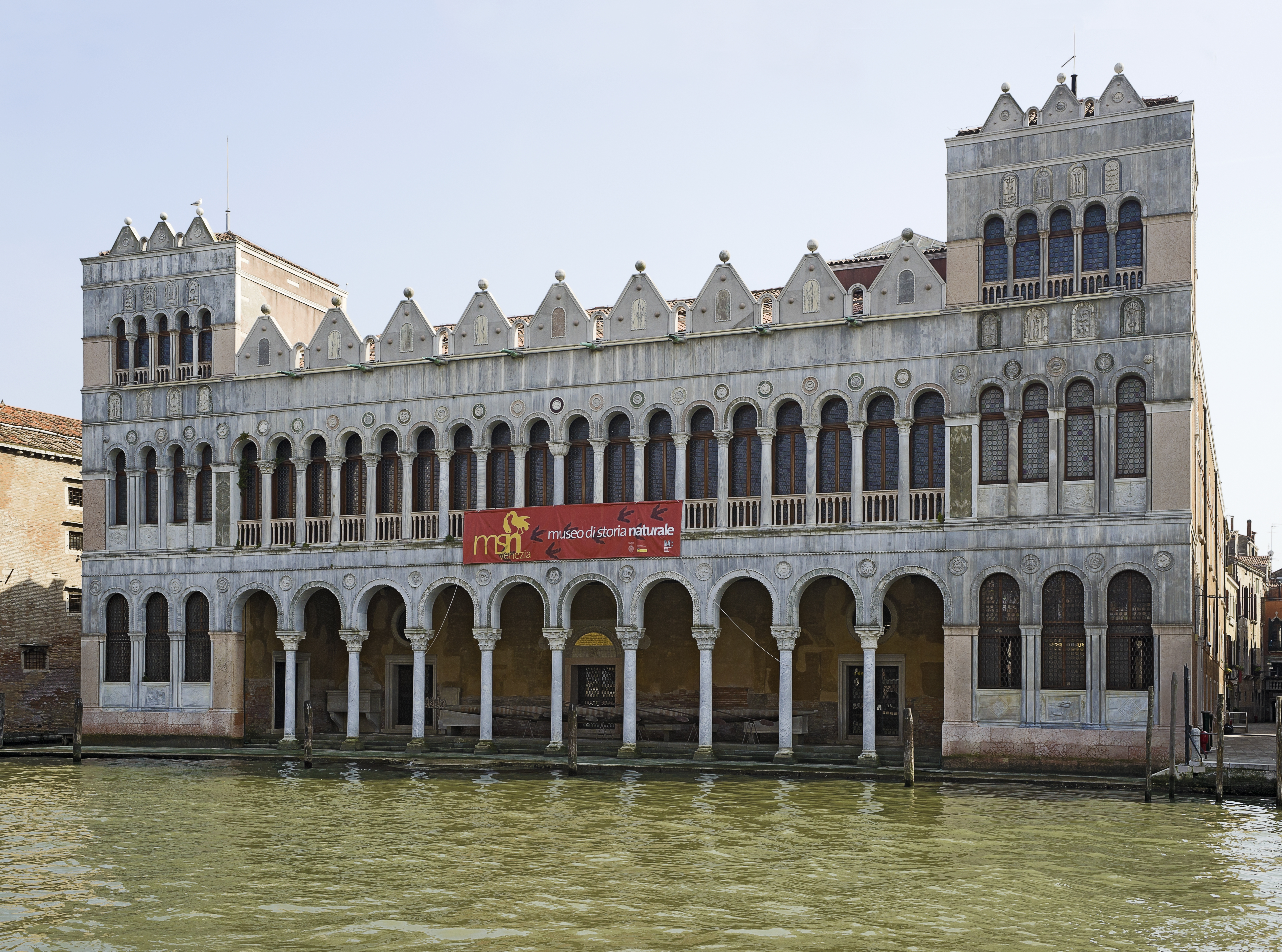
Der älteste erhaltene Stadtpalast, das spätere Handelshaus der Türken (Fondaco dei Turchi). Die turmartigen Aufbauten entstammen der Phantasie der Restauratoren des 19. Jahrhunderts.

Ein Palast wird in Venedig im Allgemeinen als Casa (abgekürzt Ca′) bezeichnet. In der öffentlichen Wahrnehmung gab es nur zwei Paläste in der Stadt, die als solche bezeichnet wurden: den Dogenpalast (Palazzo Ducale) und die Residenz des Patriarchen von Venedig, den Palazzo patriarchale.
Von den so genannten byzantinischen Palästen gibt es nur noch wenige und diese sind im 19. Jahrhundert weitgehend verändert worden. Einen guten Eindruck vom Palastbau des 13. Jahrhunderts vermittelt der Fontego dei Turchi, dessen Name zwar auf ein türkisches Handelshaus hindeutet, der jedoch auf einen Stadtpalast zurückgeht. Viel alte Substanz ist noch an der Ca’ da Mosto erhalten, der ab dem 13. Jahrhundert entstand. Die dekorativen Details des Komplexes Loredan und Farsetti, inzwischen Rathaus und Kommunalverwaltung, entstammen weitgehend dem 19. Jahrhundert. Dennoch lässt sich die Fassadenkomposition einer typischen casa-fondaco (abgeleitet vom arabischen funduq = Lagerraum) noch klar ablesen: eine Arkadenreihe im Erdgeschoss, die zum Ein- und Ausladen von Waren geeignet war und ein ebenfalls durchgehend aufgerissener Piano nobile. Im Grundriss äußert sich dies in einem zentralen Saal, der sich zur Fassade T-förmig erweitert.

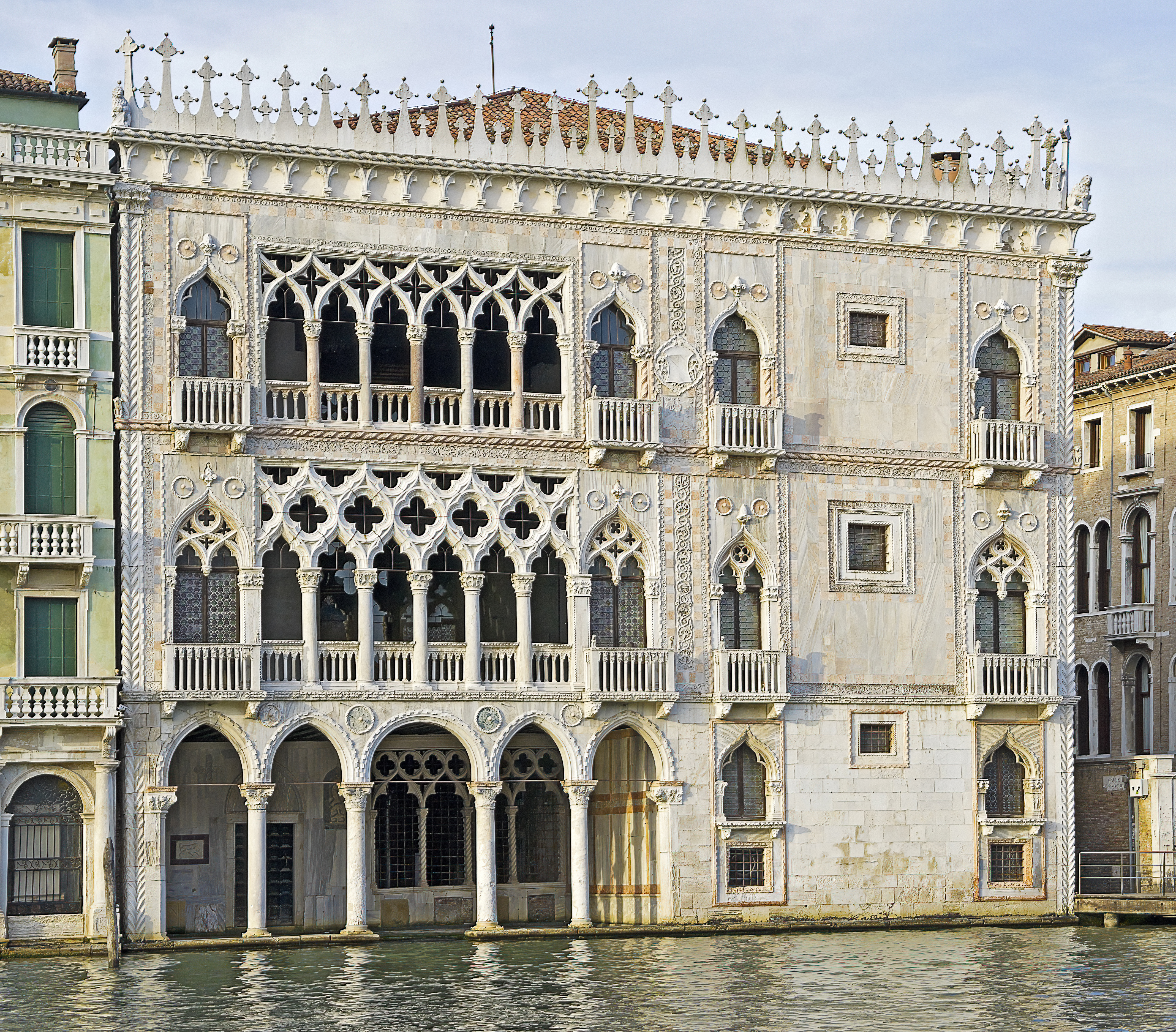
Die Ca’ d’Oro, das Goldene Haus, entstand im 15. Jahrhundert

Im Verlauf der Gotik wurden die Saalproportionen steiler und der T-förmige Grundriss wurde zugunsten eines leicht L-förmigen, später nur noch gerade durchgehenden Saales aufgegeben. Der so genannte gotico fiorito verwendete im 15. Jahrhundert am Canal Grande Maßwerk, das sich vom Dogenpalast herleitete. Der größte Bau ist die Ca’ Foscari an der ersten Biegung des Canal Grande. Für die Ca’ d’Oro (Goldenes Haus) wurde eine farbige Bemalung in Blau und Gold nachgewiesen. Bilder, insbesondere von Vittore Carpaccio und Gentile Bellini, lassen eine intensive Polychromie der gotischen Architektur erkennen.
Bedeutende Häuser des 16. Jahrhunderts sind die beiden Paläste Mauro Codussis, die Ca’ Vendramin und der Palazzo Corner Spinelli, Ersterer mit einem Rückgriff auf einen T-förmigen Saal. Was den Profanbau angeht, so konnte, ganz im Gegensatz zum Sakralbau, Andrea Palladio in Venedig nie Fuß fassen.
Eben die nach Entwurf von Jacopo Sansovino entstandene Ca’ Corner, ein am Canal Grande gelegener Palast der Familie Cornaro, ist ein epochemachender Bau der Hochrenaissance mit einem quadratischen Innenhof nach römischem Vorbild. Ein anderer bedeutender Architekt des Cinquecento, Sebastiano Serlio, konnte manche seiner Vorstellungen in Kooperation mit dem Patrizier Francesco Zeno bei dessen neu zu errichtendem Palazzo verwirklichen.
Bis ins 18. Jahrhundert blieb man im Palastbau dem überlieferten Gebäudetyp weitgehend treu. Die letzten Großbauten sind die Ca’ Pesaro, die Ca’ Rezzonico und der Palazzo Grassi und werden als Museen genutzt. Neben dem barocken Palazzo Grassi Baldassare Longhenas, gibt es auch Beispiele klassizistischen Palastbaus durch die Architekten Antonio Diedo und Andrea Tirali.

##### Die Libreria Vecchia

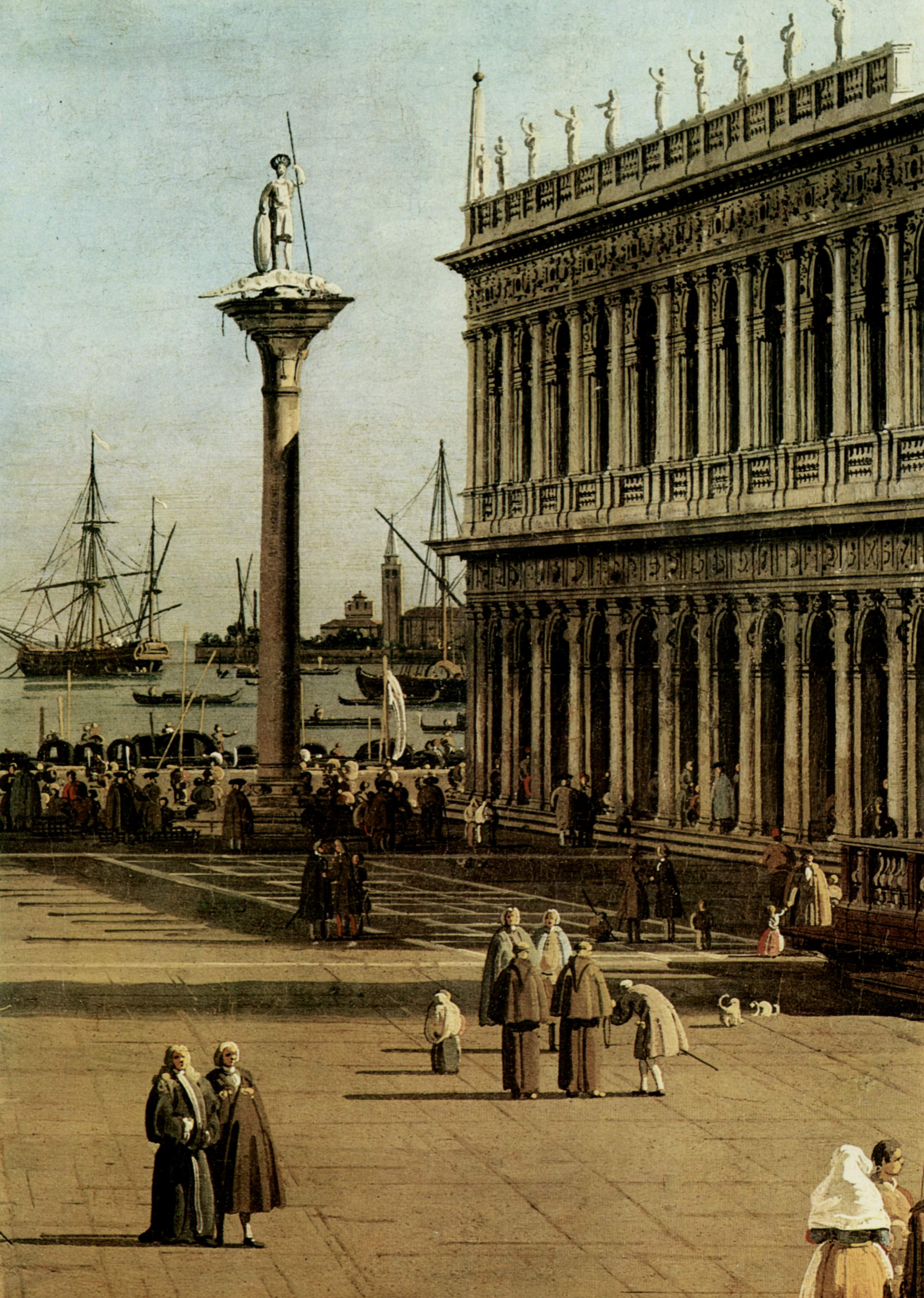
Die Biblioteca Marciana, Detail aus einem Gemälde Giovanni Antonio Canals (1730–1750)

Das bedeutendste Werk des Architekten Sansovino ist die dem Dogenpalast gegenüber liegende Alte Bibliothek, die Libreria Vecchia von zirka 1540. Sansovino hat in der Gestaltung der Fassade eine Idee aufgegriffen, die Mauro Codussi exemplarisch 1481–1509 durchgeführt hat, und zwar am Palazzo Vendramin-Calerghi. Es ging darum, eine Verbindung zwischen der in Venedig üblichen Arkaden-Reihe und der Kolonnadengliederung der florentinischen Renaissance herzustellen.

##### Scuole (Häuser der Zünfte und Laienbruderschaften)

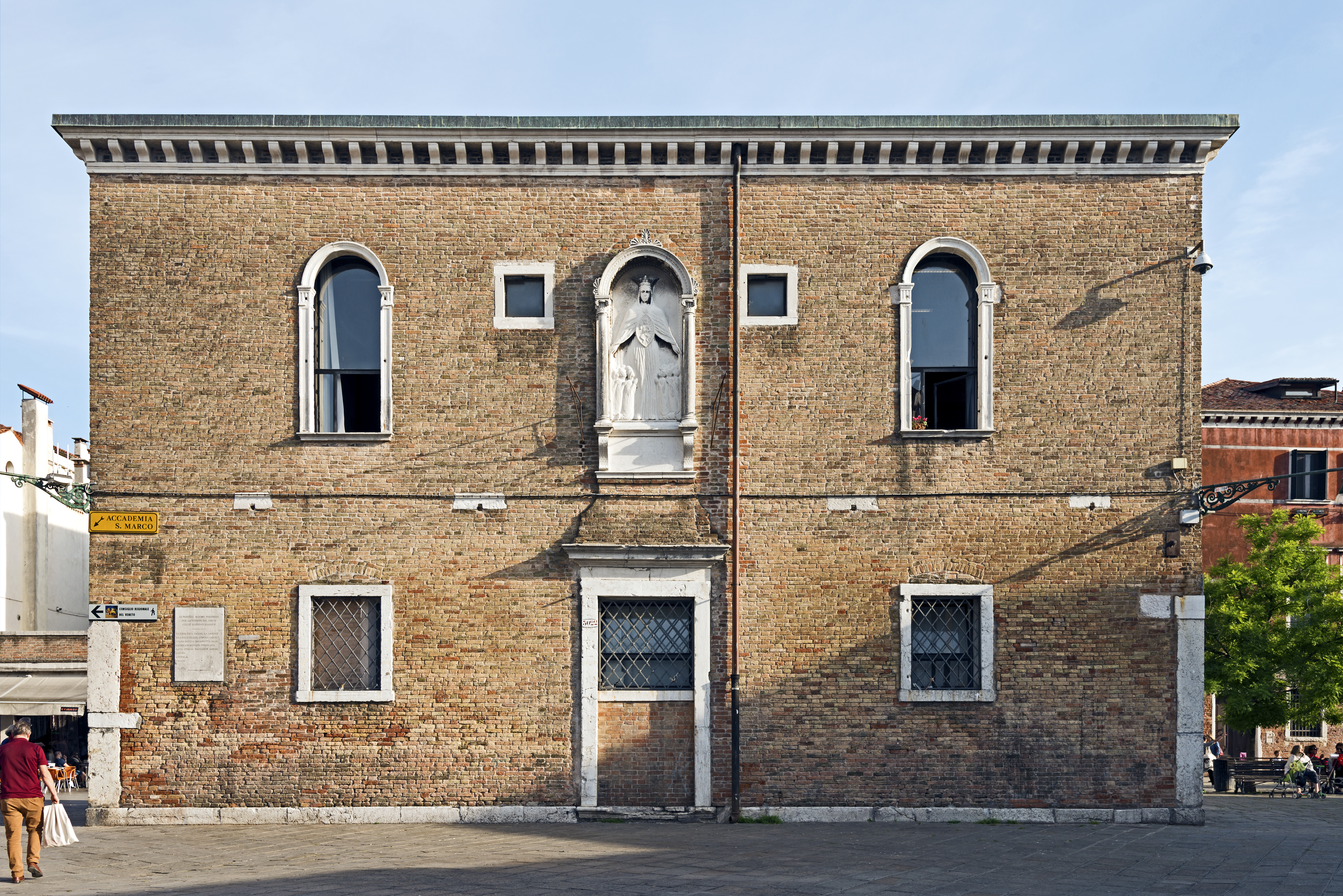
Scuola dei Varoteri auf dem Campo Santa Margherita

Als Scuole wurden die Zünfte, aber auch Laienbruderschaften bezeichnet, die sich karitativen und geistlichen Aufgaben widmeten. Sie waren nach Nationen organisiert, aber auch nach Berufsgruppen.
Unter ihnen ragten die Scuole grandi hervor, die geradezu in einen architektonischen und künstlerischen Wettstreit traten, der ihre karitativen und berufsspezifischen Aufgaben zu überlagern drohte. Als älteste der im 16. Jahrhundert sechs Scuole grandi gelten die Scuole Santa Maria della Carità (ca. 1260) und San Teodoro (1258), denen 1261 die Scuola Grande di San Marco und die Scuola Grande di San Giovanni Evangelista folgten. Letztere verdankte ihren Aufstieg der Tatsache, dass sie 1369 eine Kreuzreliquie vom Patriarchen von Konstantinopel erhielt. Ähnlich prachtvoll sind die (unfertig gebliebene) Scuola Grande di San Rocco und della Misericordia (beide 1478) ausgestattet. An den im 15. und 16. Jahrhundert errichteten bzw. umgebauten Bauwerken haben Baumeister wie Pietro Lombardo und Mauro Codussi, aber auch Jacopo Sansovino mitgewirkt. Bei der Innenausstattung waren es vor allem Tizian und Jacopo Tintoretto. Im 17. Jahrhundert kam die Scuola Grande dei Carmini hinzu.
Im 15. Jahrhundert dürften 200 bis 400 Zünfte und sonstige Laiengemeinden, von denen es mindestens 925 gab, Versammlungshäuser besessen haben, von denen einige immer noch bestehen. Zu ihnen hatten, im Gegensatz zu den Scuole grandi, die Adligen keinen Zugang. Auch sie waren teilweise nach Nationen organisiert, jedoch überwiegend nach handwerklichen Korporationen. Es bestehen auch einige der Versammlungshäuser der Scuole piccole, beispielsweise am Campo Santa Margherita das Haus der Scuola dei Varotari, also der Gerber, oder am Campo San Tomà, das der Scuola dei Calegheri, der Schuhmacherzunft also.

##### Wohnhäuser

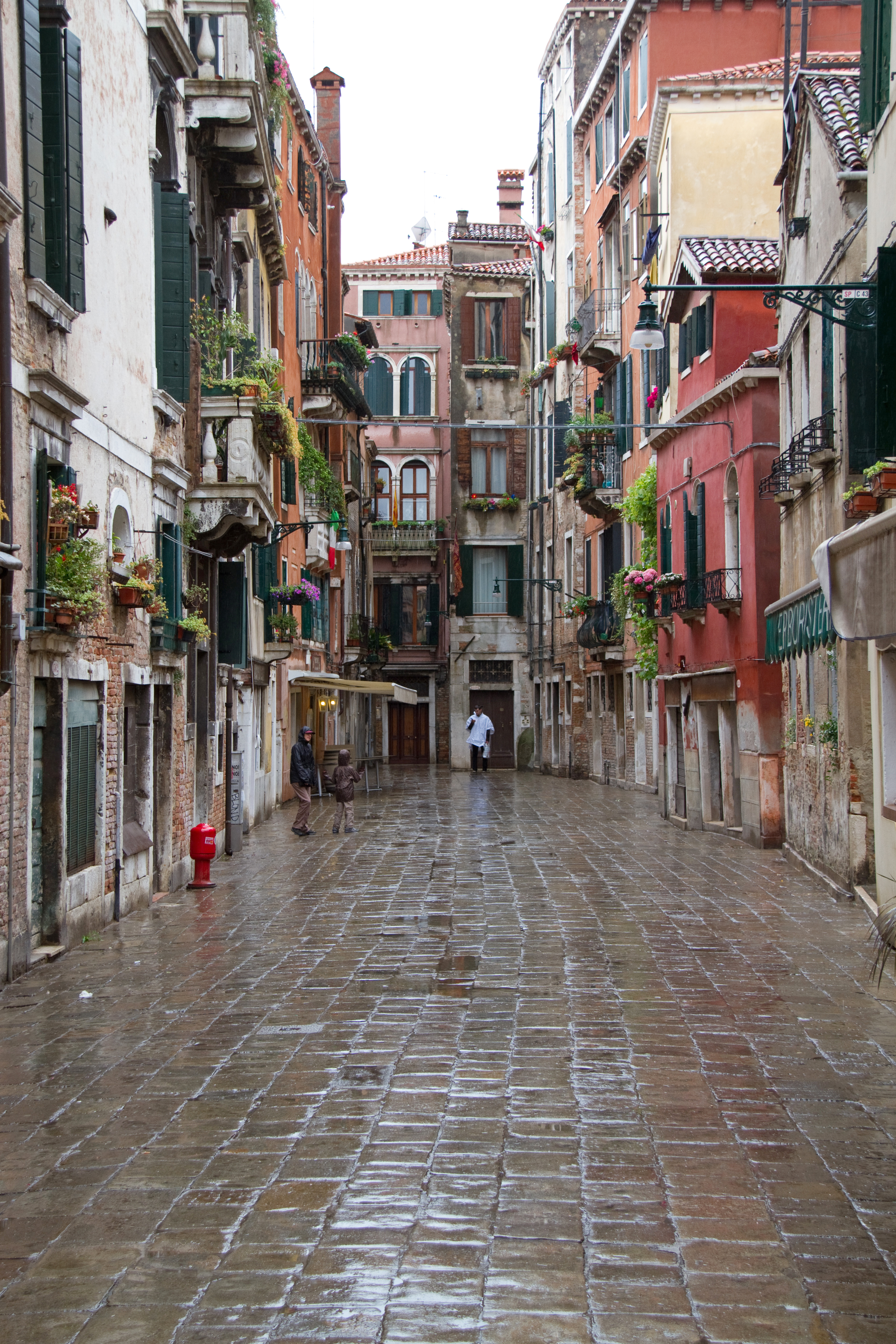
Wohnhäuser

Von den frühen Wohnhäusern, meist aus Holz und Schilf errichtet, ist kaum etwas übrig geblieben. Im Lauf des Spätmittelalters setzte sich die Ziegelbauweise weitgehend durch, schon allein wegen der Stadtbrände, die etwa 976 oder 1105 wüteten. Zugleich stieg der Bedarf an Holzpfählen, denn man drang mit der Bebauung zunehmend in morastiges Gelände vor. Dennoch geschah der Ausbau unter strenger Kontrolle, so dass trotz der Enge Plätze und Wege bestehen blieben, gelegentlich sogar Rückbauten oder Hausunterführungen erzwungen wurden. Schon ab 1294 mussten etwa Dachvorsprünge genehmigt werden und Balkone sind vergleichsweise selten und oftmals sehr klein. Daher ragen nur wenige Häuser auf die engen Gassen.
Folglich weicht man häufig auf die Dächer aus, um ans Sonnenlicht zu kommen (altana). Zugleich war die Bauhöhe begrenzt, was wiederum für niedrigere Stockwerke sorgte, besonders im Ghetto. So waren und sind die Wohnverhältnisse häufig beengt, wenn sich auch hinter den Fassaden häufig beeindruckende Räume verbergen. Die Feuchtigkeit in den unteren Geschossen und die hohen Mieten bereiten die größten Probleme, was die Abwanderung seit Jahrzehnten beschleunigt. Zudem wird gerade in die unauffälligen Bauten wenig investiert. Dazu kommt, dass viele Häuser von Nichtvenezianern gekauft wurden, die nur selten anwesend sind. Außerdem haben viele Besitzer kein Interesse daran, ihre Wohnungen dauerhaft zu vermieten.

##### Hotels
Die meisten Hotels in Venedig unterstreichen ihren Stolz darauf, ihr Haus in einem der zahlreichen Paläste etabliert zu haben. In den 1940er Jahren war das anders. Das ehemalige Hotel Bauer-Grünwald (2012 Bauer) nahe San Moisé ist ein Beispiel dafür, wie rücksichtslos gegen die vorhandene Bausubstanz vorgegangen wurde, indem ein gerade moderner Architekturstil durchgesetzt wurde. Ähnliches gilt für die Sparkasse, die Cassa di Risparmio. 2011 wurden Pläne bekannt, nach denen nun Pierre Cardin einen 240 m hohen Hotelturm errichten wollte. Von einem eigenen architektonischen Stil der modernen Hotels kann jedenfalls nicht gesprochen werden, wenn auch deren institutionelle Tradition bis ins Hochmittelalter zurückgeht.

##### Öffentliche Gebäude
Nur wenige Gebäude in Venedig stammen aus einer Zeit, in der man von öffentlichen Gebäuden sprechen kann. So waren Gebäude der Machtausübung oder der allgemeinen Vorratshaltung keineswegs öffentlich zugänglich. Hingegen sind einige Bauwerke des 20. Jahrhunderts, wie der Bahnhof Santa Lucia, aber auch das Parkhaus oder der Busbahnhof, durch die die meisten Besucher Venedig erreichen, schon eher als solche Gebäude anzusehen. Sie nehmen praktisch keinerlei Rücksicht auf die historische Bausubstanz und sind – entsprechend andernorts entwickelter Vorgaben – in die vorhandene Substanz gleichsam hineingetrieben worden. Die meisten Behörden und Institutionen der Stadt, einschließlich des Rathauses, befinden sich in älteren Gebäuden, häufig Stadtpalästen und Handelshäusern, die noch am ehesten ausreichend Platz bieten.

##### Wirtschaftsgebäude

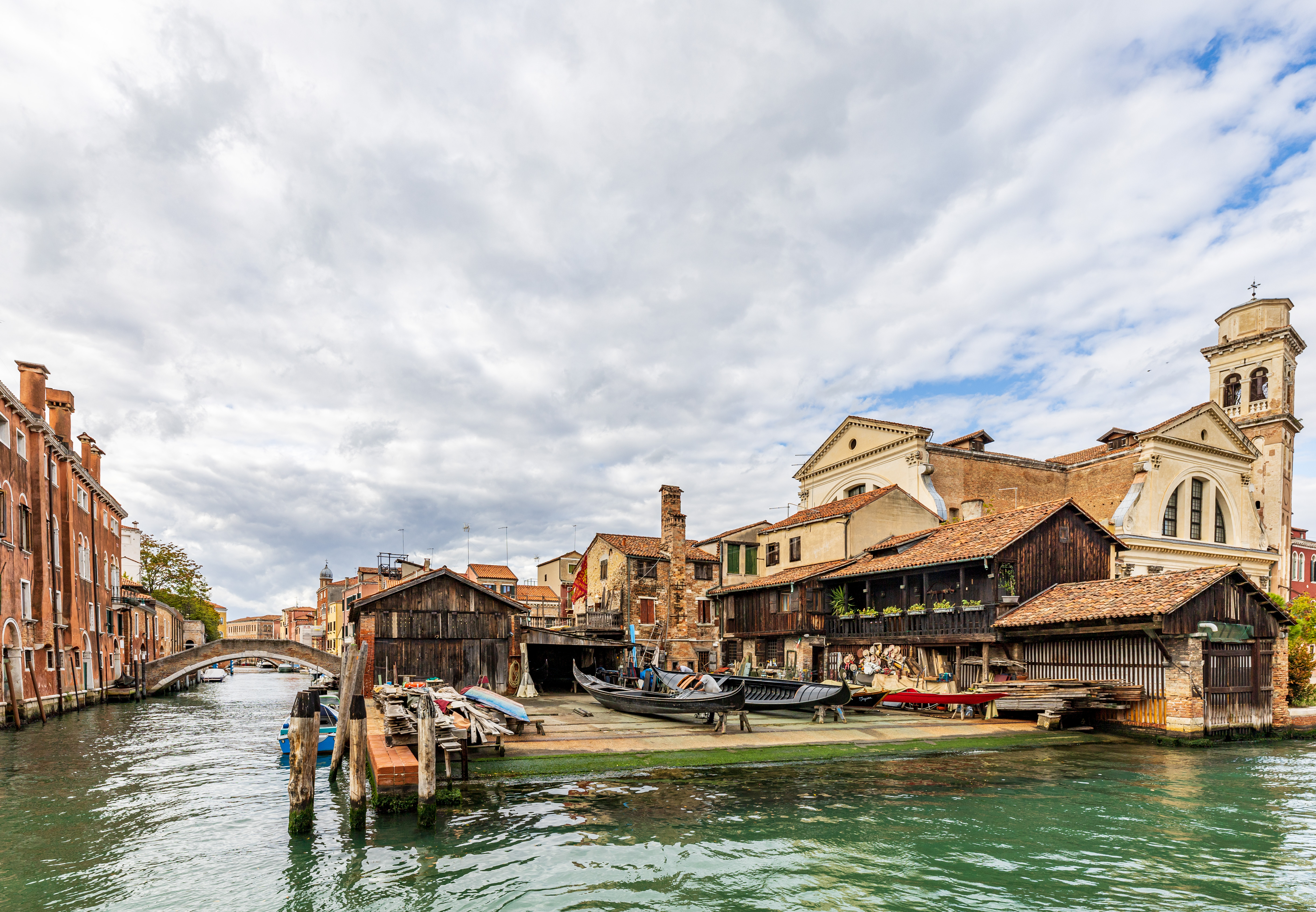
Der Squero bei San Trovaso

In Venedig entstanden die meisten Gebäude im Zusammenhang mit dem Schiffbau. Neben dem Arsenal, das praktisch einen eigenen Stadtteil darstellte, war die Stadt durchsetzt von zahlreichen, kleinen Werften, den Squeri.
Von den drei Getreidespeichern, die die Versorgung der Bevölkerung mit den Grundnahrungsmitteln Weizen und Hirse, später Mais und Reis sicherten, sind noch zwei erhalten: der Hirsespeicher (1423) bei S. Stae (2012 eine Grundschule) und der Speicher für das Arsenal und die Flotte, das Schifffahrtsmuseum. Der dritte stand dort, wo sich die Giardini Reali befinden, ein kleiner Park hinter den Prokuratien. Napoleon ließ das Gebäude abreißen, das so hoch war wie die Zecca, und das vor allem an diesem Ort aufgestellt wurde, um von der Vor- und Fürsorge des spätmittelalterlichen Staates zu zeugen. Ebenso zentralisiert wie die Getreidelagerung war die des Mehls. Der Speicher befindet sich am Canal Grande, gegenüber dem Patriarchenpalast, am Rio terà San Silvestro o del Fontego. Ab dem 16. Jahrhundert kamen kleinere Speicher hinzu, wie der nicht leicht zu findende am Campo Santa Margherita.
Das 1228 gegründete und 1505 nach einer Feuersbrunst wieder aufgebaute Handelshaus der Deutschen (Fondaco dei Tedeschi), nahe der Rialtobrücke gelegen, beherbergte bis vor wenigen Jahren die Hauptpost, wurde aber an Investoren verkauft, die dort Luxuswaren feilbieten lassen. Ähnliche Handelshäuser waren der Fontego dei Turchi u. a. Schließlich befindet sich am Rialtomarkt noch das Gebäude des Fischmarkts, das im 19. Jahrhundert im gotischen Stil errichtet wurde. Dazu kam im 16. Jahrhundert das Gebäude des Finanzministeriums, das sich ebenfalls an der Rialtobrücke befindet und das Gebäude des Banco Giro an der Piazza di Rialto, die inzwischen restauriert worden ist.
An der Einfahrt des Canal Grande befindet sich das ehemalige Zollgebäude für die Waren, die vom Meer kamen, das daher Dogana da Mar hieß. Hier lagerten die teuersten Waren wie Pfeffer und Safran, aber auch Salz. Für die Waren, die vom Festland kamen, aus Oberitalien also, gab es eine entsprechende Dogana da Terra. Heute befindet sich in der Dogana da Mar ein privates Museum für zeitgenössische Kunst, die Punta della Dogana.

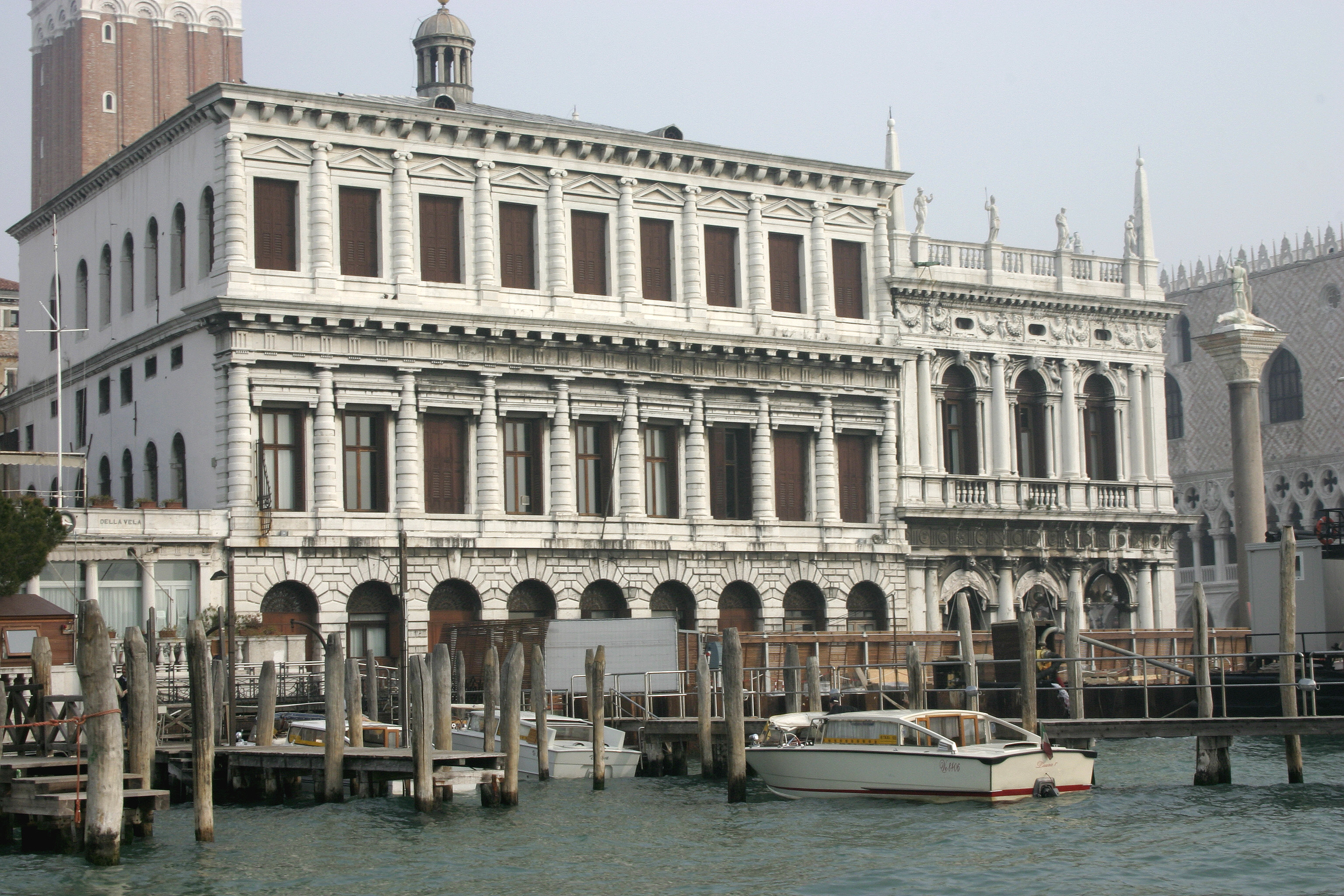
Die Zecca

Die Zecca, von ihr sind die Wörter Zeche, Zechen und Zecchine abgleitet, war der Ort, an dem bis 1797 die Münzen Venedigs geprägt wurden. Das wohl größte Bauwerk, das allerdings nur partiell als Wirtschaftsgebäude anzusprechen ist, sind die Prokuratien. Dort residierten die Prokuratoren, die nicht nur Verwaltungs-, sondern auch Finanzierungsaufgaben im Zusammenhang mit dem Markusdom hatten, aber auch Hinterlassenschaften.

### Musik und Theater

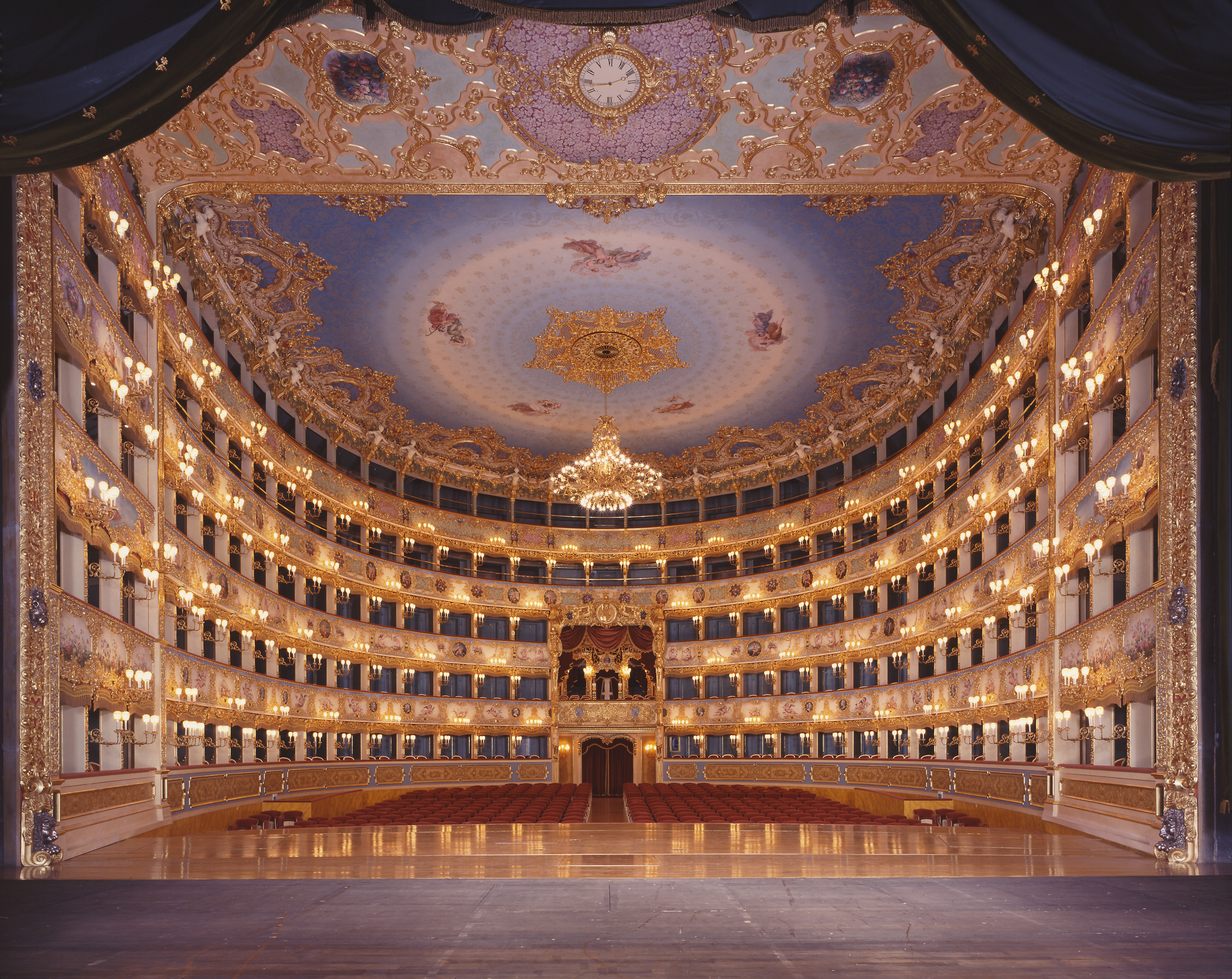
Innenraum des Teatro La Fenice

Seit dem 16. Jahrhundert war Venedig eines der Zentren der abendländischen Musik, zunächst im Bereich der Kirchen- und Instrumentalmusik. In Renaissance und Frühbarock wirkten im Markusdom einige der bedeutendsten Musiker ihrer Zeit, von Adriaen Willaert über Claudio Merulo, Andrea und Giovanni Gabrieli bis zu Claudio Monteverdi. Ihre Musik bildete einen Gegenpol zur römischen Kirchenmusik mit Palestrina als wichtigstem Exponenten.
Im 17. Jahrhundert wurde die Lagunenstadt dann zum ersten Zentrum der neuerfundenen Oper und des Theaters. Bereits seit 1637 hatte die Bevölkerung Zugang zur öffentlichen Oper, während in anderen Städten zunächst nur die Aristokratie in den Genuss dieser teuren Kunst kam. Zu den wichtigsten venezianischen Opernkomponisten des 17. Jahrhunderts gehörten außer Monteverdi: Francesco Cavalli, Pietro Andrea und Marc’Antonio Ziani, Carlo Pallavicino, Giovanni Legrenzi und Carlo Francesco Pollarolo. Daneben wirkten an der Lagune auch die Komponistinnen Barbara Strozzi und Antonia Bembo.
Unter den zahlreichen Opernhäusern Venedigs galt das 1678 eröffnete Teatro di San Giovanni Grisostomo als größtes und schönstes Opernhaus der Stadt – und damit der Welt. Es wurde im 19. Jahrhundert umgebaut und zu Teatro Malibran umbenannt, nach der berühmten Mezzosopranistin Maria Malibran.
Seit seiner Eröffnung Ende des 18. Jahrhunderts ist das nach mehreren Brandkatastrophen immer wieder aufgebaute Teatro La Fenice eines der bedeutendsten Opernhäuser der Welt. In ihm finden ganzjährig auch Symphoniekonzerte statt, die Opernsaison dauert von Dezember bis Juni.
Das Teatro Goldoni diente von Anfang an der Aufführung von Schauspielen besonders Komödien, nicht von Opern.
Musikalische Attraktion für Venezianer und Venedigreisende vom 16. Jahrhundert bis zum Ende der Republik waren die ausschließlich von Instrumentalistinnen, Sängerinnen und Solistinnen ausgeführten Konzerte in den Kirchen der vier Ospedali Grandi. Die Ospedali gelten als Vorläufer der Konservatorien des 19. Jahrhunderts. Zu den Lehrern und Komponisten, die für die Ospedali tätig waren, zählen die renommiertesten Musiker ihrer Zeit, von Legrenzi, Vivaldi und Porpora bis zu Galuppi und Hasse. Unter den seinerzeitigen Komponisten sind vor allem noch die Brüder Alessandro und Benedetto Marcello, Antonio Caldara und Tomaso Albinoni zu nennen.

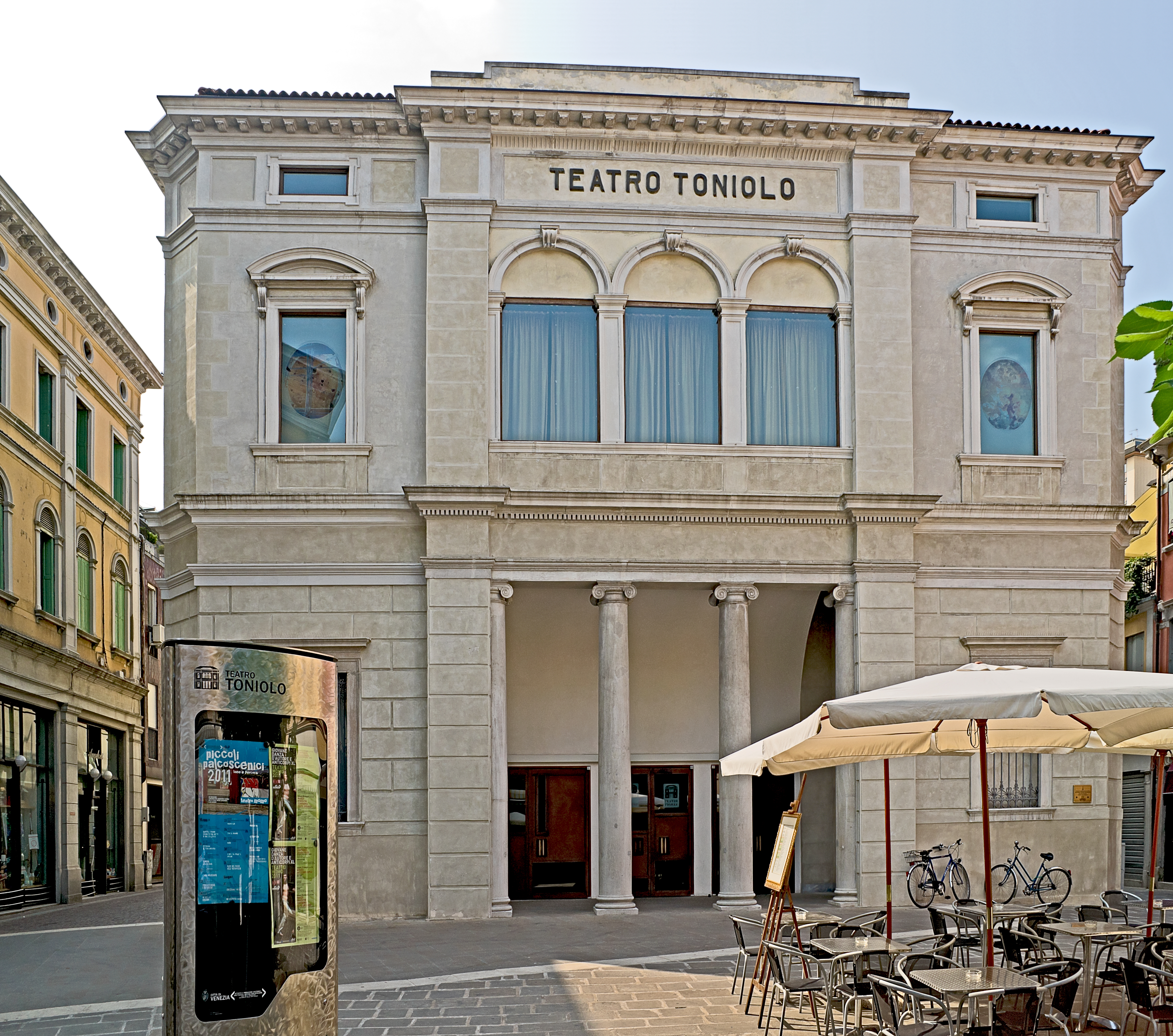
Das Teatro Toniolo in Mestre

Doch auch in der Musik des 20. Jahrhunderts brachte Venedig berühmte Künstler hervor, wie Luigi Nono, dessen Lebenswerk seit 1993 ein eigenes Archiv gewidmet ist.
1778 entstand in Mestre ein erstes Theater, das der venezianische Architekt Bernardino Maccaruzzi entwarf. Doch mit dem Ende der Republik verschwand das Theater wieder, und erst 1840 wurde erneut ein kleines Bauwerk von Moisè D’Angeli errichtet, das nach 1866 den Namen Garibaldi erhielt. Doch auch dieses Theater musste 1908 schließen. Die Brüder Domenico, Marco und Giovanni Toniolo errichteten zwischen der Via Castelvecchio und den Sabbioni 1912 bis 1913 das nach ihrer Familie benannte Haus.

### Biennale

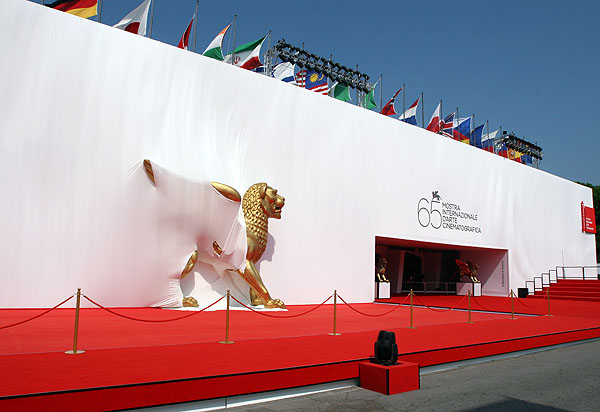
Internationale Filmfestspiele von Venedig 2008

Die Biennale von Venedig gilt als eine der wichtigsten internationalen Kunstausstellungen und wird seit 1895 alle zwei Jahre – bei mehrjährigen Unterbrechungen in den Kriegsjahren – zwischen Juni und November veranstaltet. Mittlerweile findet eine Unterteilung in Kunst, Musik, Tanz, Theater, Film und Architektur statt. Die Kunstbiennale findet in den geraden, die Architekturbiennale in den ungeraden Jahren statt. Die Filmfestspiele sowie das Festival für Musik, Tanz und Theater finden jährlich statt.
Die seit 1932 Ende August/Anfang September stattfindenden Filmfestspiele auf dem Lido gelten als das älteste und, neben dem Filmfestival Cannes und der Berlinale, als eines der drei bedeutendsten Filmfestivals weltweit.

## Bildungswesen und Forschungseinrichtungen

### Schule und Hochschule

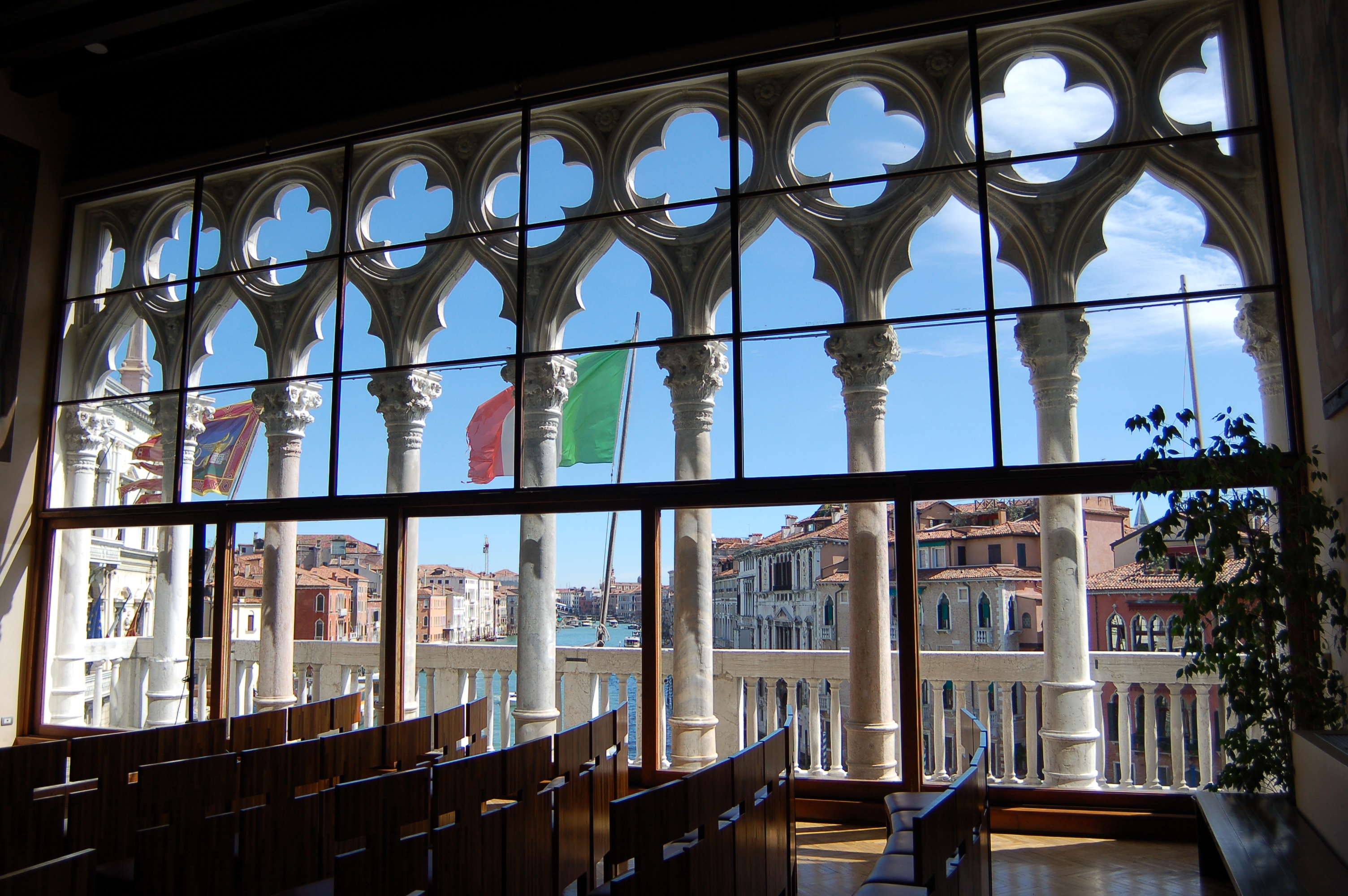
Aula Baratto der Università Ca’ Foscari

Nur etwa 10 Prozent aller Venezianer besitzen einen Hochschulabschluss, zugleich wurden 2005 auf eine Million Einwohner gerechnet immerhin 100 Patente angemeldet. Dies hängt damit zusammen, dass die traditionellen Unternehmen eher als wissensintensiv einzustufen sind, und weniger Forschung und Entwicklung benötigen. Mit dem Rückgang des Anteils der traditionellen Unternehmen an der Gesamtproduktion und vor allem des Anteils an den Arbeitsplätzen wurde der Ausbildungsstand in der Weltwirtschaftskrise seit etwa 2007 auch als Arbeitsmarktproblem erkannt.
Ein allgemeines Schulsystem wurde in Venedig erst gegen Ende der Republik mit den Scuole dei Sestieri eingeführt, Quartiersschulen für die nichtadligen Jungen, die meist aus den Lateinschulen hervorgingen. Schüler ab dem 6. Lebensjahr besuchen (meist nach der Scuola materna) fünf Jahre lang eine Scuola elementare, an die sich eine dreijährige Scuola media anschließt.
Venedig hat drei Universitäten. Neben der im 19. Jahrhundert gegründeten Università Ca’ Foscari gibt es die Venice International University sowie die Universität für Architektur IUAV. Die Ca’ Foscari ging aus der 1868 gegründeten ersten Wirtschaftshochschule Italiens, der Scuola Superiore di Commercio hervor. Erst 1939 bzw. 1954 kamen die Sprachwissenschaften hinzu, Literaturwissenschaft/Philosophie und Industriechemie 1969, ein Jahr, nachdem die Ca’ Foscari zur Volluniversität erhoben worden war. Rund 10.000 Studenten sind eingeschrieben. Darüber hinaus befinden sich hier die Kunsthochschule Accademia di belle arti di Venezia sowie das Conservatorio Benedetto Marcello, Venedigs Musikhochschule.

### Weitere Forschungseinrichtungen
Institute und Stiftungen spielen traditionell eine wichtige Rolle. Hier sind vor allem das Istituto Veneto di Scienze, Lettere ed Arti, die Deputazione di Storia Patria per le Venezie, das Istituto Veneto di Scienze, Lettere ed Arti sowie der Museumsverband, die Musei Civici Veneziani zu nennen. Mit der Musikgeschichte befasst sich die Scuola di musica antica di Venezia. Mit der Archäologie der Region befasst sich Archeo Veneto. Dabei finden sich im Venezia Laboratorio di Cultura inzwischen 40 Einrichtungen zusammen. Dazu kommen Forschungsinstitute, wie das Deutsche Studienzentrum in Venedig, die sich der Geschichte und Kultur der Stadt widmen und auch Wissenschaftler und Künstler fördern. Die Internationale Universität wird vor allem von der britischen Warwick University begleitet.

### Museen und Bibliotheken

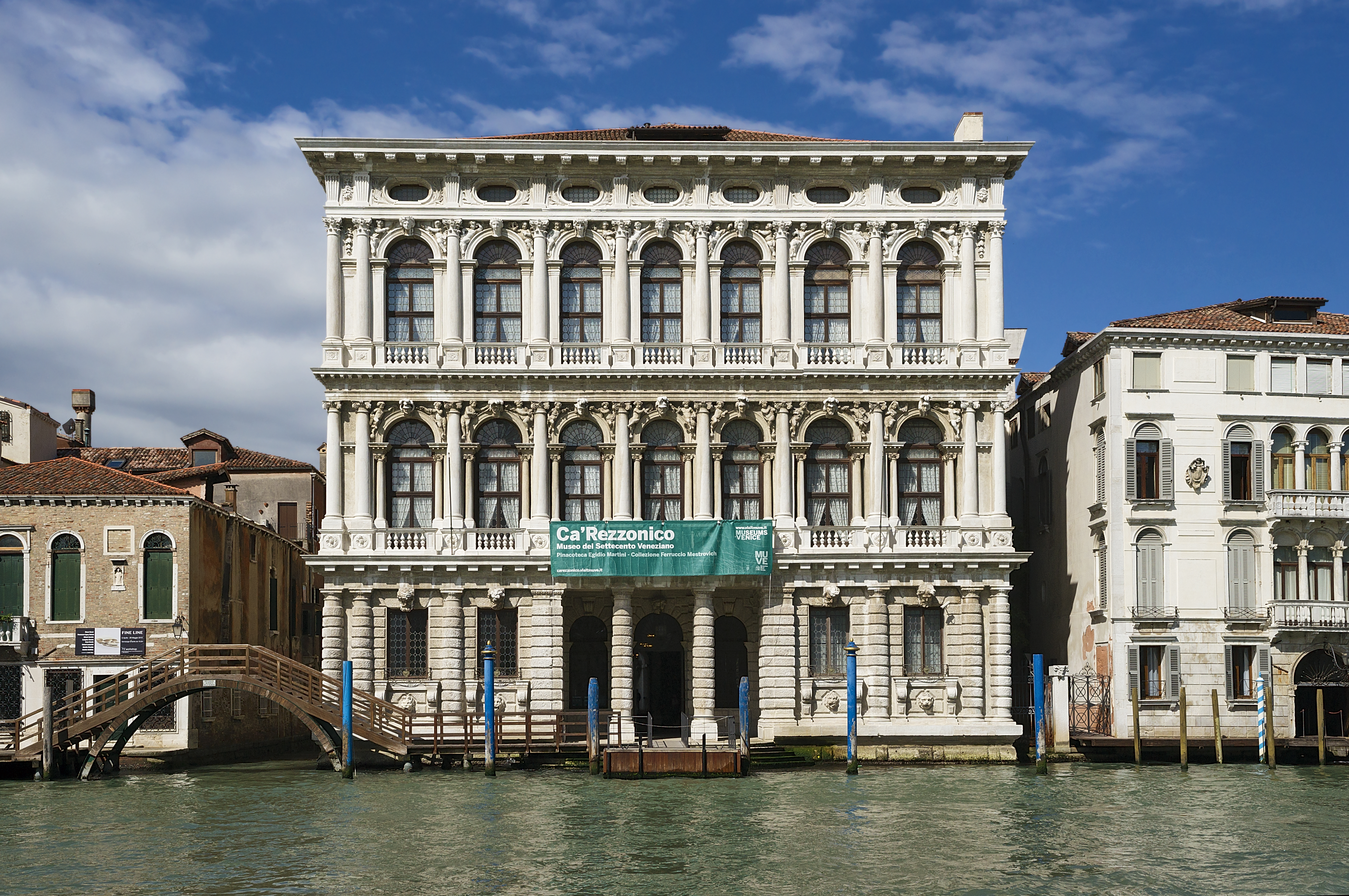
Die Ca’ Rezzonico birgt das Museum des venezianischen 18. Jahrhunderts, das Museo del Settecento veneziano

Venedig besitzt eine große Zahl von Museen, die ganz überwiegend Kunstmuseen sind – zumeist in Bauwerken, die selbst architektonische Kunstwerke darstellen. Die bekanntesten sind neben den Gallerie dell’Accademia, der Dogenpalast selbst und die Galleria G. Franchetti alla Ca’ d’Oro. Dazu kommen die Ca’ Rezzonico – Museo del Settecento veneziano, die mit dem Museo Querini Stampalia einen Schwerpunkt im 18. Jahrhundert legt, das Museo Correr, das sich der Geschichte der Republik Venedig widmet und die Ca’ Pesaro – Galleria Internazionale d’Arte Moderna, mit dem Hauptakzent auf moderner Kunst. Im Palazzo Grassi mit seinem Malereischwerpunkt und in der Peggy Guggenheim Collection finden sich ebenfalls zahlreiche Ausstellungen. Hinzu kommen Museen für orientalische Kunst, für Stoffe, das Schifffahrtsmuseum, schließlich die Paläste selbst, von denen manche zu Museen umgewandelt wurden, wie die Ca’ Mocenigo. Exponate zur Glaskunst werden im Museo del Vetro im Palazzo Giustinian dargeboten. Viele von ihnen besitzen eine wissenschaftliche Bibliothek, deren Grenzen zu allgemeinen Bibliotheken zuweilen fließend sind. Auf Torcello befinden sich das Museo provinciale di Torcello, in Altinum, in der Spätantike die größte Stadt an der Lagune, entstand das Museo Archeologico Nazionale di Altino.
Auch auf dem Festland versucht man, die lokalen Schwerpunkte museal aufzubereiten. So entstand südlich der Auffahrt zur Freiheitsbrücke, die in das historische Zentrum führt, das VEGA (VEnice GAteway for Science and Technology), ein Technologiepark, der sich mit Nano- und Informationstechnologie sowie der umweltgerechten Wirtschaft befasst. Mit dem Museum M9 – Museo del Novecento entstand in Mestre ein Museum des 20. Jahrhunderts. In Favaro Veneto besteht hingegen ein Museum der Civiltà Contadina, der ländlichen Kultur.
Die 1952 gegründete Biblioteca Civica di Mestre ist seit 1980 Zentralbibliothek Venedigs. Dem Bibliothekssystem gehören weitere 18 Bibliotheken innerhalb Venedigs an.

## Medien
Die Druckkunst, allen voran ist Aldus Manutius zu nennen, reicht in Venedig bis in das 15. Jahrhundert zurück. Doch erst mit dem Anschluss an Italien im Jahr 1866 kam es zu einer starken Expansion der Presse. Jede politische Gruppierung versuchte über das Massenmedium der Epoche, die Zeitung, die öffentliche Meinung zu beeinflussen. Neben der konservativen Gazzetta di Venezia, die mit dem Giornale di Venezia fusionierte, bestand das radikale Blatt Adriatico, der sozialistische Secolo Nuovo, schließlich das katholische Blatt Difesa. Selbst Murano besaß eine Zeitung: La voce di Murano – Giornale nell’industria vetraria.
Die italienische Presse ist entweder von einer Partei oder einem Konzern abhängig. Das bedeutendste Blatt, neben den nationalen Zeitungen, ist der 1887 gegründete Il Gazzettino, der bis in die 1990er Jahre in Venedig gedruckt wurde, dessen Redaktion jedoch bereits 1977 nach Mestre umzog. Er erschien in Venedig seit 1887. 1983 entstand als herausgebende Gesellschaft die Società Editrice Padana (S.E.P.). 2006 übernahm jedoch Caltagirone Editore die Aktienmehrheit, der drittgrößte Medienkonzern Italiens. Ende des Jahres besaß das Unternehmen bereits mehr als zwei Drittel der Anteile. 70 % der Anteile von Caltagirone liegen indirekt in Händen der gleichnamigen Familie, 34 % direkt. Die Auflage, die 1997 noch bei über 136.000 Exemplaren lag, fiel bis 2006 auf kaum mehr als 96.000 und liegt 2012 bei rund 80.000. Eine Lokalredaktion besteht in Mestre.

## Sport

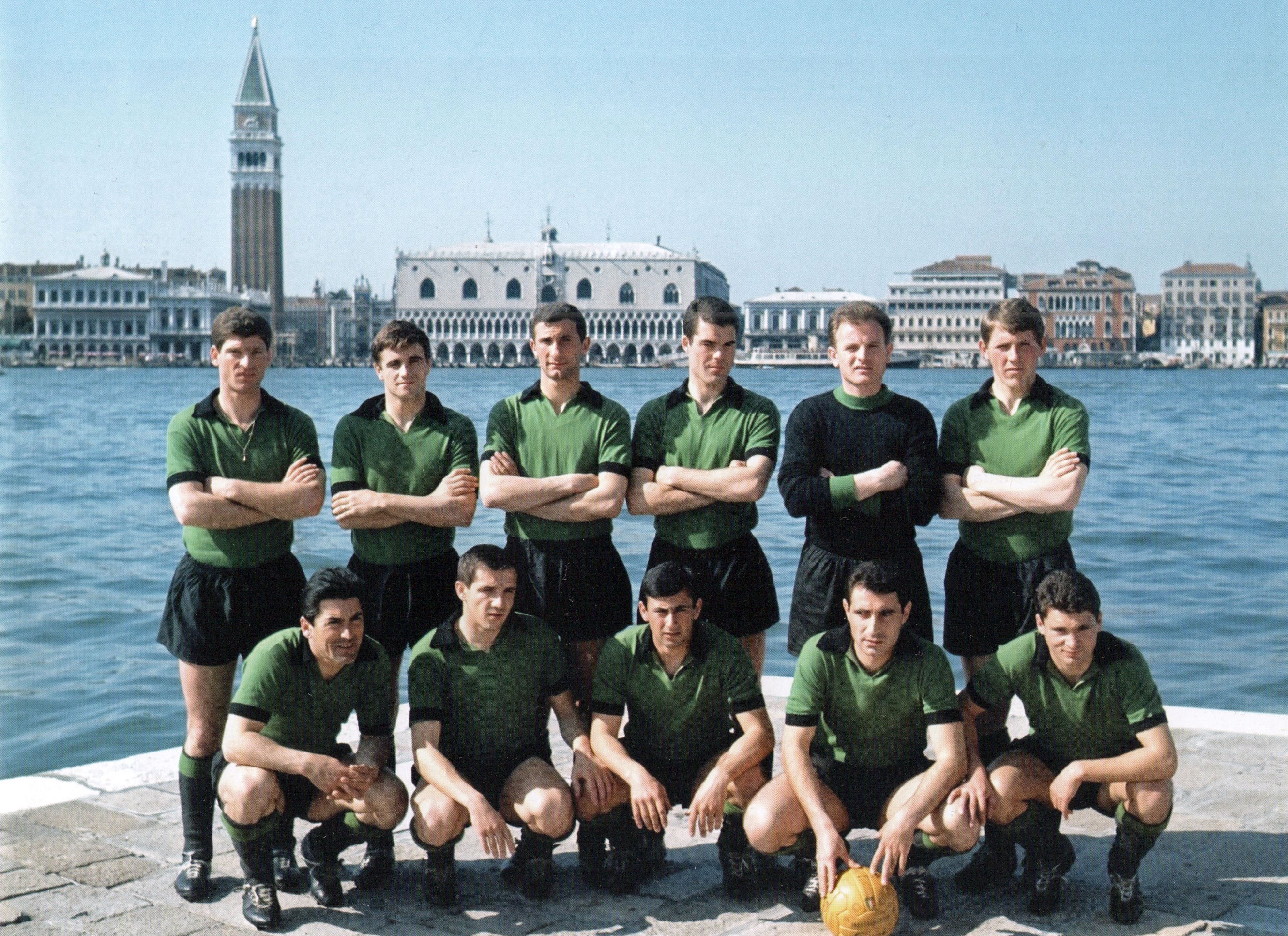
Fußballmannschaft der AC Venezia im Jahr 1963, in den bis zur Vereinigung mit Mestre (1987) gängigen Vereinsfarben Grün und Schwarz

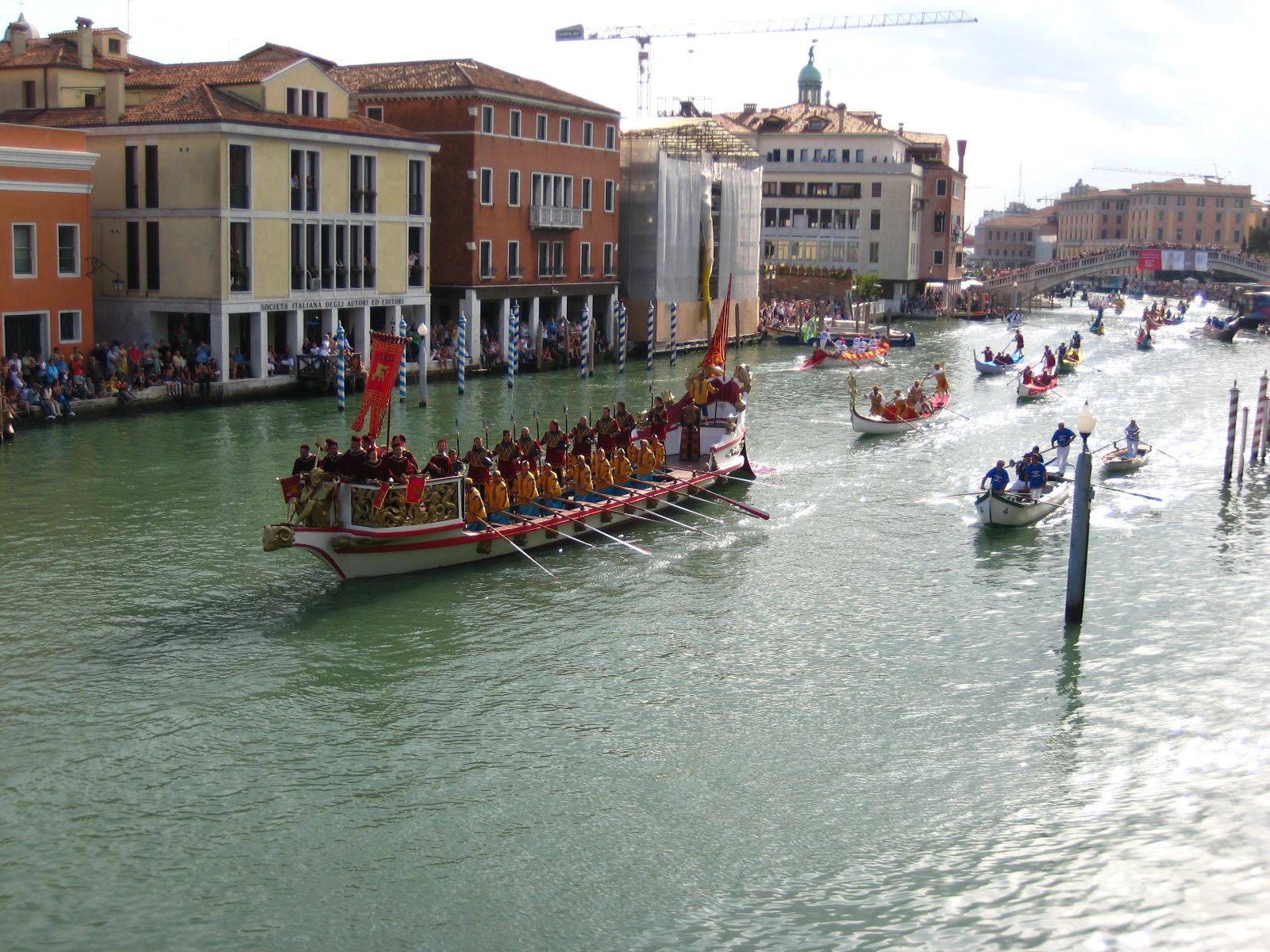
Regata storica

Neben dem Rudern, das sich im öffentlichen Raum in zahlreichen Regatten niederschlägt, wie etwa der Regata storica oder der Vogalonga, dominiert der Fußball.
Die ältesten Rudergesellschaften reichen bis in die Zeit um 1900 zurück, so etwa die 1911 gegründete Compagnia della Vela. Die Regatten selbst lassen sich bis ins Spätmittelalter zurückverfolgen. Die erste Nennung auf einem Stadtplan erfolgte durch Jacopo de’ Barbari im Jahr 1500. Die Regatta ist eine venezianische Erfindung.
Im Fußballbereich ist der 1907 entstandene FC Venedig hervorzuheben. Größter Erfolg der Vereinsgeschichte ist der Gewinn der Coppa Italia in der Pokalsaison 1940/41. In den 40er Jahren spielte Venedig auch mehrere Spielzeiten in der Serie A. 1987 erfolgte eine Fusion mit der AC Mestre, wodurch die Vereinsfarben Schwarz und Grün durch das von Mestre verwendete Orange ergänzt wurde. Rund um die Jahrtausendwende spielte Venedig einige weitere Spielzeiten in der Serie A. Danach folgten jedoch mehrfach finanzielle Probleme und Neugründungen.
In Venedig sind zwei bekannte Basketballklubs beheimatet.  Zum einen der 1872 unter dem Namen Società Sportiva Costantino Reyer gegründete Basketballverein Reyer Venezia Mestre, der unter anderem viermal Landesmeister war, und zum anderen Basket Mestre.
Italien rangierte vor dem Zweiten Weltkrieg hinter Frankreich als wichtigstes europäisches Rugby-Land, doch galt der Sport nach dem Krieg als „faschistisch“, da er von Mussolinis Partei gefördert worden war. Nun führten die angelsächsischen Truppen Rugby wieder ein, was als politisch unverdächtig galt, so dass 1948 der Venezia Rugby Football Club gegründet wurde. Padua galt bald als Rugby-Hochburg, doch erst 1965 entstand Rugby Mestre. Die Venezianer gaben sich den Beinamen Dogi (Dogen). Aus der Fusion der beiden Vereine ging 1986 der Verein Venezia Mestre Rugby hervor. Berlusconi förderte seinen Mailänder Verein und von dort ging die Professionalisierung des Sports aus. 2009 erreichten zwei italienische Vereine die Celtic League, die höchste europäische Liga.
2014 wurde in Venedig das Sprintfinale der Orientierungslauf-Weltmeisterschaften ausgetragen.

## Persönlichkeiten
Zahlreiche Persönlichkeiten aus Venedig haben auf die Stadt und manche auch weit darüber hinaus gewirkt. Auf der politischen Ebene dürfte unter den Dogen Enrico Dandolo der bekannteste sein, von acht Päpsten war es zuletzt Johannes Paul I. Vor allem im kulturellen Bereich gingen von der Stadt starke Impulse durch herausragende Künstler aus, vor allem Maler, Musiker und Schriftsteller wie Tizian, Tintoretto, Veronese, Tiepolo, Giovanni Gabrieli, Claudio Monteverdi, Antonio Vivaldi, Giacomo Casanova oder der Komödiendichter Carlo Goldoni. Schließlich zählen Marco Polo für Asien und Giovanni Caboto für Nordamerika zu den bekanntesten Entdeckern.

### Geografie
- Caroline Fletcher, Tom Spencer (Hrsg.): Flooding and Environmental Challenges for Venice and its Lagoon. State of Knowledge, Cambridge University Press, Cambridge/New York 2005, ISBN 0-521-84046-5.
- Giampaolo Rallo: Guida alla natura nella Laguna di Venezia. Itinerari, storia e informazioni naturalistiche (= Viaggi e natura), Muzzio, Padua 1996, ISBN 88-7021-735-3.
- Mauro Bon, Emanuele Stival: Uccelli di laguna e di città. L’atlante ornitologico nel comune di Venezia 2006–2011, Marsilio, 2013.

### Geschichte
- Giovanni Favero: Venezia dopo Venezia: economia e demografia urbana nel novecento, Laboratoire italien, 2014. (online)
- Davide Ros: Lo sviluppo urbanistico di Mestre, Università Ca' Foscari, Venedig 2016 (Digitalisat).
- Sergio Barizza: Storia di Mestre (= Città nelle Venezie dall’unità ai nostri giorni, 9), Il Poligrafo, Padua 1994, ISBN 88-7115-065-1.
- Martin Bundi: Venedig. In: Historisches Lexikon der Schweiz.  30. April 2015.
- Richard James Boon Bosworth: Italian Venice. A History, Yale University Press, 2014.
- Riccardo Calimani: Die Kaufleute von Venedig. Die Geschichte der Juden in der Löwenrepublik, Übers. von Sylvia Höfer, Claasen, Düsseldorf 1988, ISBN 3-546-41699-6.
  - ital. OT: Storia del ghetto di Venezia, 3. Auflage, Rusconi, Mailand 1986, ISBN 88-18-12018-2; Edizioni Mondadori, Milano 1995, E-Book: ebenda 2010, ISBN 978-88-520-1515-1 (Vorschau in der Google-Buchsuche; italienisch).
- Peter Feldbauer, Gottfried Lidl, John Morrissey: Venedig 800–1600. Die Serenissima als Weltmacht (= Expansion, Interaktion, Akkulturation, 18), Mandelbaum, Wien 2010, ISBN 978-3-85476-348-2.[184]
- Arne Karsten: Kleine Geschichte Venedigs, C. H. Beck, München 2008, ISBN 978-3-406-57640-9.
- Gerhard Rösch: Venedig. Geschichte einer Seerepublik, Kohlhammer, Stuttgart/Berlin/Köln 2000, ISBN 3-17-014547-9.
- Gerhard Rösch: Venedig und das Reich. Handels- und verkehrspolitische Beziehungen in der deutschen Kaiserzeit (= Deutsches Historisches Institut in Rom: Bibliothek des Deutschen Historischen Instituts in Rom, 53), Niemeyer, Tübingen 1982, ISBN 3-484-82053-5.
- Alvise Zorzi: Venedig. Die Geschichte der Löwenrepublik, übers. von Sylvia Höfer, Claassen, Düsseldorf 1985, ISBN 3-546-49974-3; 2. Auflage: Claasen, Hildesheim 1992, ISBN 3-546-00024-2.
  - ital. OT: La Repubblica del Leone. Storia di Venezia, RCS Libri, Tascabili Bompiani, Mailand 2008; E-Book: 2012, ISBN 978-88-587-2529-0

### Kultur
- Ennio Concina (Text), Piero Codato, Vittorio Pavan (Fotogr.): Kirchen in Venedig. Kunst und Geschichte, Übers. von Peter Schiller, Hirmer, München 1996, ISBN 3-7774-7010-4.
  - ital. OT: Le chiese di Venezia. L’arte e la storia, Magnus, Udine 1995, ISBN 88-7057-153-X.
- Richard J[ohn] Goy: Stadt in der Lagune. Leben und Bauen in Venedig, übers. von Sieglinde Denzel, Knesebeck, München 1998, ISBN 3-89660-030-3.
  - Vgl. Richard J. Goy: Venetian Vernacular Architecture. Traditional Housing in the Venetian Lagoon, Cambridge University Press, Cambridge u. a. 1989, ISBN 0-521-34581-2; Neuausg. Cambridge University Press, New York 2010, ISBN 978-0-521-15490-1 (Vorschau in der Google-Buchsuche).
- Norbert Huse: Venedig. Von der Kunst, eine Stadt im Wasser zu bauen, C. H. Beck, München 2005, ISBN 3-406-52746-9; (= Beck’sche Reihe, Bd. 1784). 1. Auflage [sic!], C. H. Beck, München 2008, ISBN 978-3-406-54821-5 (eingeschränkte Vorschau in der Google-Buchsuche).
- Giandomenico Romanelli (Hrsg.): Venedig. Kunst & Architektur, 2 Bände, übers. aus dem Ital. und Engl. von Ulrike Bischoff, Könemann, Köln 1997, ISBN 3-89508-592-8.
  - ital. OT: Venezia l’arte nei secoli, Magnus, Udine 1997 (Titelaufnahme, Bd. 1 in der Google-Buchsuche).
- Brigitte Wormbs, Wolftraud de Concini: Venedig, dtv, München 1984, ISBN 3-423-03718-0; 4., aktualis. und überarb. Aufl., ebenda 1992, ISBN 3-423-03718-0.
- Robert C. Davis, Garry R. Marvin: Venice, the Tourist Maze. A Cultural Critique of the World’s Most Touristed City, University of California Press, Berkeley 2004, ISBN 0-520-93780-5 (Vorschau in der Google-Buchsuche).
- Ulrike Rauh: Zwölf Spaziergänge durch Venedig, Wiesenburg Verlag, 2003, ISBN 978-3-932497-96-4 (ins Italienische übersetzt als: Dodici passeggiate veneziane, Italiana Press Edizioni, 2007, ISBN 978-88-89761-20-5)